# 魔法科高校の劣等生
『魔法科高校の劣等生』（まほうかこうこうのれっとうせい、The Irregular at Magic High School）は、佐島勤による日本のライトノベルおよびそれを原作とするメディアミックス作品。略称は「魔法科」。原作小説の出版は電撃文庫（KADOKAWA アスキー・メディアワークス）からで、担当編集は三木一馬。イラストはキャラクター担当の石田可奈の他、メカニックデザインをジミー・ストーン、カラーコーディネートを末永康子が担当する。
続編として『続・魔法科高校の劣等生 メイジアン・カンパニー』、主人公の異なるシリーズ作品として『魔法科高校の優等生』、『魔法科高校の劣等生 司波達也暗殺計画』、『新・魔法科高校の劣等生 キグナスの乙女たち』『魔法科高校の劣等生 夜の帳に闇は閃く』がある。
2023年7月時点で原作小説の累計部数は1400万部、シリーズ累計部数は2500万部をそれぞれ突破している。「みんなで選ぶベストラノベ2011」では新人部門で2位を獲得している。『このライトノベルがすごい！2020』にて発表された「2010年代総合ランキング」では第8位に入っている。

## あらすじ
かつて「超能力」と呼ばれていた先天的に備わる能力が「魔法」という名前で体系化され、強力な魔法技能師は国の力と見なされるようになった。20年続いた第三次世界大戦が終結してから35年が経つ西暦2095年、魔法技能師養成のための国策高等学校の一つ、国立魔法大学付属第一高校に、エリートとして将来を約束された「一科生（一課生）」の妹と、その補欠である「二科生（二課生）」の兄が入学した時から、卒業するまでの物語である。
四葉家という秘密主義の家系の次期当主候補として将来を縛られた妹・深雪と、そのガーディアンとしてやはり束縛されている兄・達也が、自分たちの自由を掴み取ろうとする物語が大筋となっている。兄妹の高校在学期間を舞台とし、「優等生」も「劣等生」もひっくるめた、学内・学外を問わない多数のキャラクターの物語が繰り広げられる。
2020年9月刊行の32巻「サクリファイス編 / 卒業編」をもって一応の完結となったが、それ以降も達也たちの卒業後を描く「続・魔法科高校の劣等生 メイジアン・カンパニー」、新キャラクター達を主人公とした「新・魔法科高校の劣等生 キグナスの乙女たち」、達也の従妹弟である黒羽亜夜子・文弥を主人公とした「司波達也暗殺計画」の実質的続編「魔法科高校の劣等生 夜の帳に闇は閃く」の3シリーズが並行して刊行中である。

### エピソード一覧（魔法科高校の劣等生）
本作品は、単独で完結する複数のエピソードから構成されており、各編は1巻から3巻の長さがある。Web掲載時に各編は「第〜章」とナンバリングされていたが、文庫版では「第〜話」の単位に変更され、また第二話より後はナンバリング自体がされていない。「来訪者編」はWeb掲載時では二編構成であったが、文庫化時に一編に統合された。「二年度の部」からは商業化以降に公開されるエピソードとなる。
初年度の部
第一話「入学編」（上・下）
司波達也と司波深雪はそろって国立魔法大学付属第一高校に入学した。深雪と同じクラスの北山雫、光井ほのか、達也と同じクラスの千葉エリカ、西城レオンハルト、柴田美月らと兄妹は親しくなり、しばしば行動をともにするようになる。深雪は生徒会の一員となる。一方、一高の風紀委員長を務める渡辺摩利は、校内における一科生と二科生との対立を解消するという思惑から、達也を風紀委員会に迎え入れた。
新入部員勧誘週間を迎え、風紀委員の一人として校内を巡視していた達也は、剣道部の壬生紗耶香と剣術部の桐原武明の衝突に端を発した両部の乱闘を一人で制してしまう。一年生でしかも二科生である達也が校内有数の実力者である桐原をあっさり制圧したことで、校内から彼の注目が集まった。
その後、紗耶香を含めた「学内の差別撤廃を目指す有志同盟」が二科生の待遇改善を求めて放送室を占拠する。生徒会長の七草真由美は、彼らの要求を受けて開催した公開討論会で、堂々とディベートに臨み「同盟」を圧倒するが、その会場に政治結社「ブランシュ」のメンバーが奇襲をかけてきた。
この奇襲は陽動にすぎず、その間に他の同盟メンバーが図書館に侵入し魔法大学の機密データを盗み出そうとしていた。図書館侵入メンバーに加わっていた紗耶香は、自分の信じる目的と行動との乖離に戸惑いを覚える。侵入メンバーたちは乗り込んできた達也と深雪によって制圧され、紗耶香はその場を逃げ出すが、行先に待ち構えていたエリカとの真剣勝負に破れ、負傷して病院に運ばれる。実は紗耶香は催眠術によって過去の記憶を改ざんされ、ブランシュに利用されていたことが判明する。
自分と深雪の日常を損なうものは排除するとして、達也はブランシュの壊滅を決意する。達也たちは課外活動連合会（部活連）の会頭・十文字克人と桐原とともにブランシュ日本支部に乗り込む。日本支部代表の司一は、達也たちをも洗脳して味方に引き入れようとするが、手の内を見抜かてしまった上、紗耶香を利用されたことに怒る桐原に右腕を切り落とされ拘束される。
後日、腕の治療と記憶改ざんの影響排除のために入院していた紗耶香が退院することになり、達也と深雪は花束を持って祝福に出向く。入院の間に紗耶香はエリカと互いを愛称で呼び合う仲になり、毎日のように見舞いに通っていた桐原とも親密になっていた。
第二話「九校戦編」（上・下）
達也とレオは、体育の授業をきっかけに同級生の吉田幹比古と親しくなる。幹比古は神童とも称された古式魔法の名手だったが、スランプに陥り、二科生の立場に甘んじていた。校舎内で精霊魔法の鍛錬を行っていた幹比古は、その場にたまたまやってきた美月が「水晶眼」の持ち主であることに気づき興味を持つ。
全国の魔法大学付属高校が魔法競技で競い合う「九校戦」が近づく。達也はCAD調整を担当するエンジニアに抜擢され、深雪は新人戦のエースとして大会に臨むことになる。
大会準備で多忙を極める傍ら、達也は魔法工学の難問とされていた「飛行魔法」の実験に成功し、四葉家と関係のある魔法工学機器メーカー「フォア・リーブス・テクノロジー」（FLT）の牛島らの協力の下、早急に製品化を進める。
国防軍独立魔法大隊の風間晴信少佐は、香港系犯罪組織が九校戦を狙っているらしいことを達也に告げ、注意を促す。競技会場に向かっていた一高の選手一行の乗るバスに事故車両が突っ込んできたり、ホテルの敷地内に不審な集団が侵入してきたりと不穏な状況が続く。
大会前夜、全高校の関係者が集うパーティが開催される。挨拶に立った魔法界の長老・九島烈は、自分がデモンストレーションした魔法をすぐに理解した達也に興味を持つ一方、彼が四葉深夜の息子であることに気づく。一方、同じパーティー会場にいた第三高校一年生のエース・一条将輝は、深雪に一目惚れしてしまう。
バトル・ボードの試合に臨んでいた摩利は事故に巻き込まれて負傷し、以降の出場をキャンセルせざるを得なくなる。チームリーダーの真由美は摩利の代わりに深雪を本戦のミラージ・バットに出場させることにする。
大会中盤に実施される一年生による新人戦で、モノリス・コードに挑んだ森崎たちが試合中に突然崩れたビルの下敷きとなって重傷を負ってしまう。これを受けて達也がレオ・幹比古とともに急遽モノリス・コードに出場することになる。彼らは順調に勝ち進み、将輝ひきいる強豪・三高チームとの決勝戦を戦い、これを制する。達也がCAD調整を担当した一年生女子選手たちは、深雪との直接対決となった雫を除いて全員が全勝を飾った。こうして新人戦は一高の優勝で終わる。
本戦後半のミラージ・バットで、一高三年生の小早川景子が試合中に突如魔法が使えなくなって高所から転落しリタイアを余儀なくされる。しかし深雪は飛行魔法を使用して優勝する。これをもって一高の総合優勝が確定する。
一高の周辺で事故が続いたのは、九校戦を利用した賭博を主催していた犯罪組織「ノー・ヘッド・ドラゴン」（無頭竜）が、本命だった一高を敗北させ利益を出そうとしていたためだった。達也は独立魔法大隊の助力も得て、横浜・中華街の本拠地に集まっていた幹部たちを一掃する。
大会後のパーティーで、将輝は達也と深雪が兄妹であることにやっと気づいて驚愕するが、達也の許しを得て深雪とダンスを踊る機会を得る。克人は達也に、十師族の一員を相手に勝利したことの意味は軽くないと告げ、結婚を経て十師族の一員になれと助言する。
「夏休み編+1」（短編集）※書き下ろし
夏の休日
達也たちは雫の別荘へ行く。
友情と信頼とロリコン疑惑

会長選挙と女王さま
真由美は生徒会長引退に伴い、ある人物を指名する。
「横浜騒乱編」（上・下）
2095年10月30日、日本魔法協会主催が主催する全国高校生魔法学論文コンペティション（論文コンペ）が横浜国際会議場で開かれる。15時30分、横浜を大亜細亜連合が襲撃し、会場にも対魔法師用ライフルを携えたテロリストが乱入してきたため、会場にいた者たちは対応に追われる。
論文コンペ翌日の10月31日、達也は国防軍の一員として、日本侵攻に向け鎮海軍港に集結していた大亜細亜連合艦隊および鎮海軍港を消滅させる。この一件を機に日本と大亜細亜連合は講和条約を締結することになった。のちにこの出来事は「灼熱のハロウィン」と呼ばれるようになった。
「追憶編」
達也の入学から3年前の2092年、深雪はガーディアンである兄の達也に対して「何を考えているのかわからない」という理由で苦手としており、時には八つ当たりをすることもあった。
ある日、兄妹はそろって沖縄へ行き、先島防空隊の恩納空挺隊の一員である桧垣 ジョセフと出会う。その際、ジョセフが深雪に手を出そうとしたため、達也が撃退する。その後、桧垣は上司の風間とともにある事件のため取り調べとして兄妹と再会する。また、兄妹が基地を訪れた際に彼は雪辱として達也に組み手を挑み敗北。達也の実力を認め友人となった。

そのさなか、亜細亜連合（以下、大亜連合）が沖縄に奇襲をかける。日本側も予期していなかった大亜連合軍の侵攻により慶良間諸島周辺の制海権を早々に失い、さらに沖縄本島の国防軍基地では内部で大亜連合に内応した叛乱事件も起こり、敵軍に上陸を許すなど国防軍は圧倒的劣勢に陥る。その際侵攻軍と内通していた国防軍の裏切り者が深雪を傷つけたことから、達也は国防軍に志願する。達也を組み込んだ国防軍恩納空挺部隊の反転攻勢により地上部隊を降伏に追い込み、大亜連合艦隊の艦艇も達也の「マテリアル・バースト」にて殲滅された。後日の捕虜交換にて、大亜細亜連合本国にも達也のことは謎の魔法師・摩醯首羅（マヘーシュヴァラ）の噂が広まり、軍が情報統制する事態となった。のちにこの出来事は「沖縄防衛戦」と呼ばれるようになった。
「来訪者編」（上・中・下）
雫がUSNAに交換留学に行くことになり、同国からアンジェリーナ・クドウ・シールズ（愛称リーナ）が一高に入学する。達也は彼女の正体がUSNAの魔法師部隊「スターズ」総隊長のアンジー・シリウス少佐であることを見抜く。
一方、USNAでは魔法師の血が抜き取られる「吸血鬼事件」が起きており、リーナが来日したのはその犯人の追跡と、「灼熱のハロウィン」の大爆発の容疑者候補である達也と深雪への接触だった。
そうこうしているうちに、東京でも「吸血鬼事件」が起こる。吸血鬼の正体はパラサイトと呼ばれる寄生体であり、マクシミリアン・デバイス日本支社のセールスエンジニア「本郷未亜」ことミカエラ・ホンゴウにとりついていた。パラサイトは一高に潜入した際に達也たちと交戦して器であるホンゴウの肉体を自爆させて消滅した。その後、このパラサイトはロボット研究部にあったお手伝いロボット・ピクシーにとりつき、ほのかの想念をコピーして自我を形成し、彼につき従うことにした。
ピクシーからパラサイトのことを知った達也は、他のパラサイトを倒すべく、青山霊園に乗り込む。
その後、九島家がパラサイトを回収する。
二年度の部
「ダブルセブン編」
2096年4月、達也と深雪は二年生に進級し、達也は今年度から新設された魔法工学科に在籍することとなり、3月に第一高校を卒業した真由美の双子の妹である香澄と泉美が新入生として入学する。
第一高校の生徒会では卒業した真由美・摩利・克人の後任として、あずさ・花音・服部がそれぞれ生徒会長・風紀委員長・部活連会頭となり、司波兄妹は副会長として籍を置くこととなる。新入生総代となった七宝琢磨も顔合わせに訪れるが、達也に対する彼の素っ気ない態度に憤慨した深雪に睨まれ恐縮し、達也も七宝の性格がトラブルの火種に成りかねないと危惧する。自己顕示欲や上昇志向が人一倍強く、特に自身の「七宝家」と同じく名字に『七』の字を持ち"十師族"の一端を担う「七草家」に異常なまでのライバル心を抱く七宝は、事あるごとに香澄に対して挑発的な言動を取り、ひょんな事から七宝と香澄・泉美ペアの"模擬戦"が行われる羽目になる。両者とも互角の戦いを繰り広げていたが、七宝の「ミリオン・エッジ」と香澄・泉美の「ナイトロゲン・ストーム」「ヒート・ストーム」の鬩ぎ合いになったところで、審判を務めていた達也は「試合を続行すれば、双方が危険な状態に陥る」と判断し、「グラム・デモリッション」で七宝たちの魔法を強制的に無力化し、"双方ともに、魔法の威力のコントロールが不十分であったため失格と見なす"という裁定を下す。香澄・泉美は渋々受け入れるが、納得のいかない七宝は達也の裁定や指摘に耳を貸そうとせず、挙句の果てには彼を「雑草（ウィード）」呼ばわりする。すると達也たちと共に試合を観戦していた十三束鋼が怒りを露にして七宝を思い切り殴り付け、彼の言動を「自分勝手で無礼千万な行為」と批判して一騎討ちを申し込む。
そして二日後、審判役の服部と司波兄妹・桐原・沢木・幹比古の立ち会いのもと、十三束と七宝の模擬戦が行われる。七宝は試合開始直後から「ミリオン・エッジ」を何度も仕掛けるが、驚異的な防御力と近接戦闘能力を誇る十三束には殆どダメージを与えることが出来ないまま敗北。七宝を壁際に運んで休ませた十三束は、「君の実力を七宝に見せてほしい」として試合を申し込む。服部や深雪の後押しもあり、達也は十三束との勝負を受け入れる。近接戦闘を得意とする「レンジ・ゼロ」の異名み持つ十三束は達也と互角に渡り合うほどの格闘センスを発揮し、試合を観戦している深雪たちを驚かせるも、最後は達也のカウンター攻撃を受けて敗北する。達也と十三束が互いの実力を認め称え合う中、何故か七宝は逃げるようにその場を去り、校庭で何度も木を殴り付ける。そこへ偶然通りかかった香澄から、十三束との勝負に言及された七宝は「自分と同じ高校生なのに、何でアイツら（達也と十三束）は あんなに強いんだ!?」と苛立ちと悔しさをぶつける。香澄は「私の力の殆どは"才能"のおかげ」としつつ、「七宝が感じた"強さ"は、"才能"とは別のものに由来するかもしれない」と語る。その言葉に七宝は悔し涙を浮かべ、香澄は無言でその場を後にした。
「スティープルチェース編」
2096年7月、「九校戦」のルールおよび競技種目が大幅に変更され、各校に動揺が走る。国防軍の酒井大佐は九島家と共に、パラサイトを憑依させた女性型の機械兵「パラサイドール」の運用実験として九校戦の新種目スティープルチェース・クロスカントリーへ妨害役として投入しようとするが、独立魔装大隊およびピクシーの支援を受けた達也が競技直前にすべて破壊する。
その後、酒井はスポンサーの意向を受けた四葉家によって失脚する。また、横浜の中華料理屋の店主である周公瑾はこれまで数々の事件の裏で糸を引いてきたが、「九校戦」の裏で暗躍していたことが露見して、京都にある古式魔法結社・伝統派に身を寄せる羽目になった。
「古都内乱編」（上・下）
論文コンペが近づく中、達也は四葉家当主の真夜から黒羽姉弟を通じて周を捕まえてくれと頼まれる。京都で烈の孫・九島光宣と出会った二人は周を探すも、なかなか収穫は得られなかった。
一方、真由美の父にして七草家の現当主である弘一は四葉の弱体化をもくろんで、執事の名倉に周と協力させていた。ところが周とのつながりが四葉に知られることを恐れた弘一は、名倉に周の抹殺を命じる。名倉はその戦闘で逆に返り討ちに遭う。その後、名倉の死を知った真由美も京都に乗り込んだほか、達也も将輝を呼び寄せる。
そして、一行の前に周が現れる。名倉が死に際に残した自分の血液によって周は追い込まれ、焼身自殺を遂げる。
事件翌日の2096年10月28日に新京都国際会議場にて開催された論文コンペでは、急病の第二高校予定発表者に代わり、光宣が発表した「精神干渉系魔法の原理と起動式に記述すべき事項に関する仮説」が優勝した。
「四葉継承編」
深雪は新年の集い『慶春会』の招待状を受け取る。それは、彼女が四葉家の次期当主の指名を意味していた。
四葉分家の者たちからの妨害を潜り抜け、本家に到着した達也を前に、真夜は「達也と深雪は兄妹ではない」というでっち上げを出す。
また、分家のひとりである新発田 勝成は、大晦日の会食で四葉家次期当主候補を返上、代わりに真夜にガーディアンの琴鳴との結婚を口添えしてもらい、慶春会の場で婚約を発表する。
「師族会議編」（上・中・下）
達也と深雪の婚約発表に対し、一条家は異議申し立てと同時に深雪と将輝の婚約を申し込む。
その衝撃も冷めやらぬ中、「ブランシュ」の総帥の顧傑（ジード・ヘイグ）は弟子である周の死亡を受け、箱根で開かれる十師族選定会議の会場である箱根のホテルに、死体による自爆テロを起こした。このテロにより、魔法師は世界中から白眼視される。
2097年2月、エリカの異母兄にして警部・千葉寿和は部下の稲垣とともに、独立魔装大隊がロッテルバルト経由で流した情報を得て、顧傑の同志とされる近江円磨のもとを訪れる。その際、稲垣は円磨に意識操作の魔法をかけられ、寿和をおびき寄せるための餌にされる。そして、罠にかかった寿和は顧傑によって稲垣もろとも傀儡にされる形で殺され、達也たちに差し向けられる。
「南海騒擾編」
2097年3月、達也たちは久米島沖の人工島・西果新島竣工記念パーティーに招かれ、卒業旅行で訪れていたあずさらと顔を合わせる。
ところで、この島には日本との講和条約に反対という理由で大亜連合軍からの脱走兵や、オーストラリア軍の兵士二人組もいた。
うち、オーストラリア軍の兵士は「ジャスミン・ジャクソン」と「ジェームズ・ジャクソン」という偽名のもと、親子としてふるまっていた。ジャスミンは大亜連合軍の工作員に捕らえられそうになるのを事情を知らない服部たちによって助けられ、面識を持つ。
ジャスミンらは主力部隊の壊滅で作戦が成功しないことを見越し、花音たちを巻き込んだ騒ぎを起こすものの、ジャスミン同様幼い見た目のあずさの策にかかり、失敗に終わった。追いつめられたジャスミンたちは戦略級魔法「オゾンサークル」によるオゾンガス攻撃を展開するが、達也の魔法師無効化魔法「ゲートキーパー」によって封じられる。おまけに、大亜連合軍特殊工作部隊のリーダーだった陳 祥山の鬼門遁甲で方向を狂わされ場所を誤認させられたことに気づいたジャスミンは、観念してとらえらえる。
また、脱走兵のリーダー格ダニエル・劉は、オーストラリア軍と手を組み西果新島でテロを企てるも、協力者である「ジェームズ・ジャクソン」もといジェームズ・J・ジョンソン大尉が達也にマークされていたことにより居場所を突き止められ捕縛される。その後、ダニエルに代わりブラッドリー・張が作戦の指揮を引き継ぐが、戦犯の身から解放された呂 剛虎によって倒された。
三年度の部
「動乱の序章編」（上・下）
2097年4月、克人は達也と深雪を、十師族・師補十八家の後継者たちによる会合に誘う。この会合の場での達也の発言が波紋を呼んだ。
さらに、 十師族「三矢家」の一員である三矢 詩奈が消息を絶ってしまう。
「孤立編」
大亜連合が戦略級魔法「霹靂塔」を発動したことにより、魔法や魔法師に対する非難が起こる。
USNA国家科学局所属の科学者エドワード・クラークは、達也を宇宙に追放すべくディオーネー計画を発案・提言する。
「エスケープ編」（上・下）
エドワードの息子レイモンドは「七賢人」として日本の放送機関に対しトーラス・シルバーの正体が達也であることを伝え、達也にディオーネー計画に参加させるよう呼び掛けるメッセージを送り付けた。
そのころ達也はディオーネー計画に対抗すべく、恒星炉を用いたプロジェクト『魔法恒星炉エネルギープラント計画』を発表する。
同時期、光宣は周の亡霊に襲われるが、霊体を隷属させる魔法によって逆に周の人格と知識を吸収した一方、自身が健康な肉体になるにはパラサイトを自身に取り込むしか方法がないと思い悩む。
そして、ベゾブラゾフが一回目の戦略級魔法トゥマーン・ボンバを放った際、水波が達也たちを守るべく過剰な防壁魔法を使用して、魔法演算領域のオーバーヒートを引き起こしてしまう。これがきっかけで、光宣は水波を救うために自身にパラサイトを取り込むことを決意する。
ベゾブラゾフによる達也の抹殺が失敗に終わったことでディオーネー計画は事実上頓挫した。
「インベージョン編」
ポール・ウォーカー大佐は、スターズの関係者を呼び出し、達也の『魔法恒星炉エネルギープラント計画』に対する破壊工作と彼の暗殺を命じる。2097年6月15日、ダラス郊外の国立加速器研究所で再開されたマイクロブラックホール生成・蒸発実験に際し、警備センターから日本の工作員を発見・確保するためにスターズの面々は監視に当たるが、実験でこの世界に再びやって来たパラサイトが自我を有していない存在であったため、スターズ第三隊隊長のアレクサンダー・アークトゥルス大尉をはじめその場にいたスターズ隊員たちはパラサイトに同化される。また、結果を見届ける為に潜入したレイモンドもパラサイトに同化された。
その後、アークトゥルス大尉は他の隊員たちにリーナが反乱を起こすと吹聴し、それを信じたレイラ・デネブら一部隊員が2097年6月18日の早朝にリーナを襲う。カノープス大佐はスターズ第十一隊のシャウラ少尉からの報告を受けてアルゴル少尉やミルファク少尉を含めた四人でリーナを基地から脱出させることに成功するが、アルゴル少尉たちと共に捕らえられる。そして、彼らは略式裁判の末にミッドウェー島の魔法師用軍事刑務所に送られることになった。
時は前後して2097年6月16日の夜明け前、 光宣は旧第九研に侵入して、パラサイトを自身に取り込む儀式を実行した。強固な精神力でパラサイトを屈服させて、自我を保ったままパラサイトを取り込むことに成功し、同時に驚異的な自己治癒能力を得て健康な肉体になった反面、脳の一部が変容してしまう。そして、彼は水波の入院する調布碧葉医院を訪れるが、彼女の治療方法の方針の違いから達也たちと対立する。それでも諦めずに水波を病院から連れ出す為の戦力を得るべく、パラサイドールを狙って旧第九研を襲撃するが、滞在していた祖父・九島烈を交戦の末に意図せず殺害してしまう。そして、巳焼島へ救援に向かった達也の隙をついて調布碧葉医院を襲撃し、水波を拉致する。
「急転編」
2097年6月28日、大亜連合の戦略級魔法師である劉 麗蕾はベゾブラゾフの死亡説を受けた大亜連合の新ソ連への進軍作成に参加するも、7月4日に戦線に復帰したベゾブラゾフのトゥマーン・ボンバにより大亜連合側が敗北する。
麗蕾は達也抹殺を図るベゾブラゾフと新ソ連の策略により日本との交戦の口実を作るための戦犯に仕立て上げられてしまい、自身の護衛部隊の隊長を務める林衣衣少尉の手引きで日本へ亡命する。達也の助言を受けた風間の口添えにより、麗蕾は一条家に預けられることになった。
2097年7月11日、麗蕾を暗殺すべく、呂剛虎率いる工作部隊が日本に送り込まれたことを知った林少尉は基地の外にある薬局へ向かうも、剛虎に捕縛されて、麗蕾を薬局へ誘き寄せるように強要される。林少尉を追跡していた修次と摩利は薬局に侵入し、その薬局に店員として潜入していた新ソ連のスパイ・サーシャは林少尉を射殺する。また、剛虎は修次との激戦の末に死亡する。
麗蕾は林少尉の死だけでなく、少尉が新ソ連のスパイとして自分を利用していたという事実に愕然とするが、将輝が林少尉をかばうことによって慰められた。これがきっかけで将輝に心を開くようになった。
「追跡編」（上・下）
2097年7月、光宣と水波は周が生前に用意していた青木ヶ原樹海の隠れ家に到着する。
そのころ、暗殺専門の魔法師部隊、通称『イリーガルMAP』の3つの分隊の一つ「ホースヘッド分隊」は殺しすぎということでミッドウェー監獄に収監されていたところ、 ペンタゴン内部の対日強硬派の意向を受けたウォーカー大佐の命令で日本に潜入する。達也暗殺のためにほのかと美月を誘拐し人質にすることを目論むも、失敗に終わる。追いつめられた分隊は、2名が自害し、ヘリで逃走していた残りのメンバーが達也を襲って返り討ちに遭い、全滅に終わった。
2097年7月12日、光宣を追跡していた達也の前に、烈の娘婿・長正が立ちはだかる。激戦の末、長正は意識不明の重体の状態で駆け付けた黒羽家に確保される。
そのころ水波は内心で深雪を裏切った罪悪感に苦しみ、光宣からの提案に悩んでいたが、隠れ家に侵入した九重八雲からの情報を聞いて、達也と深雪の将来の布石の為に2人で全水没型輸送艦『コーラル』に搭乗して、日本から脱出する。
「奪還編」
光宜と水波はレイモンドとともに、ミッドウェー島の軍事刑務所・パールアンドハーミーズ環礁基地まで逃げる。そこへパラサイトを排除しようとするUSNA軍の過激な一派から兵士が送り込まれ、水波は銃撃から光宣を守る為に防護魔法を使用したことで容体が更に悪化し、意識を失ってしまう。これ以上水波の同行が困難だと判断した光宣には、魔法を使えないようパラサイトを使って彼女の魔法能力を封印して基地に置き、レイモンドと共に『コーラル』に搭乗して基地から脱出する。
2097年7月17日、カノープスの大叔父であるワイアット・カーティス上院議員が非公式に訪日し、パールアンドハーミーズ環礁基地に幽閉されているカノープスの脱獄を達也に依頼する。
達也は、ワイアットの甥マイケルが艦長を務める原子力潜水空母『バージニア』に搭乗して基地に潜入して、カノープスや水波らを救出する。
四葉家に保護されていたリーナと合流し、カーティスの意向を受けたバランス大佐は統合参謀本部の上層部にウォーカー大佐の所業を明かす。これにより、ウォーカー大佐はスターズの基地司令官を解任され、内部監察局への出頭を命じられた。
「未来編」
これまで達也の排除に動いてきたエドワードはUSNA内部での立場の危うさから、ついに達也の暗殺を強行するまでに追いつめられる。クラークは国防長官のリアム・スペンサーとの交渉に臨み、自分の思い上がりに打ちのめされるも、達也の暗殺にUSNA国籍を持つ「人間」を使わないことを条件に承認を得る。計画のためにスターズ内部のパラサイトと、作戦「成功後」に市民権を与えるという条件を餌に集めた帰化を希望する外国籍の兵士、さらにブラジルの戦略級魔法師ミゲル・ディアスを戦力として集め、2097年8月4日に強襲揚陸艦と二隻の駆逐艦を率いて巳焼島に侵攻するも、四葉家の戦力の前に歯が立たず、計画は失敗に終わる。エドワードはあらかじめ買収していた操艦スキルを持つ下士官と共に強襲揚陸艦『グアム』に乗って逃亡を図るが、達也に沈められた挙句、肉体を元素レベルにまで分解され死亡した。その後、達也のメッセージを受けたUSNA政府により、新ソ連のエージェントとされ、全ての責任を負わされる形となった。
また、ベゾブラゾフも達也にCADをこわされた恨みなどから、この作戦に便乗して復讐図るも、チェインキャストを完全に見破られ、達也の返り討ちに遭った。
その後、達也は新ソ連による巳焼島への侵略行為への自衛行動として、ビロビジャンミサイル基地の破壊とベゾブラゾフの抹殺を世界中に公表した。新ソ連は事実無根として否定するも、USNAが破壊されたビロビジャン基地の衛星写真を公表したことで、達也の行動に信憑性があると証明された。
「サクリファイス編/卒業編」
光宜はレイモンドとロサンゼルスにある魔法師で構成された某過激派組織の拠点に匿われていたが、USNA連邦政府が捜索に動いたことを受け、水波を助けるべく日本へ帰国する。東富士演習場に達也を呼び出し、達也と再度戦いを挑む。戦いの最中、光宜は達也が自分を人間に戻すことで救おうとしていることに気づくが、水波の魔法演算領域を完全に封じるため、パラサイトとして殺されることで、自らの霊体にパラサイトを取り込み、自分自身を水波の魔法演算領域を封じる安全装置に利用しようという考えからこれを拒否する。自分の真意を告げられた水波がパラサイトになる道を選び、共に眠りにつくことを提案される。2人の頼みを受けた達也の手により、光宜は巳焼島の地下監獄にてパラサイトとなった水波と共に精神の時間を停止に等しい速度にまで減速させる魔法で死ぬまで眠りにつこうとした。
その3年後、達也たちは2人の魔法を解除する形で起こし、宇宙船「高千穂」と恒星炉を動力とした環境設備を整えたことで、宇宙を隠れ処にして暮らすことを提案する。二人はこれを受け入れる。そして二人を乗せた高千穂は深雪とリーナによる疑似瞬間移動によって宇宙に打ち上げられた。またレイモンドは達也からの通告を受け、USNA政府に身柄を移されることとなり、火星探査船に乗せられる形で宇宙へ放逐されることとなったが、本人は魔法による宇宙開発を望んでいたこともあって、むしろ喜んで旅立っていった。

### エピソード一覧（メイジアン・カンパニー）
1巻
2100年4月24日、達也はインド洋上のイギリス海軍空母『デューク・オブ・エディンバラ』艦内でチャンドラセカール博士と共に魔法因子保有者の人権を自衛する国際的な互助組織『メイジアン・ソサエティ』を設立し、その副代表に就任する。翌日の4月25日には、東京都心の名門ホテルで恒星炉プラントを運営する新たな会社ステラ・ジェレネーターの社長に就任し、その設立パーティーの席上でメイジアン・ソサエティの設立と、魔法因子保有者が今までの基準に達していない者であっても社会で活躍できる道を切り開く為の非営利法人である一般社団法人『メイジアン・カンパニー』の設立を発表し、代表権を持つ専務理事に就任する。
2巻
魔術師至上団体・FAIRによる加工途中のレリックが狙われる事件が起こる。
3巻
真由美と遼介は、バンクーバーにある別の魔法至上主義団体・FEHRとの提携交渉に臨む。情報部は2人の渡米を挑発と受け止め、元老院に相談する。
4巻
FAIRのナンバー2であるローラ・シモンはカリフォルニア州にあるシャスタ山に眠るレリックを探しに来た。同じころ、真由美は『FEHR』本部で遥と再会する。
5巻
達也はUSNAのシャスタ山から発掘された『導師の石板』と『コンパス』が古の魔法文明都市・シャンバラの手がかりになると考える。達也の依頼を受けた光宣は、『仮装行列』で姿を偽装して『導師の石版』がが保管されているFAIR本部に侵入する。彼はその場にいたFAIRの首領ロッキー・ディーンの抵抗をかいくぐって『導師の石版』を奪取し、日本へ帰国した達也に『導師の石版』を渡す。その後、達也たちはメイジアン・ソサエティとFEHRの提携書の署名式が行われるインド・ペルシア連邦に行く。
そのころ、ディーンのもとに、大亜連合の特殊工作部隊・八仙の一員を自称する韓湘子が訪れる。
6巻
IPUのチューダクール湖にて別の遺物が見つかり、達也たちはIPU連邦魔法大学ウズベキスタン校舎に行く。
7巻
達也たちはシャンバラ探索から帰国し、大規模破壊魔法「天罰業火」の封印のため、USNAに向かおうとしていた。だが、青波としては達也を国内の抑止力としたいため、真夜を通じて反対していた。
そのさなか、IPUが大亜連合に対して宣戦布告をする。
8巻
ディーンは大規模魔法を展開し、サンフランシスコを混乱に陥れる。達也はカノープスとフェール双方から救援要請を受け、青波たちの合意もとりつけたうえで、USNAへと向かう。

### エピソード一覧（キグナスの乙女たち）
1巻
司波兄妹卒業から1年後、十文字アリサと遠上茉莉花が第一高校に入学する。
2巻
クラウド・ボール部に入部したアリサは、一色家の者と初めての対外試合に臨む。
3巻
九校戦を控える中、クラウド・ボールの代表候補に選ばれたアリサは、他人と競い合うのが苦手な自分を変えられると期待する。
一方、マーシャル・マジック・アーツ部は恒例の三高との交流試合を控えており、茉莉花は茜との対決に闘志を燃やしていた。
4巻
茉莉花は、九校戦の新人戦ミラージ・バットの選手候補として鍛錬を重ねて居た。
そして、九校戦が開かれる。
5巻
九校戦を終えた、茉莉花の次の目標は全日本マーシャル・マジック・アーツ大会である。茜への雪辱をめざす彼女は更なる高みへと踏み出すため、マジック・アーツ部の合宿に加わる。楽しくも物足りなさを感じていた矢先、エリカとレオが助っ人として登場する。
6巻
夏休みも終わり、全国の魔法大学付属高校による合同文化祭「九校フェス」の季節が到来した。
そのころ、茉莉花は生徒会長となった義兄・十文字勇人から生徒会への参加を呼び掛けられる。生徒会と風紀委員会は兼任できないため、生徒会に移るとアリサと離れてしまうという問題があった。

## 魔法科高校について
魔法科高校とは、全国に九校のみ設置されている、魔法技能師（魔法師）の養成を目的に設立された国策高等学校・国立魔法大学付属高校である。各校の校名は略して、「第一高校」「一高」のように通称されている。旧制高等学校のようなナンバースクールのイメージだが、あくまで現代の高等学校（=中等教育）の分科したものであり、地域も旧制高等学校とは対応していない。
第一高校
国立魔法大学付属第一高等学校。関東地方の東京都八王子市に位置する。一学年定員200名。一科・二科制度を採る。学生服は緑を基調とし、八枚花弁のエンブレムをシンボルとする。
第一高校は卒業生の65%が国立魔法大学へ進学している最難関の高等魔法教育機関として知られている。それは優秀な魔法師を最も多く輩出しているエリート校だということだが、魔法教育だけでなく、それ以外の教育のレベルも全国上位クラスと評価されている。
二科生は一科生の補欠で、一科生の欠員が無い限り何の価値もないように一科生からは扱われているが、一高からの合格者が100名とすると卒業生の内、魔法大学不合格者（非受験を含む）と防衛大進学者が54名、つまり卒業できなかった者が46名と多数に上るがその描写はない。一方、一科の欠員が0名としても二科生が毎年30名国立魔法大学へ進学しているので単なる補欠ではないことになるが、その指摘は作中では誰もしていない（二科生が補欠でないことは、真由美が過去の二科設立の経緯から述べてはいる）。
2096年度からは、魔法技術者を育成する目的で魔工科（エンブレムは八歯の歯車）が新設された。そして、達也が在学中に果たした数々の偉業によって、2098年度から魔法科高校では二科生制度は廃止され、入試時の成績によるクラス分けで固定せず毎月の試験の成績でクラス替えされるようになった。
第二高校
国立魔法大学付属第二高等学校。近畿地方の旧兵庫県西宮市に位置する。一学年定員200名。第一高校同様に一科・二科制度を採る。
第三高校
国立魔法大学付属第三高等学校。北陸地方の旧石川県金沢市に位置する。一学年定員200名。第一・第二高校同様に一科・二科制度を採るが、第三高校では専科・普通科と呼び分けられている。学生服は赤を基調とし、八芒星のエンブレムをシンボルとする。
戦闘系の魔法実技を重視し、「尚武の第三高校」と呼ばれる。
第四 - 九高校
いずれも一学年定員100名。所在地は四校が東海地方（旧静岡県浜松市）、五校が東北地方（旧宮城県仙台市）、六校が山陰地方（旧島根県出雲市）、七校が四国地方（旧高知県高知市）、八校が北海道地方（北海道小樽市）、九校が九州地方（旧熊本県熊本市）。
第四高校は第三高校と対照的に、技術的に意義の高い複雑で工程の多い魔法を重視している。木の葉を組み合わせたようなエンブレムをシンボルとする。
第七高校は水上・海上で実用性が高い魔法を通常のカリキュラムとは別に教えており、「海の七高」の異名をとる。
第八高校は寒冷地帯や高山地帯といった厳しい生活環境において有益な魔法の野外実習を取り入れている。
上記の通り、一学年の定員が200名となっているのは一高から三高までで、この3校では一科生（専科生）にしか指導教員が付かない。四高 - 九高は全生徒に指導教員が付くが、その質は一高 - 三高のそれにワンランク落ちると言われている。
また、各校のカリキュラムは基本的に国立魔法大学の定める要綱に従うが、三高・四高のように特色ある校風を掲げる学校や、土佐湾沿いにある七高や豪雪地帯にある八高のように地理的な環境が特性に反映されている学校もある。
魔法科高校間の交流行事としては、以下のものがある。
全国魔法科高校親善魔法競技大会
通称、九校戦。9つある国立魔法大学付属高校の生徒がスポーツ系魔法競技で競い合う全国大会である。「九校戦編」および「スティープルチェース編」の舞台となる。
例年「富士演習場南東エリア」の会場で夏季に10日間開催され、観客はのべ10万人ほどになる。2086年から定例行事化されており、2094年度末までに9回開催され、優勝回数は、第一高校は5回、第二高校は1回、第三高校は2回、第九高校は1回である。
全国高校生魔法学論文コンペティション
通称、論文コンペ。日本魔法協会主催で行われ、魔法学や魔法工学の研究成果を大学、企業、研究機関などに向けて生徒が発表する。「横浜騒乱編」および「古都内乱編」の舞台となる。
毎年10月の最終日曜日に京都と横浜で交互に開催される。2095年は横浜開催で、10月30日に横浜国際会議場で行われた。2096年は京都開催。
なお、魔法科高校は週休一日制であり、体育祭や文化祭、修学旅行は行っていない（魔法以外のテストは無い。そのため、カリキュラムがびっしりである。魔法科高校の生徒が勤勉なのは、そのためである）。

## 登場人物
担当声優は特筆がない限りはメディアミックス作品共通のもの。学年については特に記載がない場合、2095年度のもの。

### 第一高校

#### 司波兄妹
司波 達也（しば たつや）
声 - 中村悠一
本作の主人公でスピンオフ「魔法科高校の優等生」の準主人公。生年月日は2079年4月24日。身長約178cm、体重70kg。
1年E組（二科生）→2年E組（魔工科生）→3年E組（魔工科生）。風紀委員会（2095年4月 - 2096年3月）→生徒会副会長（2096年4月 - 2096年9月）→生徒会書記長（2096年10月 - 2097年9月）。
切れ長の鋭い眼元が特徴的な整った容姿。大柄で筋肉質な体格をしているが、引き締まった着痩するタイプ。妹の深雪は同学年だが双子ではなく、早生まれの年子の妹。後の2097年、四葉真夜の意向により婚約者となった（後述）。
生来使える魔法は分解と再構築だけ（一種のBS魔法師）で、通常の魔法（状態の変更と定義される）の才能を持たずに生まれるが、6歳のとき「人造魔法師実験」の被験者にされ、「人工魔法演算領域」を与えられた唯一の成功例となる。しかしこの人工魔法演算領域の性能は一般的な魔法師が生来持つ魔法演算領域と比べて著しく劣っており、実母の深夜からは「ガーディアンとしてしか使い物にならない」と見なされていた。また、分家の当主たちからは、自分たちが深夜の気持ちも理解せず身勝手な願望を押し付けた事で生まれた忌子として忌避され、周りの使用人たちには徹底して魔法力の低いだけの存在であると認識させてきたが、同世代の四葉家分家の跡継ぎ達からは親の世代に反して、能力等から概ね好意的に受け取られている。
通常の魔法を使えないのは、現代魔法としては最高難度とされる分解と再成に生来の魔法演算領域を完全に占有されているからであり、そこに限れば「四葉」直系に恥じない特級の処理能力を持つ。現在でも、この二つ以外の魔法は全て「人工魔法演算領域」でしか行使できない。ただし、生まれつき持つ桁外れのサイオン保有量を活かした無系統魔法は別であり、最高位の対抗魔法「術式解体（グラム・デモリッション）」すら容易に連発できるうえ、古式魔法では秘術に含まれるサイオンの制御技術も達人の域にある。また、生来の魔法の副産物としてイデアに直接アクセスする特殊かつ高精度の知覚能力「精霊の眼（エレメンタル・サイト）」を持っているため、障碍物に関係なく存在を知覚したり、「情報」そのものである起動式や魔法式を視認して瞬時に解析できるため、魔法工学のエンジニアとして優れた才能をもつ。FLT社の製品開発にも多大に貢献し、特に牛山とその部下たちからは絶大な信頼を勝ち得ており、牛山と組んで「トーラス・シルバー」の名で画期的な製品を世に送り出している。精神改造の副作用で直観像記憶と似た記憶力を持ち、高校生離れした知識量はそれによる所がある。同様に、洗脳技術の応用で記憶領域に起動式をイメージ記憶として刻みつける四葉家の秘匿技術の一つ、「フラッシュ・キャスト」を人工魔法演算領域の特性を生かして発展させ、魔法式をイメージ記憶として蓄え高速化を図っている。
人工魔法演算領域のスペースを確保するために意識領域内の「強い情動を司る部分」をたった一つの感情を除いて全て消失させられたため、ある振れ幅以上の感情は発生しえなくなる。達也に残された、ただ一つ激情を感じ得る衝動は「深雪への兄妹愛」のみであり、妹が絡むと普段の態度からは考えられない行動（激しい怒りや狼狽など）を見せることがある。
純粋な学力だけでなく、赤子のときから魔法に頼ることなく戦えるよう訓練を受けてきたために、非常時や実戦における咄嗟の対応力ならびに白兵戦の戦闘能力も高い。過去の事情から国防陸軍の実験的な部隊に事実上組み込まれており、戦略級魔法師・大黒竜也特尉の偽名で登録されていた。その後、リーナを四葉家が匿って以降は佐伯少将との関係が悪化したことで、達也は青波の許可を得て、2097年7月19日に特務士官の地位を返上した。
戦闘任務に赴く魔法師としては、分解と再成、及びその副産物である特殊な知覚能力、そして並外れて大きなサイオン保有量を応用した戦術で魔法力の弱さをカバーしている。四葉家による過酷な戦闘訓練を基礎として、陸軍部隊への所属と同時期から忍術使い・九重八雲に師事し、兄弟子でもある部隊長に準じる体術の技量も備える。
前述の経緯から四葉の血族ではあるが四葉家に対する忠誠心は皆無に等しく、いずれはその支配を脱するつもりでいたが、真夜の方でもそれを見抜いており、2097年度の慶春会で真夜が達也を四葉に引き留めるための策として、真夜の息子であるという虚偽の発表がされ、戸籍も改竄され、次期当主である深雪の婚約者として指名される。
そのあらゆる分野に秀でた高い資質から、国内外問わず多くの相手から注目・警戒を集めている。うち、インド・ペルシア連邦のチャンドラセカール博士と世界中の魔法資質を持つ者たちの人権を守る組織「メイジアン」の結成の協力を持ち掛けられ、同じ志をもつ者として協力に応じる約束をした。
深雪と婚約して以降は彼女に対する自身の感情をはかりかねていたが、将輝との勝負に勝利した後、高ぶる感情のまま深雪への愛を叫び、友人たちを含む一高生からの祝福を受けた。
第一高校卒業後は魔法大学に入学し、生活のほとんどを巳焼島での恒星炉プロジェクトや研究に費やす。大学内での成績は芳しくないが、2098年に魔法式保存効果を持つ人造レリックの量産技術を確立し、2099年に事象干渉力霊子波理論の提唱と証明の発表という偉業を成し遂げている。2100年に、巳焼島事変で鹵獲した新ソ連の潜水艦「クトゥーゾフ」を改造して作り上げた宇宙船「高千穂」を作成し、恒星炉を利用して宇宙空間でも地球と変わらずに生活できる環境と、いつでも地球に戻れるよう仮想衛星エレベーターの魔法を開発する。
『メイジアン・カンパニー』では魔法因子保有者の人権を自衛する国際的な互助組織『メイジアン・ソサエティ』や、恒星炉プラントを運営する新たな会社「ステラ・ジェレネーター」、および魔法因子保有者が今までの基準に達していない者であっても社会で活躍できる道を切り開く為の非営利法人である一般社団法人『メイジアン・カンパニー』を設立する。
『このライトノベルがすごい！』男性キャラクター部門では2013年版で7位、2014年版で8位、2015年版で5位、2016年版で4位、2017年版で7位、2018年版で4位、2021年版で10位を獲得している。
司波 深雪（しば みゆき）
声 - 早見沙織
本作のメインヒロインでスピンオフ「魔法科高校の優等生」の主人公。達也の妹。生年月日は2080年3月25日。身長160cm、体重49kg。
1年A組→2年A組→3年A組の女子生徒（一科生）。生徒会書記（2095年4月 - 2095年9月）→生徒会副会長（2095年10月 - 2096年9月）→生徒会会長（2096年10月 - 2097年9月）。入学試験をトップの成績で合格し、新入生総代も務める。
姫カットの黒髪ロングが特徴的な、非の打ち所がない美貌の持ち主。同級生から上級生まで、男女問わずに認める「校内一の美少女」。
実母は故人、実父は後妻宅に泊まりきりのため、中学時代から兄妹で二人暮らしをしている。周囲には秘匿していたが、十師族「四葉家」現当主の実の姪であり、次期当主候補の一人（2097年に正式に次期当主に指名）。
母・深夜から達也と兄妹として接することを禁じられて育ったため、当初は情動の薄い達也を不気味に思い苦手としていたが、2092年の大亜連合軍による沖縄侵攻後は達也を「お兄様」と尊称し誰よりも敬愛するようになった。校内においても兄への愛情や敬愛の念を隠さないため、周囲からは重度のブラコンとみなされている。
兄が四葉家や第一高校で不遇な扱いを受ける状況を常に憂いており、次期当主になることで兄の立場を改善できるという期待をもつと同時に、兄以外の男を婚約者として迎えなければならないことへの嫌悪感との板挟みに苦しんでいたが、2097年の慶春会にて正式に次期当主として指名され、さらに達也との婚約を真夜から発表される。それに伴い、それらの事実が1月2日に四葉家から魔法協会を通じて十師族、師補十八家、百家などの「数字付き」有力魔法師各家に通知がなされ、二人が四葉家の後継者であることが正式に発表される。このときに自身の出自を告げられ、達也と肉体的に結ばれることに何ら問題がないことを知ると、それまで抑えていた想いを達也に打ち明ける。
その魔法力は強大で、一点ではなく面や空間全体に作用する魔法に適性が高い。事象干渉力の高さも体内に保有するサイオン量も最高クラスである。ただし、普段は達也の魔法力を制限する「誓約」に制御力の半分が回されており、その副作用として感情が不安定になると魔法を暴走させてしまうことがある。また、四葉家の特殊な技術により、魔法式のイメージを皮膚接触によって達也と伝達しあうことができる。多種類の高度な魔法を駆使し、中でも振動系魔法（冷却魔法）を得意分野とする。ただし、振動系の冷却魔法の高い適性は、彼女が本来生まれ持った魔法が物理世界に干渉する形へと姿を変えたものでしかなく、本当の得意魔法は精神に干渉し凍結させる系統外魔法「コキュートス」である。精神干渉系の適性は持ち主が限定されるものだが、「魔法的な素質は遺伝する」という魔法学のセオリーに基づき、事実上実母の深夜から適性を受け継いでいる。
実は調整体であり、調整体の欠点の全てを克服し、人間以上に人間として完成された完全調整体で、魔法師として四葉の最高傑作とされている。世界を破壊し得る達也の魔法を抑え込むために生み出されたと、真夜は語っている。
九重八雲の道場で武術の修行を受けており、身体能力の面でも同世代の女子より優れている。
第一高校卒業後は魔法大学に入学。大学生になっても優等生を続けているが、達也と別行動となることが多くなり、思い描いていた「二人のキャンパスライフ」が実現しないことに不満を募らせている。
『メイジアン・カンパニー』では、魔法大学の3年生になっており、2100年4月26日に設立された一般社団法人『メイジアン・カンパニー』の理事長に就任する（当然として代表権を持っている）。
『このライトノベルがすごい！』女性キャラクター部門では2014年版で9位、2016年版で8位を獲得している。

#### 達也・深雪の仲間達
千葉 エリカ（ちば エリカ）
声 - 内山夕実
1年E組→2年F組→3年F組の女子生徒（二科生）。1年時の達也のクラスメイトで友人。身長162cm、体重52kg。テニス部に所属しているがほとんど幽霊部員で、紗耶香の頼みで剣道部の手伝いに混ざることもある。
ドイツ人の祖父を母方に持つクォーターである。「剣の魔法師」の二つ名を持つ百家本流の一つ「千葉家」の次女だが、父親が愛人に産ませた娘であり、父親からは冷遇されている。千葉の姓を名乗るようになったのは実母の死後である。身内の前では「育ちの良い」言葉遣いをしているが、本人は自分らしくないと思っている。腹違いの兄が2人、姉が1人いる。次兄の修次を慕う一方、彼の恋人である摩利を一方的に毛嫌いしており、深雪からはブラコンと指摘されている。長兄である寿和に対しては、幼少期からの力関係や、妹が千葉家に対して屈服することがないようにという寿和の対応から父親の次に敵対心を抱いており、常に挑戦的な態度を見せる。
幹比古は家同士の付き合いがある幼馴染。レオとは入学後に知り合い、憎まれ口を叩き合いながらも互いに信頼を築く。また、常に持ち歩く伸縮式警棒状の武装デバイスの製作者である五十里啓とは顔なじみであり、「大蛇丸」の小型版としてエリカに与えられた「ミヅチ丸」も五十里家が作ったものである。
元々トラブルメーカーとして達也と関わる中で起こるトラブルを楽しむ傾向にあったが、箱根テロ事件での寿和の死後は正しい危機感を抱き始める。
千葉家の中でも上位とされる粋な剣術の技量や彼女自身の魅力により、千葉一門においてはアイドル的な地位を掴み取っている。横浜事変の活躍により国防・治安関係者の幹部層から高く評価されるが、千葉家がエリカを表に出さないため「千葉家の秘密兵器」「千葉の幻剣姫」などと噂されている。千葉家の秘剣・山津波を習得するためだけに長い年月をかけて修行を積んでおり、専用の武装デバイス「大蛇丸」を使いこなせるのは事実上エリカのみである。
第一高校卒業後は、魔法大学に入学。長期休暇を利用して、日本各地を回っている。
西城 レオンハルト（さいじょう レオンハルト）
声 - 寺島拓篤
1年E組→2年F組→3年F組の男子生徒（二科生）。1年時の達也のクラスメイトで友人。通称レオ。山岳部所属。身長180cm、体重75kg。
父親がハーフで母親がクォーターであるがゆえに顔立ちは白人的で彫りが深い。肉体の力だけで魔法に匹敵する威力の拳を繰り出せるほどの運動能力と耐久性を持ち、硬化魔法を利用した肉弾戦を得意とする。また、逐次展開と呼ばれる技法により継続的に魔法を更新できるため、持久戦にも強い。
父方の祖父（故人）は遺伝子操作により肉体の耐久性を強化された調整体魔法師であり、ドイツで開発された「城塞シリーズ（ブルク・フォルゲ）」の数少ない成功例の一人だった。失敗例の多くは精神を病んで狂死しているため、調整体としての体質を受け継いでいることからそれを恐れることもあり、天寿を全うした祖父のように目的もなく自由に彷徨することを半ば意識して行っている。
自宅は草加市にあり、民間厚生施設や仕事斡旋業を営んでいる。曽祖父の代までは古いタイプのヤクザ組織だったが、レオの祖父が婿入りする際に廃業している。また、愛用のプロテクター型CADはこの祖父から譲り受けたものである。
エリカとはいつも憎まれ口を叩き合う間柄で、横浜騒乱前に千葉家の秘剣・薄羽蜻蛉を伝授されて以降、彼女から戦闘においては弟子扱いされる。
将来は機動隊や山岳警備隊などの体を動かす仕事を志望し、第一高校卒業後は克災救難大学校（通称：レスキュー大）に進学する。レスキュー隊になるための訓練に忙しいためか一高時代の友人たちと疎遠になり、そのことにエリカからは不満を抱かれている。
柴田 美月（しばた みづき）
声 - 佐藤聡美
1年E組の女子生徒（二科生）→2年E組（魔工科生）→3年E組（魔工科生）。達也のクラスメイトで友人。美術部所属。身長158cm、体重52kg。
魔法師の家庭の生まれではないが、隔世遺伝で魔法の素質が発現し、二科生ながら達也と同じく魔法工学技師を志望している。母親は翻訳家。おとなしい性格で、当初はエリカの奔放な振る舞いに振り回されていたが、徐々に付き合い方を習得しつつある。幹比古とは互いの存在を意識しあっている。
古式魔法師にとって希少な才能とされる霊視「水晶眼」を持つ反面、その副作用である「霊子放射光過敏症」という症状を緩和するために、特殊な眼鏡を常に装着している。
第一高校卒業後はデザインの専門学校に入学し、CGを専攻するコースを選んだ。幹比古との関係も進展しており、吉田家に住み込みとなって吉田家の手伝いを行っている。美月の両親からは「責任さえ取ってもらえれば」と公認状態で、逆に幹比古の父である幸比古が狼狽していた。
吉田 幹比古（よしだ みきひこ）
声 - 田丸篤志
1年E組の男子生徒（二科生）→2年B組（一科生）→3年B組（一科生）。1年時の達也のクラスメイトで友人。風紀委員会（2096年4月 - 2096年9月）→風紀委員長（2096年10月以降）。
旧家にして古式魔法の名門・吉田家の次男。エリカとは幼馴染だが、彼女から「ミキ」と呼ばれることが嫌い。右目の目尻にあるホクロがトレードマーク。
「精霊魔法（吉田家では「神祇魔法」と呼ぶ）」と呼ばれる種類の系統外魔法を伝承する家系の直系として生まれ、家伝の魔法の中核を成す「喚起魔法」の腕前は次期当主である兄を凌ぎ、神童と称されるほどだった。しかし入学の1年前に吉田家の伝統として行われる「星降ろしの儀」によって竜神の喚起を水晶眼を用いずに行おうとした結果、竜神によって自分の限界以上の演算を行わされたことにより魔法の感覚を急激に引き上げられ、自分の魔法の速度が遅くなったと錯覚に捕らわれてしまい、著しく魔法力を損なう。以後座学や武術の鍛錬に精を出すようになるが、結局は一科生ではなく二科生として第一高校に入学する。
失った力を取り戻そうと焦る日々を送っていたが、九校戦で達也のアドバイスを受け試合に参加する中でスランプを克服し、『神童』と呼ばれていた時よりもさらに魔法を使いこなせるようになる。
魔法師としての力と自信を取り戻してくれた達也に対しては、深い恩義を感じている。
美月に対しては当初、神霊すら認識しうる「水晶眼」の持ち主として関心を抱いていたが、やがて女性として意識するようになる。
古式魔法師としての腕を磨きながら現代魔法の勉強にも熱心に取り組んでおり、1年次には筆記試験で、達也・深雪に次ぎ、学年3位をマークしている。また身体能力も卓越しており、魔法抜きでも侍郎をいとも容易く組み伏せる等、高い格闘技術を持つ。
第一高校卒業後は、魔法大学に入学。大学生活の傍ら、実家にて古式魔法師としての儀式の訓練も行うようになり、さらに美月が住み込みで幹比古の手伝いを行っており、美月の両親からは半ば公認の仲となっている。
『メイジアン・カンパニー』では、2100年の半ば頃に達也から美月とエリカが比叡山の破戒僧から呪詛されるかもしれないと聞き、比叡山の破戒僧を『都落ち』と呼んで二人を呪詛から守る為に、美月だけでなくエリカにも吉田家に泊まり込んでもらい、午前二時に呪詛を行ってきた『都落ち』の破戒僧に呪詛返しを行って、美月とエリカを守った。
光井 ほのか（みつい ほのか）
声 - 雨宮天
1年A組→2年A組→3年A組の女子生徒（一科生）。深雪のクラスメイトで友人。雫とは幼いころからの親友で、魔法のライバルでもある。SSボード・バイアスロン部所属。身長162cm、体重53kg。生徒会書記（2095年10月 - 2096年9月）→生徒会会計（2096年10月以降）。
雫の幼馴染。魔法の実力は実技、理論とも4位で、総合は深雪に次ぐ学年総合2位だが、少々気弱で自分に自信がない面もある。「光井」の名の通り、光波振動系（光に干渉する魔法）に特化した適性を持つ、光のエレメンツの血統である。複雑な工程を多く含む魔法を難なくこなせる研究者タイプの資質を持つ。
他の一科生達と違い、二科生自体を見下すような考え方をせず、達也の全く無駄のない「綺麗な魔法」を入学試験時に目撃して感銘を受けていたため、二科生として評価されたことにショックを受けるも森崎を始めとする他の一科生達の傲慢な態度を見てその考えを悔い、二科生と交流を深めている。基本的には争いを好まない優しく穏やかな性格の持ち主でそそっかしい面もある。また、エレメンツ血統のため、他者への依存性が高く、本人も改善すべき点として考えている。
入学直後にA組生徒とE組生徒が一悶着を起こした際、彼らを止める為、反射的に魔法を使ってしまい、風紀委員の処罰対象になりかけたところを達也の機転で助けられる。このことで達也への思慕の念を深め、達也たちとしばしばグループで行動するようになる。夏休みに告白するも、恋愛感情を持てない達也は恋人を作ることはできないという理由で振られる結果となる。さらに2097年1月に達也と深雪が四葉家の人間であることを知り、同時に達也と深雪が婚約したと聞かされてショックを受けるが、今後とも達也を巡って深雪と競うことを深雪に告げる。
後述のピクシーは、中のパラサイトがほのかの想念を元に自我を形成したため、半身とも呼べる存在となっている。
第一高校卒業後は魔法大学に入学。雫が父親の代わりに北山家がスポンサーを務める恒星炉プロジェクトの打ち合わせに参加するようになったため、自分も護衛兼お世話係という名目で共に巳焼島に訪れている。
『メイジアン・カンパニー』では、二十歳を迎えた際に雫の正式なボディガードとして雇われて、北山家に住み込みで働いている。また、2100年の半ば頃には達也への好意が薄れていることを雫に気付かれており、ほのか本人も自覚している。達也への恋心に決着をつけて前に進みたいと願っており、自分への好意を示し始めた琢磨と真友を容易にあしらうなど、雫からは悪女の資質があると思われている。
北山 雫（きたやま しずく）
声 - 巽悠衣子
1年A組→2年A組→3年A組の女子生徒（一科生）。身長158cm、体重47kg。深雪のクラスメイトで友人。SSボード・バイアスロン部所属。風紀委員会（2096年4月以降）。
魔法実技では深雪に次いで学年2位の実力者。基本的に口数は少なくあまり感情を表に出さない。小学生時代の幼馴染であるほのかと共にクラスメイトの深雪の友人となり、深雪を介してE組の達也らと交流を持つ。実業家・北山潮の娘であり、家族には両親のほかに祖母と小学5年生の弟がいる。
雫の両親もほのかを雫の姉妹のように思っている。達也に恋心を抱くほのかを応援しており、いろいろな協力やお膳立てをしている。また自分自身も達也を信頼しており、北山家の専属エンジニアにならないかと熱心に彼へ働きかけている。
Aランク魔法師である母親の遺伝から大出力の振動・加速系魔法を得意分野としており、「共振破壊」「フォノン・メーザー」などの術式を持ち技にしている。一年時の九校戦ではスピード・シューティング新人戦優勝、アイス・ピラーズ・ブレイク新人戦準優勝と好成績を残す。この際に達也からフォノン・メーザーの術式と複数CADの同時操作技術を伝授されており、大会後には同術式がインストールされた小型拳銃型のシルバー・ホーンをセカンドマシンとして購入する。
スピンオフの『魔法科高校の優等生』では、ほのかと共にレギュラー格として登場。ほのかを誘ってバイアスロン部に入部した経緯や、明智英美との交友を得る様子も描かれている。
風紀委員会では幹比古と並ぶ委員長候補だったが、本人が嫌がったために幹比古に譲っている。それでも幹比古が京都の警備に行く際に委員長の代理を任せられるなど、実力と親密度から幹比古の補佐を務めることもある。
第一高校卒業後は、魔法大学に入学。また、父親の代理で恒星炉プロジェクトの打ち合わせに、ほのかと共に参加している。

#### 達也・深雪の同級生
十三束 鋼（とみつか はがね）
声 - 山下大輝
1年B組の男子生徒（一科生）→2年E組（魔工科生）→3年E組（魔工科生）。2年次からの達也のクラスメイト。部活連執行部所属（2096年4月以降）。魔法を併用した徒手格闘術マーシャル・マジック・アーツ部に所属している。
百家の一つにして資産家とされる十三束家の一員である。
風紀委員の沢木碧は部活の先輩でもある。一学期末は実技・理論とも5位の総合4位、学年末試験では総合5位をマークする優等生。しかし、自らの特性から九校戦選手には選ばれない。
生まれつきサイオンを強く引き寄せる体質を持ち、本来なら体から流れ出るはずのサイオンが本体から離れようとしないため、体に密着する範囲でしか魔法式を展開できない。「Range Zero（レンジ・ゼロ）」という二つ名には、遠隔魔法が苦手だという揶揄と共に、ゼロ距離では無類の強さを発揮するという敬意も込められている。高密度のサイオンを身に纏っているため、自分に触れた魔法式を無効化する「接触型術式解体」を使用できる。ただし、通常の魔法師としての欠陥は無視できず、進路としては魔法工学に関心がある。
夏休みにテーマパーク「ワンダーランド」でアルバイトをしている最中、英美の事件に巻き込まれたことがきっかけで、彼女と親しくなる。一方、横浜争乱の一件以降、千秋を気にかけている場面も多くなっている。
二年進級時に魔工学科のE組に進学し、達也たちと親しくなる。
森崎 駿（もりさき しゅん）
声 - 大原崇
1年A組→2年A組の男子生徒（一科生）。深雪のクラスメイト。風紀委員会とコンバット・シューティング部に所属。
百家の支流である森崎家は魔法そのものよりも、CADの操作技術の修練によって魔法の発動スピードを高めようとする技術により評価されている。「早撃ち（クイック・ドロウ）」と呼ばれるその技術は、それなりの知名度がある。家業としてボディガードの仕事をしており、森崎もボディガードのサポートを学生時代から経験している。
対人戦闘では一年生の中でも実力は高く、入学直後に教師推薦枠で風紀委員入りしている。自らが一科生、ブルームである立場を誇りに思っていて、逆に二科生である達也たちを見下す姿勢に疑いを持たない。
短編「優等生の課外授業」（文庫5巻収録）では主役として登場。非魔法師の女性である孫美鈴のボディガードを偶然請け負った体験を経て、非魔法師に対して魔法師が特別であるという考えに疑問を持ち、自らの実力不足を受け入れられるようになったものの、経緯が経緯なだけに達也との気まずい関係は継続されている模様。
明智 英美（あけち えいみ）
声 - 西明日香
1年B組→2年B組→3年B組の女子生徒（一科生）。
イングランドの魔法師一族・ゴールディ家（後述）のゴールディ家の一員であり、フルネームはアメリア=英美=明智=ゴールディである。愛称は「エイミィ」。狩猟部所属。スピンオフの『魔法科高校の優等生』では準レギュラーのような扱いで、ほのかや雫と親しい関係にある。ほのかと雫を巻き込んで「少女探偵団」というチームを作ったりと、謎解きを好む一面がある。
通称「砲撃魔法」という、大質量の物体を高速で短時間移動させる移動系統魔法を得意とする。学年末試験では学年総合4位をマークする優等生。底抜けに明るい性格の持ち主。
ゴールディ家は元々古式魔法を伝承する一族でありながら、現代魔法の勃興と共にこれを修めてイングランドにおける現代魔法の権威の一角を占めるようになった家系であり、ゴールディ家現当主の伯母にあたる祖母から一族の秘儀にして、本家の一員の証である「魔弾タスラム」と呼ばれる術式を伝授されている。
魔弾タスラムに絡んだ事件から鋼と親しくなり、その後から仲を深めようと積極的になっている。2年進級時に十三束のいるE組に突撃し、そこで達也の友人たちとも知り合う。2096年度の九校戦では千秋と仲良く話す十三束の姿に不機嫌になっているが、エリカがけしかていることもあり、周囲からは三角関係を半ば好奇の目で見られている。
達也には信頼と恐怖の感情を抱いている。
里美 スバル（さとみ スバル）
声 - 斉藤佑圭
1年D組→2年D組→3年D組の女子生徒（一科生）。作中の時代では男性的なファッションとされる 伊達眼鏡がトレードマークであり、先天性スキル「認識障害」の反動で、普段から中性的に振る舞いどことなく芝居がかった言動をとる。
英美と同じく九校戦出場選手で、それ以降友人となる。
滝川 和実（たきがわ かずみ）
声 - 諏訪彩花
1年C組→2年C組→3年C組の女子生徒。操弾射撃部所属。九校戦の新入生女子代表メンバー。スピードシューティングでは雫、英美に次ぐ三位の成績を収めている。
『魔法科高校の優等生』では達也の不敗記録が最も破られかねない試合で、実力上位である第三高校の十七夜 栞に三位決定戦で勝っている。
春日 菜々美（かすが ななみ）
声 - 久野美咲
2095年の九校戦の選手に選ばれた、一科生の女子生徒。
平河 千秋（ひらかわ ちあき）
声 - 田辺留依
1年G組の女子生徒（二科生）→2年E組（魔工科生）→3年E組（魔工科生）。
九校戦で技術スタッフとして参加していた平河小春の妹で、2年次からは達也のクラスメイト。一学期定期考査では、魔法工学の試験で達也に次ぐ学年2位の成績を上げている。
高い工学系スキルを持つ達也に対して憧憬のようなものを一方的に抱いていたが、九校戦で姉が担当していた小早川の事故を防げず思い詰めたのは達也の所為と（周に意識を誘導され）決めつける。進級後も同じクラスとなった達也への敵愾心は変わらず、そのことからエリカから不興を買っている。横浜事変の際、避難中に助けてくれた鋼には心を開いている。
五十嵐 鷹輔（いがらし ようすけ）
2年生→3年生の男子生徒。バイアスロン部所属。部活連会頭（2096年10月以降）。
女子バイアスロン部の去年の部長である五十嵐亜実の弟で、やや気弱な性格をしている。
ほのかと雫からの評価では、実力はあるがここぞという場面で一歩退いてしまい、そのくせ追い詰められると無謀な賭けに出て自滅するなど性格的に勝負弱い面があり、副将・参謀向きでリーダーには向かないといわれている。
相津 郁夫（あいづ いくお）
3年生の男子生徒。2097年度剣術部部長。几帳面な性格で常識人。得意魔法の偏りから九校戦には選ばれないが、剣術の大会では常に上位の成績を収めている。
剣術部に頻繁に参加するエリカを通じて、達也ともそれなりに親しい間柄。
斎藤 弥生（さいとう やよい）
3年生の女子生徒。2097年度剣術部副部長兼女子部部長。
風紀委員会の取り締まりとなる悪質な校則違反は犯さないが、自治委員会常連の問題児。エリカとの勝負に拘っている。

#### 達也・深雪の一年先輩
中条 あずさ（なかじょう あずさ）
声 - 小笠原早紀
2年A組→3年A組の女子生徒（一科生）→魔法大学。身長150cm、体重41kg。生徒会書記（2095年9月以前）→生徒会会長（2095年10月 - 2096年9月）。入学時は新入生総代を務めている。優秀な成績を収めてきた一方、気弱な性格をしている。真由美からは「あーちゃん」と呼ばれている。先輩・後輩を問わずほとんどの者と敬語で話すが、入学時からのライバルである服部に対しては唯一普通の言葉で話せる。
使用には厳しい制約があるものの、一定のエリア内にいる人間をある種のトランス状態に誘導する情動干渉系（意思・意識ではなく、衝動・感情に働きかけるタイプ）の系統外魔法「梓弓」の固有スキルを持つ。個人ではなくエリアに働きかける系統外魔法は極めて稀少であり、無秩序な混乱を鎮圧することに適している。
極度のデバイスオタクで、CADなどの魔法機具の薀蓄を語りだすと周りが見えなくなることが多い。将来は魔工師を志望しており、魔工師として「トーラス・シルバー」というエンジニアを尊敬している。だが、2年生時の九校戦にエンジニアとして参加した達也を他校のエンジニアの何気ない会話により「トーラス・シルバー」ではないかと疑問視するようになりその後、選手として参加する事になった彼の技術力を再度目の当たりにし、その正体を確信する。
服部 刑部少丞 範蔵（はっとり ぎょうぶしょうじょう はんぞう）
声 - 木村良平
2年B組→3年B組の男子生徒（一科生）→魔法大学。身長175cm、体重67kg。生徒会副会長（2095年9月以前）→部活連会頭（2095年10月 - 2096年9月）。学校には「服部刑部（はっとりぎょうぶ）」で籍を登録している。
入学時には次席であり、首席入学のあずさとは実力を競い合う仲。本人はフルネームや刑部ではなく範蔵と呼ばれるのを拒んでいるが、真由美には「はんぞーくん」と呼ばれている。専門分野に縛られない「なんでもできる」現代魔法の理想を体現した魔法師としての能力と、数字持ちでないながらも数字持ちに対等以上に渡り合う実力の二つの意味を合わせて、桐原や沢木などの同じ数字を持たない同級生からは期待を込めて「将軍（ジェネラル）」の二つ名をつけられている（本人は知らない）。
入学以来、達也に苦杯を喫するまでは模擬戦で負けた経験が一度も無い。中距離以上の広範囲を攻撃する魔法を得意し、どちらかといえば個人戦は不得手であるものの、特に苦手な分野は無い。飛び抜けて強力な得意魔法や圧倒的な処理速度などを持ち合わせていない代わりに、多種多様な魔法をどんな場合でも安定的に行使できるのが持ち味である。複数の魔法工程を一つの術式に纏め上げるのではなく、それぞれの魔法が起こす現象を組み合わせて個々の総和より大きな効果を得る魔法技術である「コンビネーション魔法」の練度が高い。
魔法至上主義者であり、入学当初は十師族の魔法師に対しても対抗心を持っていたが、九校戦で真由美や克人の実力を目の当たりにして多少性格が丸くなる。このときから真由美に対して憧れを抱くようになるが、十師族の直系である彼女が高嶺の花であることを認識し、半ば諦めているところがある。しかし、同時に魔法至上主義ゆえに魔法において自分たちとは違う力を示した達也のことは、しこりが残るものの認めるようになる。
当初は二科生を見下しており、生徒会副会長の身であるも関わらず「ウィード」という差別発言を行っていたが、部活連会頭就任後は二科生への差別意識もなくなり、達也への接し方も普通になっている。新入生である香澄と泉美には真由美のことで目を付けられており、彼女たちに苦手意識を持つ。
『キグナスの乙女たち』では、魔法大学の3年生になっており、第一高校の2年生の初音とは遠縁の親戚で、初音が叔父夫婦の養女になったことで義理の従妹となる。
沢木 碧（さわき みどり）
声 - 四宮豪
2年D組→3年D組の男子生徒（一科生）→魔法大学。風紀委員会とマーシャル・マジック・アーツ部に所属しており、うち後者では部長を務めている。
後述の辰巳と同じく、一科・二科の区別に関係なく相手の実力を評価できる。威勢のいい喋り口調が特徴。女性的な名前がコンプレックスで、下の名前で呼ばれることを嫌っている。
五十里 啓（いそり けい）
声 - 斉藤壮馬
2年C組→3年C組の男子生徒（一科生）→魔法大学。生徒会会計（2095年10月 - 2096年9月）。千代田花音とは許婚同士。
中性的な風貌や華奢な体格もあって同性の友人があまりできないことを悩んでいる。魔法理論では2年トップ、実技成績も常に上位をキープしている。
刻印魔法の権威として知られる百家本流の一つ「五十里家」の直系で、千葉家とは家同士の付き合いがあり、エリカのCADに刻印型術式を組み込んだ。エンジニアとしても優秀で、達也を二科生として見下すことはなく、むしろ友好的に接している。
『キグナスの乙女たち』では、五十里明という五才年下の妹が、第一高校に入学する。
千代田 花音（ちよだ かのん）
声 - 大西沙織
2年生→3年生の女子生徒（一科生）→魔法大学。風紀委員長（2095年10月 - 2096年9月）。陸上部所属。
百家本流の一つ「千代田家」の直系。千代田家の人間は“地面”という概念を有する固体に強力な振動を与える振動系魔法の「地雷原」を得意魔法にしており、地雷原を作り出す者という意味で地雷源の二つ名を持ち、彼女も同様の魔法を使う。普段は快活で大雑把な性格だが、許嫁である啓が絡むと態度が一変する。また、整理整頓はできるが取捨選択の判断が良すぎると達也から評されている。加えて、短絡的すぎる一面もあり、何度か失言めいたことを言っては啓に注意を受けている。
壬生 紗耶香（みぶ さやか）
声 - 戸松遥
2年E組→3年E組の女子生徒（二科生）→防衛大学校。剣道部所属。身長162cm、体重53kg。内閣府情報管理局の局員・壬生勇三の娘である。
中学3年生において、中等部剣道大会の女子部で全国2位だった。本人のルックスも相まって、当時は「美少女剣士」や「剣道小町」などと呼ばれていた。
魔法科高校では魔法の成績だけしか評価されずに、クラブ活動でも一般競技系の部活が魔法系競技の部活に比べて、差別的な待遇を受けていると考え、不満を抱いていた。その不満ゆえに剣道部の部長（司甲）がブランシュの下部組織に勧誘し、司一のマインドコントロールを受けて魔法大学の非公開資料を盗み出すために利用される。また、桐原達の暴動をたった1人で解決した達也の実力を見て、剣道部に勧誘するものの断られている。初めは達也に好意を持っていたようだがブランシュ事件の後、解決に尽力した桐原と心を通わせ交際を始める。また、事件中に一対一で真剣勝負をしたエリカとは入院中に仲良くなり「さーや」と呼ばれるようになる。
剣道家としての技術は桐原に特別視されており、殺し合いの実戦では使ってほしくないと頼まれている。剣道とは別に、父親から魔法による投剣術を修得しているため、戦闘時はそちらの技を用いている。
2096年度の論文コンペではあずさの護衛に選ばれており、2097年3月の卒業旅行時点ではあずさたちともすっかり打ち解けた関係になり、花音からも紗耶香と呼ばれるようになっている。
桐原 武明（きりはら たけあき）
声 - 杉田智和
2年生→3年生の男子生徒（一科生）→防衛大学校。部活連執行部所属（2096年4月以降）。剣術部所属。
一昨年の中等部剣道大会男子部の関東1位。2年生の中では第一高校トップの実力者と目されている。海軍所属の軍人の息子でもある。司波兄妹をそれぞれ「司波兄」と「司波妹」と呼んでいる。
新入生勧誘週間の折、デモンストレーションの試合で紗耶香に逆上して殺傷性の高い魔法である高周波ブレードを使用したが、達也に取り押さえられる。
強いか弱いかが人を判断する第一基準となっているため、弱いものには一科生であっても興味を抱かず、強いものなら二科生であっても敬意を払っている。そのためブランシュ日本支部メンバーの掃討戦解決後は達也にも好意的である。元々紗耶香の強さを「技」として昇華しようとする姿に惹かれ彼女に好意を抱くようになる。
ブランシュ日本支部メンバーの掃討戦後は、入院中毎日見舞いに行っていた紗耶香と交際を始め、剣道部と剣術部の合同練習を経て仲を深めている。なお、この交流が魔法系と一般系に別れた同系統の部活が歩み寄りを見せる契機となった。さらに、それ以降はCADの調整実験の被検体に立候補するなど、達也との関係も親しくなっている。ただし、ブランシュ掃討戦で達也が見せた尋常でない殺気から、彼が豊富な実戦経験を持つ事、深雪もまた「ただの女の子」でなく尋常ならざる力を隠し持つことを看破している。
県 謙四郎（あがた けんしろう）
達也たちより一学年上の男子生徒→卒業。2096年度の山岳部部長。豪快な性格で、疲れ果てた部員たちに45度の熱湯をかけて奮い立たせるなどスパルタ指導を行う。時々練習に混ざる達也を歓迎している。
千倉 朝子（ちくら ともこ）
声 - 大木咲絵子
達也たちより一学年上の女子生徒（一科生）→卒業。ベクトル反転術式を得意とする。
三七上 ケリー（みなかみ ケリー）
達也たちより一学年上の男子生徒（一科生）→卒業。インド&ブリテン系の人種で、金髪に黒い肌をもつ。
個々の魔法に関する知識が豊富で、相手が使う魔法を一発目で正確に把握し、二発目以降を最適な魔法で相殺するという特技を持つ。その実力から一高の中で上位の戦闘力を持つ。
国東 久美子（くにさき くみこ）
2096年度3年B組の女子生徒（一科生）→卒業。ボート部所属。下級生の英美に対して自分のことを「クーちゃん」と呼んでもらうようにいうなど、英美が第一印象でそう感じるほどフランクな性格。あずさとは互いに「あーちゃん」「クーちゃん」と呼び合う仲。
魔法的資質を持たず、魔法師の血筋を持たない両親から生まれた「第一世代」と言われる突然変異的魔法師であり、一般的な「第一世代」の女性と同様に暴力忌避を示す。そのため男子生徒に苦手意識を持ち、特に威圧的な男子の前だと身体がすくんで思うようにしゃべれなくなり、人が変わったようにおとなしくなる。横浜事変で達也に対して悪い人間ではないと思っていながらも苦手意識を持つが、ロアガンの練習で動く的を狙い撃てない英美のために散弾型のインビジブル・ブリッドを用意してきたときには驚愕し、苦手意識も忘れて達也に問い詰めている。それを機に達也の前でも普段の振る舞いを見せるようになる。

#### 達也・深雪の二年先輩
七草 真由美（さえぐさ まゆみ）
声 - 花澤香菜
3年A組の女子生徒（一科生）→魔法大学。生徒会長（2095年9月以前）。身長155cm、体重48kg。
十師族「七草家」の長女で、入学試験を首席で突破した。2095年の第一高校では部活連会頭の克人と風紀委員長の摩利と並び、「三巨頭」と称される。二人の異母兄と同母妹の香澄と泉美がいる。妹たちを可愛がりつつも、奔放でトラブルメーカーな彼女らには頭を悩ませることも多い。
卓越した遠隔精密射撃魔法の実力と見た目のイメージから「エルフィン・スナイパー」または「妖精姫」の異名で呼ばれているが、小柄な体型にコンプレックスのある本人はその名を嫌っている。魔法戦闘の実力では兄弟姉妹の間で最も強い。
ルックスの良さと高い魔法力、優れたディベート能力もあり生徒会長としての支持も厚い。普段は人当たりの良いお嬢様のよう振る舞っているが、彼女が認めた一部の人々にだけは本来の小悪魔的な性格で接している。在学中に一科生と二科生の対立を改善したいと考えており、二科生である達也を風紀委員に任命することでその切っ掛けを作ろうとする。五輪家の洋史は婚約者候補であったが互いに交際は乗り気ではなく、2097年1月に解消される。
入学してきたばかりの達也に話しかけて以来、彼ら司波兄妹に弟や妹のような感情を向けている一方、達也には何かとしてやられており、卒業後も関わる機会が多い。また、在学中から他の生徒に達也との関係について指摘されることもあった一方、京都では達也と2人きりになった時に食事に誘ったり、「先輩後輩」の呼び名を禁止させるなど、指摘する人間が居ない場では積極的になっている。以前から達也が四の数字落ちではないかと疑問を抱くも、今の関係が壊れることを恐れて深く考えないようにしていたが、2097年1月に司波兄妹が四葉の血縁者と知らされ、達也が真夜の息子であったことに衝撃を受ける。家柄では同格以上となった達也への好意を認めつつも、既に深雪と婚約関係にあることから関係を進展させることには消極的だが、真由美の意志に関わらず弘一は真由美の婚約者に達也を迎えることを画策している。将輝とは十師族の一員同士互いに認識があったが、周との対決などで行動を共にする機会が増え、親密になっている。
魔法大学卒業後は七草家の関連企業に就職していたが、父・弘一からの依頼で達也の真意を探るため、『メイジアン・カンパニー』に転職する。
十文字 克人（じゅうもんじ かつと）
声 - 諏訪部順一
3年生の男子生徒（一科生）→魔法大学。部活連会頭（2095年9月以前）。クロス・フィールド部に所属。
首席入学した真由美とは実力を競い合う仲だった。そこにいるだけで強大な存在感を示す人物であり、達也からはあらゆる意味で「自分の天敵」だと認められている。二人の弟と妹が一人いる。
鉄壁の二つ名で呼ばれる十師族「十文字家」の次期当主だが、当主である父・和樹が魔法力低下の病にかかっていたため、実質的に十文字家の当主を任されていた。そして、2097年2月4日の師族会議によって父から正式に十文字家当主の座を継承する。その際、父から異母妹アリサの存在を知らされており、のちの『キグナスの乙女たち』では一族の魔法師が生まれ持つスキル「オーバークロック」の危険性を鑑み、最終的にはアリサを引き取った。
十文字家の魔法師は一騎当千をモットーとし、天性の優れた空間認識能力を更に磨き上げ、数々の領域防御魔法を駆使する。克人もそのモットーの通り、卓抜した魔法力によって十文字家の代名詞である「ファランクス」（全系統全種類の障壁魔法と対抗魔法を絶え間なく展開し続ける攻防一体の魔法）を使いこなし、一対多の戦闘であっても傷一つ負わず勝利を収めている。
強引な性格かつ天然ボケな一面もある一方、、三巨頭の中でも一番の人格者とされ、真由美や摩利と同じく、一科生と二科生との対立性について考えている一人である。
同じ第十研の魔法師として十山家と交流があり、事情も承知している一方、その一員であるつかさのことは他人の感情をまったく斟酌しない、悪意も善意も欠如した性格のため苦手としている。
『メイジアン・カンパニー』では、魔法大学を卒業して、実家の土木会社の役員に就任している。
渡辺 摩利（わたなべ まり）
声 - 井上麻里奈
3年生の女子生徒（一科生）→防衛大学校。風紀委員長（2095年9月以前）。
真由美や克人と並ぶ「三巨頭」の一人で、女子生徒からの人気が高い。百家の支流であり、渡辺綱の末裔ともされる「渡辺家」の出身で、同家の中でも一人だけ飛び抜けた魔法の才能を持つ。源氏の秘剣である「ドウジ斬り」を習得している。
風紀委員会では「姐さん」と呼ばれることもあるが、本人は良く思っていない。達也に対しては「達也君」と名で呼ぶが、深雪に対しては「司波」と名字で呼ぶ。整理整頓が苦手で、達也が整理するまで風紀委員会室は散らかり放題であり、CADマニアと思しき過去の風紀委員が残したCADの存在にすら気付いていなかった。
集団戦、個人戦を問わない、対人戦闘のエキスパート。気流を操作して揮発性の薬物を特定の対象だけに経鼻投与する技術を持ち、向精神作用のある香水を複数組み合わせ、違法な薬物を一切使わずに自白剤と同等の効果を引き出すことなどもできる。
達也の魔法の才能に興味を持ち、高く評価している。また真由美と同様、一科生と二科生との対立を解消したいと考えており、その一環として達也の風紀委員加入を提案した。中学時代は千葉家で剣術を学んでおり、その縁でエリカの次兄・修次と交際している。修次に悪影響を与えた女という理由で、エリカからは毛嫌いされている。
第一高校卒業後は防衛大学へ進学するが、聴講生として魔法大学によく訪れており、真由美の相談に乗っている。その関係で真由美を達也の婚約者とさせる計画があることを知ると、これまで家柄上恋愛沙汰に縁がなかった真由美に恋を経験させてやりたいと考え、達也に秘密裏に真由美と交際するよう持ちかける。その後も半ば真由美に無理やり巻き込まれる形で十文字と達也との料亭での話し合いや、ディオーネー計画に参加するよう達也を説得する場にも参加している。
『メイジアン・カンパニー』では、防衛大を卒業し国防陸軍に入隊するが、恋人の修次が所属する『抜刀隊』への配属を希望していたが叶わず、風間率いる独立魔装連隊に配属される。真由美が達也からの使者として『FEHR』へ派遣される際は、風間大佐の命令で護衛として同行している。
市原 鈴音（いちはら すずね）
声 - 中原麻衣
3年生の女子生徒（一科生）→魔法大学。生徒会会計（2095年9月以前）。身長165cm、体重54kg。
常に無表情で冷静沈着だが、表情を変えずに冗談や爆弾発言を言うこともある。「リンちゃん」と呼ばれながらもめげずに真由美をあしらえる、数少ない人物の一人。
周囲には明かしていないが、市原家は「一花家」の数字落ちの家系である。それを幼少期から薄々感じていたため魔法師のコミュニティに対して帰属意識を持てないでいた過去があるが、そんな自分に手を差し伸べてくれた真由美に強い恩義を抱くと共に、母校である一校に強い愛着を持っている。一校の将来のためにと、生徒の人材強化にも手段を選ばない面がある。
精密な魔法の制御を得意とすることに加え、分析能力に長けている。一花家の血統に依存した魔法として、CADを不要とした人体への直接干渉魔法を身に付けている。
辰巳 鋼太郎（たつみ こうたろう）
声 - 浜田賢二
3年C組の男子生徒（一科生）→卒業。風紀委員会（2095年9月以前）。
委員会での上司にあたる摩利を「姐さん」と呼ぶ。一科・二科の括りに頓着せずにきちんと相手の実力を評価できる。
がっしりとした体格の持ち主だが、鈍重そうな外見に反して3年生でも有数のスピードファイターである。また、単一系統の術式において卓越した干渉強度をもつ。
司 甲（つかさ きのえ） → 鴨野 甲（かもの きのえ）
声 - 加藤将之
3年F組の男子生徒（二科生）→退学。剣道部所属（主将）。
旧姓「鴨野（かもの）」。両親・祖父母のいずれにも魔法的因子は見られなかったが、その実は賀茂氏の傍系の血を引いており、ある種の先祖返りとして美月と同じ霊子放射光過敏症を抱えている。
母親の再婚相手の連れ子である義理の兄・司一によるマインドコントロールを受けており、その義兄が日本支部長を務める反魔法活動団体「ブランシュ」の下部組織である「エガリテ」に所属している。第一高校には義兄の指示により入学し、剣道部を始めとして生徒達をエガリテに勧誘するなどしていた。
事件解決後に自主退学し、14巻の奈良にて達也と再会。ブランシュの一件もあって、本家である「鴨野」に姓を再変更し、修行に励んでいる。
小早川 景子（こばやかわ けいこ）
声 - 浅倉杏美
3年生の女子生徒（一科生）→防衛大学校。
九校戦で選手として出場していたが、「無頭竜」の妨害工作で事故に遭い、精神的ショックによる魔法への猜疑心から魔法技能を失ってしまう。転校を考えていたが、摩利を通じて「魔法が使えなくても魔法の知識と感受性を活かす道がある」という達也の助言を聞き、摩利と同じ防衛大への進学を決意する。卒業式終了後に達也に直接感謝の言葉を述べ、彼の事を「司波」から「司波君」と呼ぶようになる。
平河 小春（ひらかわ こはる）
声 - 結木梢
3年C組の女子生徒（一科生）→卒業。
九校戦で技術スタッフとして参加。担当選手の小早川が魔法技能を喪失した事故の責任を感じ、退学を考えるまで思い詰めていた。そのため本来参加するはずだった論文コンペを辞退し、達也が代理として選ばれる。これが、妹の千秋が達也への逆恨みから大亜連合の工作員に唆され、妨害活動に加担する切っ掛けとなる。
和泉 理佳（いずみ りか）
声 - 飯田友子
3年生の女子生徒（一科生）→卒業。九校戦で女子担当の技術スタッフとして参加。性格は自負心の強いタイプ。同級生の真由美から「イズミん」と呼ばれて嫌がっている（理佳からの呼び方は「七草」）。
関本 勲（せきもと いさお）
声 - 大山鎬則
3年生男子生徒（一科生）→卒業。風紀委員会所属。
論文コンペの校内選考次点だった生徒。自負心が強く、思想の違いから鈴音と衝突していた。魔法式と起動式の知識を世界中で共有すべきという思想を持ち、そこに付け込んだ大亜連合の工作員がマインドコントロールを与えてスパイ活動に利用する。達也から勾玉のレリックを奪おうとして失敗し、花音に捕まり特殊鑑別所に送られる。
五十嵐 亜実（いがらし つぐみ）
3年生の女子生徒→卒業。ほのかと雫が所属する「SSボード・バイアスロン部」の部長。『魔法科高校の優等生』第10話で登場（本編未登場）。
穏やかそうな印象の先輩だが、正当防衛で攻撃魔法を容赦なく振るうなど、OGの颯希や涼歌に劣らず過激な一面も持っている。
弟の五十嵐鷹輔は服部の後任の部活連会頭である。

#### 達也・深雪の一年後輩
桜井 水波（さくらい みなみ）
声 - 安野希世乃
調整体魔法師「桜」シリーズの第2世代で深雪のガーディアン。1年C組→2年C組。生徒会書記（2096年10月以降）。山岳部と料理部所属。
司波深夜のガーディアンであった桜井穂波の遺伝子上の姪にあたり、容姿も穂波と似ている。障壁魔法を得意とし、その実力は単一障壁の性能ならば十文字克人にも劣らないほどで、ガーディアンとしての役割では達也が敵勢力の排除、水波が障壁魔法で深雪を守護するという分担になっている。ただし、戦闘が不得手なわけではなく、四葉家でガーディアンとして養成されたため、司波兄妹には及ばないまでも同年代の魔法師と比べると極めて戦闘能力は高い。四葉真夜は、潜在能力は七草の双子に匹敵すると考えている。
両親を亡くした後、四葉家のメイドをしていたが、2096年4月に真夜の指示によって第一高校に入学、司波兄妹のメイド兼深雪のガーディアン見習いとして同居を始める。深雪と出会う前は深雪のガーディアンとしての立場に消極的であり、時に見知らぬ誰かのために人生を強制されることに憤りを覚えたりもしたが、横浜事変の後に深雪たちが本家を訪れた際に深雪と初めて対面し、彼女の人間と思えぬ美貌に心を奪われ、さらに深雪の存在感に少しも位負けすることのない達也と共にある姿を見て、彼らの間に絶対的な絆を感じその絆に憧れを抱く。そして、たとえ二番目・三番目でもいいから自分も二人と絆を繋ぎたいと感じ、深雪のガーディアンになることを心に決めた。
対外的には達也と深雪の従妹という体裁（2097年に司波兄弟が四葉の縁者と発表されたため、それに合わせて四葉家に援助してもらっている身に訂正している）であり、二人を「達也兄さま」「深雪姉さま」と呼ぶが、本人は「四葉家のメイド」としての職業意識が高く、「達也様」「深雪様」と呼ぼうとすることも多い。基本的には司波兄妹に従順だが、当初は家事に関しては達也の世話を焼きたがる深雪と主導権争いをしていた。司波兄妹は穂波を姉のように慕っていたため、水波に対しても使用人ではなく妹同然の存在として家族扱いをしており、達也をして「数少ない信を置ける魔法師」と言わせるほど全幅の信頼を寄せている。
表情は控えめなものの、決して感情に乏しいわけではない。
達也達の元に住み込むまで、同世代との男性との出会いや面識がほとんど無かった事もあり、京都で出会った光宣を過剰に意識したり好意を抱く様な場面が見受けられるが、水波本人はこれが初恋なのかどうなのか分からず戸惑いを抱いていた。
『メイジアン・カンパニー』では、宇宙ステーション『高千穂』で光宣と共に生活しながら、達也からの依頼でUSNAの過激派の魔法至上主義団体『FAIR』の調査を光宣と共に行う。
七草 香澄（さえぐさ かすみ）
声 - 喜多村英梨
十師族「七草家」の次女。真由美より3学年下の妹で泉美の双子の姉。2096年に第一高校の入試では3番目の成績で入学。1年C組→2年C組。風紀委員会所属（2096年4月以降）。
ボーイッシュな少女で、一人称は「ボク」。姉の真由美を強く慕うあまり、姉に寄り付く男を悪い虫と見なして寄せ付けないようにしており、とりわけ真由美と親しげにしていた達也に対しては過剰なまでに警戒意識を抱き、今では毛嫌いしている。深雪からはシンパシーの対象となっている。
泉美とは遺伝子のみならず、精神の魔法演算領域の特性も一致しているため、二人で全く同じ魔法技能を扱え、一人では発動できない魔法を二人の力を合わせて発動できる「乗積魔法（マルチプリケイティブ・キャスト）」を扱える。この異能故に、魔法師の世界で「七草の双子」といえば香澄と泉美の二人を指す。
喧嘩っ早く魔法の無断使用が多いため、その都度に真由美から制裁を受けている。
七草 泉美（さえぐさ いずみ）
声 - 悠木碧
十師族「七草家」の三女で香澄の双子の妹。2096年に第一高校の入試では次席の成績で入学。1年B組→2年B組。生徒会書記（2096年4月 - 2096年9月）→生徒会副会長（2096年10月 - 2097年9月）→生徒会会長（2097年10月以降）。
フェミニンな少女で、一人称は「私（わたくし）」。香澄同様、姉の真由美を強く慕っている。言葉遣いはとても丁寧で、ざっくばらんな香澄をなだめる役目を担う。同時に熱が入りやすい性格で、香澄からは「少女趣味（ロマンチスト）」と呼ばれている。初めて会った深雪を「理想のお姉さま」と崇拝以上の好意を寄せ、深雪からは内心で敬遠されることもあった。一方で達也に対しては香澄ほど敵対的ではないが辛辣な態度を見せている。
『メイジアン・カンパニー』では、魔法大学の2年生になっており、香澄とは別行動することが多くなり、2100年度になって受講科目が分かれてからは、ほぼ別行動になっている。また、黒羽亜夜子とは2098年の九校戦ミラージ・パッドで敗北して以降は、互いにライバル視している。
七宝 琢磨（しっぽう たくま）
声 - 橘龍丸
師補十八家「七宝家」の長男。2096年度における第一高校の新入生総代。1年A組→2年A組。部活連執行部所属（2096年4月以降）。
七宝家が開発した群体制御魔法ミリオン・エッジを操る。上昇志向が強く、十師族になれない今の七宝家や当主である父に不満を持っている。精神的にまだ未熟な部分があり、感情をうまく制御できない。同じ「七」の数字持ちで十師族の七草家には激しい敵対心を持つため香澄といざこざを繰り返し、二十八家でない魔法師の人間を無意識のうちに見下してしまうなど、彼の身勝手な行動は上級生にとって悩みの種となる。
女優の小和村真紀と「新秩序（ニューオーダー）」の思想を共有して結託し、その目的のため有望な魔法師の手駒を欲していた。ほのかと雫を自分の派閥に取り込もうと真紀を通じて接触を行うが、真紀の嘘に誘導されて司波兄妹を七草一派だと思い込み、強い対抗意識を抱く。そのため生徒会の勧誘を断り、部活連の執行部に加入した。達也への不遜な態度から深雪や水波の不興を買い、彼女たちからは嫌われている。模擬戦で十三束に敗北し、さらに達也と十三束の試合を目の当たりにして自分の実力不足を痛感する。以降は変わる努力を続け、九校戦時には一年男子の纏め役を担うまでに成長した。
4月の件で達也に非礼を働いて十三束に殴り倒されたときに、唯一心配してくれたほのかに対し、恋愛感情までではないが好意を抱くようになった。
2100年に魔法大学に所属したまま、真紀の相手役として銀幕にデビューする事となる。『メイジアン・カンパニー』では、2100年の半ば頃に自身の主演映画のクランクアップが終わって学業に専念しようとしようとした矢先に、第一高校時代からの同級生兼友人である千川満から、最近ほのかにアプローチする酉位真友の存在を聞き、ほのかにアプローチすべきか雫に相談する。そして、ほのかへのアプローチを始めると同時に、恋のライバルの酉位に対して事実上の恋の宣戦布告を行う。
隅守 賢人（すみす けんと）
声 - 宮﨑雅也
2096年度1年G組の男子生徒（二科生）→2年E組（魔工科生）。両親がUSNA出身の帰化2世で、日本名の隅守はSmithに漢字を当てたものである。
実技は得意ではなく、進級後は2096年度から新設された魔工科を志望している。九校戦でエンジニアとして破格の実績を出した達也に憧れて一高に入学した。2096年度の九校戦では1年生ながら技術スタッフとして帯同し達也の助手を務め、達也からも筋が良いとその才能を認められる。
千川 満（せんかわ みつる）
2096年度の一科生の男子生徒で、七宝琢磨の友人。
『メイジアン・カンパニー』では、魔法大学の2年生になっている。

#### 達也・深雪の二年後輩
三矢 詩奈（みつや しいな）
十師族「三矢家」の七人兄弟の末っ子。2097年度における第一高校の新入生総代。1年A組。生徒会書記（2097年4月以降）。
主従関係にある矢車家の侍郎とは、生まれたときからの幼馴染み。ナンバーズの女子と親しく交流している。特に七草家の香澄と泉美とはかなり親しくしていて姉のように慕っており、二人の姉である真由美からも可愛がられている。また、軍人として第三研に頻繁に出入りしているつかさとも親しい（これは外国との交渉を国防軍の黙認のもと行っている関係で、国防軍と国防軍の一員として暗躍する十山家に最大限の便宜を図らねばならないという三矢家の事情からである）。
魔法的な知覚力に起因する、鋭敏すぎる聴覚を持つ。そのため、外部の音が直接伝わることを遮断し、かつ自動で音量調節をした後に伝えるためのイヤーマフ形の機器を常時身に着けている。ただし、装着している間は外部の魔法的な波動に対する感覚が鈍くなる。また、魔法で聴覚を制御すると自分の魔法に対する感覚が損なわれ、魔法の行使に支障が生じてしまう。軍の魔法師が多く出入りする第三研で訓練を積んでいるため高い戦闘能力を持っている。
『キグナスの乙女たち』では、第一高校の3年生になり、生徒会長に就任している。
矢車 侍郎（やぐるま さぶろう）
2097年度1年G組の男子生徒（二科生）。
矢車家は古式魔法師の家系で30年以上前から三矢家と雇用関係にあり、用心棒兼家事使用人を務めている。同い年ということもあって詩奈の護衛になるはずだったが、魔法の才能の不足のため、第一高校入学前に護衛になる予定を取り消される。それでも自分の手で詩奈を護れるようになりたいという思いからエリカに指南を求め、結果として剣術部へと導かれる。
魔法の才能不足の原因は、魔法演算領域の一部が直接制御型の移動系魔法（念動力）に占有されているためであり、魔法の技術的には高い水準にある。本人は念動力に見切りを付け体術を磨いてきたため身体を使う技術も高いが、戦い方はエリカたちと比べるとまだ拙い。
『キグナスの乙女たち』では、第一高校の3年生になり、生徒会の会計になっている。
碓氷 威満（うすい たけみつ）
『キグナスの乙女たち』からの登場人物で、2099年4月で第一高校の3年生である男子生徒。
部活連の会頭を務めており、新入生次席の火狩浄偉を部活連に勧誘する。
裏部 亜季（うらべ あき）
『キグナスの乙女たち』からの登場人物で、2099年4月で第一高校の3年生である女子生徒。
風紀委員長を務めており、新入生第三位の十文字アリサを風紀委員に勧誘する。
千種 正茂（ちぐさ ただしげ）
『キグナスの乙女たち』からの登場人物で、2099年4月で第一高校の3年生である男子生徒。
マーシャル・マジック・アーツ部の男子部部長を務めており、遠上茉莉花が入部の際に見せた遠上茉莉花の技量に感心する。
北畑 千香（きたはた ちか）
『キグナスの乙女たち』からの登場人物で、2099年4月で第一高校の3年生である女子生徒。
マーシャル・マジック・アーツ部の女子部部長を務めており、新入生の遠上茉莉花を部へ勧誘する。

#### 達也・深雪の三年後輩
十文字 勇人（じゅうもんじ ゆうと）
十師族「十文字家」の前当主・十文字和樹の甥で、和樹の弟である父親が亡くなった後に和樹の養子となり、克人の従弟兼義弟となる。
『キグナスの乙女たち』からの登場人物で、2099年度には第一高校の2年生で生徒会副会長になっている。また、2097年に十文字家へ引き取られた従妹のアリサを気遣っている。
誘酔 早馬（いざよい そうま）
勇人の友人。
『キグナスの乙女たち』からの登場人物で、2099年度には第一高校の2年生で風紀委員の一員になっている。実は安西の配下の一人であり、彼からの命令でアリサと茉莉花を仲間に引き込もうと画策している。
服部 初音（はっとり はつね）
『キグナスの乙女たち』からの登場人物で、2099年4月で第一高校の2年生である女子生徒。クラウド・ボール部の部長を務めており、アリサを部に勧誘する。
服部刑部とは遠い親戚であり、服部刑部の叔父夫婦の養女になったことで刑部とは法的には従妹となる。
保田 佳歩（ほった かほ）
『キグナスの乙女たち』からの登場人物で、2099年4月で第一高校の2年生である女子生徒。
クラウド・ボール部の部員であり、初音とダブルスを組んでいる。

#### 達也・深雪の四年後輩
十文字 アリサ（じゅうもんじ アリサ）
十師族「十文字家」の前当主・十文字和樹と亡命ロシア人の伊庭ダリア（旧名はダリア・アンドレエヴナ・イヴァノヴァ）との間に生まれた娘。
『キグナスの乙女たち』の主人公の一人で、出生時の名前は「伊庭アリサ（いば アリサ）」。母亡き後は遠上家に引き取られて、遠上茉莉花と姉妹のように育った。また、茉莉花の兄の遠上遼介には好意を抱いていた。
2097年の2月に遠上家を訪問してきた異母兄の克人から十文字家へ誘われ、紆余曲折の末に十文字家へ引き取られた。2099年度に再会した茉莉花と共に、第一高校に入学する。入学後は茉莉花と共に風紀委員の一員になるが、部活はクラウド・ボール部に入部する。
遠上 茉莉花（とおかみ まりか）
数字落ち（エクストラ・ナンバーズ）である元「十神」の遠上家の長女で、『メイジアン・カンパニー』に登場する遼介の妹にあたる。留学先のUSNAで消息を絶った兄をアリサと共に心配している。
『キグナスの乙女たち』の主人公の一人で、遠上家に引き取られてきた十文字アリサ（当時の名前は伊庭アリサ）と姉妹のように育った。2097年の2月に遠上家を訪問してきた十文字克人が、アリサを十文字家へ引き取りたいと申し出たことに強く反対し、その翌週に単身で克人を待ち伏せしてアリサを十文字家へ連れて行かないように頼むが、克人が断ると克人を襲撃し、その時に初めて「十神」の固有魔法『リアクティブ・アーマー』を発現させた。その後の話し合いでアリサが十文字家へ引き取られることが決定すると、二年後の東京での再会を約束して別れた。
2099年度にアリサと再会し、一緒に第一高校に入学する。入学後はアリサと共に風紀委員の一員になるが、部活はマーシャル・マジック・アーツ部に入部する。
火狩 浄偉（かがり じょうい）
『キグナスの乙女たち』からの登場人物で、2099年4月で第一高校の1年生である男子生徒。
新入生の入学成績で第二位の成績で、そのことから部活連会頭の碓氷威満と風紀委員長の裏部亜季から勧誘されるが、先に声をかけてきた碓氷への義理を通して部活連執行部に入る。
『エレメンツ』の血を受け継ぐ者。父親が「火」、母親が「光」の血統で、両者の特性を受け継いだ魔法師。肉体的には「火」の、インナーマッスルが発達し外側の筋肉が付きにくいとちう特徴が強く出ており、体型は一見ヒョロッとしている。だが魔法面はどちらかと言えば「光」を強く受け継いでいる。
五十里 明（いそり めい）
『キグナスの乙女たち』からの登場人物で、2099年4月で第一高校の1年生である女子生徒。
新入生の入学成績の首席で、新入生総代を務める。詩奈からの勧誘で生徒会に入り、陸上部に入部する。達也を非常に尊敬しているが、逆に深雪のことはその美貌を「作り物じみている」と感じて好きになれないでいる。
永臣 小陽（ながとみ こはる）
『キグナスの乙女たち』からの登場人物で、2099年4月で第一高校の1年生である女子生徒。
魔法産業及び国内機械メーカー準大手の『トウホウ技産』の大株主・永臣家の娘で、火狩とは「小学生時代からの知り合い」であって「幼なじみ」ではないと強弁している。
仙石 日和（せんごく ひより）
『キグナスの乙女たち』からの登場人物で、2099年4月で第一高校の1年生である女子生徒。
アリサとはクラスメートであり、クラウド・ボール部にも同じく入部している。
唐橘 役（からたちばな まもる）
『キグナスの乙女たち』からの登場人物で、2099年4月で第一高校の1年生である男子生徒。
両親は魔法師の血統ではない一般人の第一世代の魔法師で、ある縁からアリサと友達になる。

#### 教職員とその他のキャラクターたち
百山 東（ももやま あずま）
声 - 中村章吾
校長。年齢は70歳ほど。魔法教育と高等教育の権威とされ、魔法師としては十師族の派閥争いに対して中立派を保っている。イギリスに住む英美の祖母とは、古い知り合い。また、健とは魔法師の青少年の教育の在り方を模索した同志であると同時に、尊敬できる年長の友人で兄のような存在でもあった。
八百坂（やおさか）
声 - 神尾晋一郎
教頭。年齢は50代前半。校長の百山と比べて、非常時の対応が甘い一面がある。
廿楽 計夫（つづら かずお）
声 - 荻野晴朗
2年生を担当している教師で、百家本流の「廿楽家」の一員である。一人称は「小生」。
本職は魔法大学の講師で、魔法幾何学を専攻し魔法工学にも造詣が深い。多面体理論という分野の若き権威であり、若くして助教授になりかけたものの、自由すぎる研究姿勢から「教育者としての経験を積んで来い」という理由で第一高校に送られたが、本人は「自由に研究できる」とさして気にしていない。そういうマイペースな気質から、一科生、二科生にこだわらないが、生徒のペースを考えない変人である。
構造物を三角や四角柱等の単純な多面体の集合体に抽象化し、その構成要素である仮想単純立体を操作することで大規模構造物全体の変化を制御する「ポリヒドラ・ハンドル」の使い手。
小野 遥（おの はるか）
声 - 丹下桜
達也たちのクラスの総合カウンセラーの一人。
学生時代は精神衛生を専攻して、医師の資格を所有している。人のエモーショナルコントロール術にも長けている。
正体は公安（警察省公安庁）のスパイで、業界では正体不明の女スパイとして「ミズ・ファントム」の名でも呼ばれる。ただし、カウンセラーの資格は本物であり、本人もカウンセラー業の方に情熱を注いでいる。話術には長けているが、いじられ気質でもある。
系統外に属する気配隠蔽の「隠形魔法」に特化した凄腕のBS魔法師。また九重八雲門下の一人でもあり、達也の妹弟子に相当する。
魔法科高校の受験に失敗した後、理科高校に進学し、大学で精神医学を専攻し、精神科医師免許を取得した。そして精神科医のキャリア形成のためにカウンセラーとなる。自らのBS魔法を仕事に使う気はなかったが、自分の魔法技能を試したいという出来心で最初はちょっとしたいたずらを行っていたが、次第にエスカレートしていって最終的に明らかな犯罪行為を行ってしまい、そこを自分のBS魔法の天敵である「自らの五感に対してあらゆる魔法的干渉を受けない」BS魔法をもつ公安警察に見つかってしまう。そこで自分の犯罪行為を見逃してもらう代わりに、公安のスパイとなることを承知させられる。こういう経緯から、もともと公安のスパイになることを望んでいたわけではなく、本人は早く公安の仕事を辞職したいと考えている。
響子と同年代であり、魔法科高校に入学できなかった遥にとっては、高校時代に九校戦のヒロインだった響子は憧れの対象であった。
2098年に発生した公安と内情の権勢争いに巻き込まれたことで命の危険を感じ、公安からの脱走を決意し、師匠の九重八雲の助力で日本から脱出し、USNAへ逃れるがカウンセラーとしての実績を認められなかったことで、不本意ながらバンクーバーの探偵事務所で「ルカ・フィールズ」という偽名で働いている。
『メイジアン・カンパニー』では、FEHRからの依頼でシャスタ山でFAIRが無許可の盗掘をしている物的証拠を掴む為に行動しており、FEHR本部で七草真由美と渡辺摩利と再会する。そして、カリフォルニアで起きた魔法テロを達也が解決した後で、レナ・フェールからの紹介でシャスタ山の調査を行う達也と深雪の道案内を務める。
安宿 怜美（あすか さとみ）
声 - 柚木涼香
保健医の女性教師で、ホンワカした雰囲気で男子に人気がある。本人の自己申告では戦闘力は皆無だが、実は合気道の有段者。生体放射を視覚的に捉え肉体の異常個所を把握する医療系の特化型能力者で、視るだけで精密機器以上の正確な診断ができる。
ジェニファー・スミス
賢人の母で、2096年4月から魔法工学科クラスの担任教師となった女性。元々は魔法大学の講師で、同僚だった廿楽と面識がある。
年齢は推定40代。USNAの現代魔法研究の中心地でもあるボストンの出身だが、18年前にUSNAから日本に帰化している。
紀藤 友彦（きとう ともひこ）
第一高校の男性教師で、1年B組及び2年B組の実技を指導している。
『キグナスの乙女たち』からの登場人物で、アリサと同じ1年A組にクラス替えしたいのに成績に思い悩む茉莉花に、指導教師として助言や手助けを行うが、実は安西の配下の一人であり、同じ配下の早馬と共にアリサたちを仲間に引き入れようと暗躍する。
ピクシー
声 - 東山奈央
大手メーカーからその幹部の子息が部員であるロボット研究部に貸し出されているモニター用製品で、正式名称は「3HタイプP94」である。型番の読みから、ロボット研究部ではピクシーという愛称を与えられており、音声コマンドの呼び出しでも「ピクシー」で登録されている。
校内に合わせて、通常の3Hよりも低年齢の少女の外見（10代後半）に設定されており、衣服で隠される胴体部分を除けば本物の人間そっくりのデザイン。ロボット研究部の趣味なのか、メイド衣装を着せて運用している。第一高校に訪れた白覆面の吸血鬼ことミカエラに寄生していたパラサイトが新たな器として入り込んでおり、バレンタインの日に達也からチョコのお礼を受け取った時のほのかの想念をコピーして自我を形成した。ほのかの「達也の役に立ちたい」という願いが自我の核となっているため、達也に仕えることを存在理由とし、達也を「ご主人様（マスター）」と呼び、彼の役に立つことに喜びを感じている。この事情により、達也は他者がピクシーを第一高校から合法に持ち出せない様、第一高校への貸借契約を引き継いだままメーカーから買い取っている。自分の自我のもととなったほのかはいわば「母」と呼ぶべき存在で、想念のきっかけとなった髪飾りの水晶を通じてほのかと一種のつながりを持っている。
二年度の部からはピクシー自身の希望もあり、達也が風紀委員会より転籍した生徒会の生徒会室に配置されており、卒業した真由美に代わり、達也から伝授されたハッキング技術によって校内の監視システムを掌握している。

### 第二高校
九島 光宣（くどう みのる）
声 - 戸谷菊之介
九島烈の孫にして、九島現当主・真言の末息子（三男）。2096年度時点で第二高校の一年生→生徒会副会長（2097年2月時点）。
遺伝子上の父親が真言、母親が藤林家当主に嫁いだ真言の末妹という、実の兄妹の配偶子を掛け合わせて生み出された調整体であり、響子とは異父姉弟にあたる。これにより、高い魔法力を手に入れるも、代償として1年の4分の1を病床で過ごさざるを得なくなった。達也の調べでは強すぎるサイオンの活動に器であるサイオン体が耐えられず、損傷と修復を繰り返していることが原因と診断された。才能を発揮できない自分の体に苦しめられており、祖父の烈からは特別気に掛けられている。
烈を尊敬し、戸籍上の従姉にあたる響子とは他のいとこの中でも特に仲が良い。それに対し、自分より明らかに魔法力に劣り甘い性格である兄や姉や父親のことは無意識に見下している。
病弱で家にこもりがちな現状から、同年代の友人と話す機会を切望しており、達也たちに好意的に接し、彼の仕事に積極的に協力する。達也達を通じて水波とも出会いでもあり、彼女に一目惚れしたことが後の騒動の原因となる。伝統派などの敵対勢力に対しては毒舌と抜け目のなさを持つ一方で、年相応の少年らしい素直で無邪気な面がある。実戦では高い魔法力を活かした戦いをとる一方、実戦経験の乏しさからくる弱点がある。達也と同様に「精霊の眼（エレメンタル・サイト）」を保有しており、「分解」と「再成」の特徴から能動的な知覚に優れ、24時間の時間遡行ができる達也に対して、「仮装行列（パレード）」の特徴より受動的な知覚に優れ、意識を向けていない状態であっても遠方で起きた魔法の兆候を感じ取ることができる。

### 第三高校
一条 将輝（いちじょう まさき）
声 - 松岡禎丞
第三高校の1年生→2年生→3年生の男子生徒。爆裂の二つ名を持つ十師族「一条家」の御曹司。
2092年における新ソ連の佐渡侵攻作戦に際し、当時まだ13歳で義勇兵として戦列に加わり一条家現当主・剛毅と共に「爆裂」を以って数多くの敵を屠った経験を持つ。その際に「敵と味方の血に塗れて戦い抜いた」姿への敬称として「クリムゾン・プリンス」の名で知られている。
一条家の切り札にして代名詞でもある発散系魔法「爆裂」は、対象物内部の液体を強制的に気化させてその体積変化を攻撃力として利用する魔法で、純粋に軍事目的で開発されているため殺傷ランクはA。
九校戦の折、深雪に一目惚れしたが最終日のパーティまで彼女が達也の妹だとは気付かなかった。2095年度九校戦で自身を打ち破った達也をライバル視し、達也を倒せるようになるまで深雪に告白しないことを真紅郎に宣言している。
京都での論文コンペの折、エリカ達を助けたことで達也が軍の人間であることを知る。同時に光宣とも面識を持つようになる。達也から横浜事変にて敵の手引きを行ったのが周公瑾であることを聞かされ、騙されたことに憤慨し達也の任務に協力する。
2097年7月8日にて、達也からトゥマーン・ボンバの基幹技術であるチェインキャストを利用した広域型爆裂の魔法式の提供を受けた吉祥寺が完成させた戦略級魔法海爆（オーシャン・ブラスト）によって新ソ連の高速艦十二隻を吹き飛ばし、日本で二人目の国家公認戦略級魔法師として認定される。戦略級魔法師の認定を受けてからは責任を果たすために国防軍に入るべきか悩んでいたが、同じ戦略級魔法師である達也からのアドバイスを受け、魔法大学に進学することを決意。一高の卒業式に参加しており、そこで達也と深雪を賭けた戦いを挑み、魔法も武術も使用しない殴り合いの末、力及ばず倒れた。しかし、魔法大学に進学して以降、達也が巳焼島に引きこもりがちで大学に不在なことが多いことをいいことに、懲りずに深雪にアタックを仕掛けてはリーナに冷たく追い払われるということを繰り返している。また、通学用に東京に借りている住まいにたびたび妹の茜と劉麗蕾の訪問を受けており、国防軍からはほぼ公認状態の交友となっている。
『キグナスの乙女たち』では、魔法大学の2年生として第三高校に入学する為に金沢に引っ越してきた十文字竜樹を駅まで迎えに来るなど、面倒見の良さを見せている。
『メイジアン・カンパニー』では、魔法大学の3年生としてキャンパスライフを満喫しているように思われていたが、司波深雪が自分と結ばれることはないと自覚しており、義理の又従妹で第三高校時代の後輩でもある鶴画黄里恵の立場を思いやって深雪をナンパするポーズを続けていたことが判明する。そして、一条茜から黄里恵の事情を聴いた吉祥寺に問われて自身の事情を明かしたが、吉祥寺の企みで黄里恵が隠れて事情を聴いていたことに気づかず、姿を見せた黄里恵に自身への好意を告げられて二人だけで話をすることになる。そして、お試し期間として交際しないかという黄里恵からの提案に頷きかけた所に茜と一条レイラ（劉蕾雷）と吉祥寺がその場に現れて、レイラからも好意を告げられて、その場から急いで立ち去る。以降は、深雪をナンパするポーズを見せなくなった。
吉祥寺 真紅郎（きちじょうじ しんくろう）
声 - 村瀬歩
第三高校の1年生→2年生の男子生徒。「カーディナル・ジョージ」の異名を持ち、将輝からは「ジョージ」の渾名で呼ばれている。一条家に恩を感じる過去があり、将輝の参謀役を自認している。また、彼の妹である小学生の茜から好意を抱かれており、将輝からロリコンと誤解されたことがある。
わずか13歳で仮説上の存在だった「基本コード」の一つである「加重系統プラスコード」を発見した天才で、前述の異名は「基本（カーディナル）コード」と名前の「真紅（カーディナルレッド）」から付けられたものである。自身が発見した基本コードを利用した、対象の作用点に直接加重をかける加重系魔法「不可視の弾丸（インビジブル・ブリット）」を使いこなす。
基本コード発見の経歴から、魔法学の分野においては絶対の自信を持っていたが、九校戦で見た達也の技術によって心に敗北感を刻み付けられる。以降は技術者として達也をライバル視し、達也に勝つことを目指しているが、ことごとく苦杯をなめさせられている。
2097年7月4日に達也からメールでトゥマーン・ボンバの基幹技術である「チェイン・キャスト」の提供を受け、将輝の戦略級魔法「海爆（オーシャン・ブラスト）」を開発し、新ソ連の侵攻に対して戦果を挙げた。その際、マスコミからの取材では達也から技術を提供されたことを正直に明かしている。この戦果が原因で、世間では彼の能力を大学で遊ばせるのは国難だとして引き続き金沢の研究所にて研究を続けさせるべきだという声が挙がり、本人も悩んでいたが、将輝が魔法大学に進学すると聞いて自らも魔法大学への進学を決めた。
『メイジアン・カンパニー』では、リーナが魔法大学を不在にしている時に将輝が黄里恵が魔法大学に入学してから深雪に対してナンパな態度をとり続けていることに対して見ていられなくなり、将輝に忠告した後で茜から電話で一色家と鶴画家の事情を聴き、その翌日に黄里恵に隠れるように指示した上で将輝を再度問い詰めて、理由を白状させた。しかし、黄里恵が飛び出したことで将輝と黄里恵を二人きりにするが、電話で将輝のことが気になっていた茜とレイラ（劉麗蕾）が東京に来ていたことで同行を余儀なくされ、一連の愁嘆場に付き合わされる。
一色 愛梨（いっしき あいり）
声 - Lynn
第三高校の1年生→2年生の女子生徒で、師補十八家「一色家」の令嬢。移動魔法を使った剣さばきの鋭さから、「エクレール・アイリ」の通称で知られている。プライドが高く、二十八家や百家以外の一般の魔法師には目もくれないという差別意識はあるが、内には優しく外には冷たいという達也と似た性格をしている。懇親会で見た深雪の姿に畏怖を覚え、声をかける。
一色家は神経に干渉する魔法を得意としており、愛梨の得意とする「稲妻」は感覚器の電位差を直接読み取り、運動神経の電位差を直接操作するものである。これにより脳を介さず、精神から相手の反応や肉体の動作を直接操作できる。
十七夜 栞（かのう しおり）
声 - 種﨑敦美
第三高校一年の女子生徒（2095年時点）。九校戦の代表選手として出場しており、愛梨や沓子と共に行動している。卓越した空間把握能力と演算能力を持ち、破片状のような細かな物体が無数に散乱している状態でも、その破片の一つ一つを正確に把握し、軌道を計算することができる「数学的連鎖（アリスマティックチェイン）」を得意とする。
元々は数字落ちの家系の生まれで、その劣等感と不満から日々言い争いの絶えない両親に辟易していた。3年前のリーブル・エペーの試合で愛梨と対戦したことをきっかけに愛梨に目をかけられ、彼女の伝手で金沢魔法理学研究所の特訓を受け、持ち前の空間把握能力を磨きあげた。十七夜家の養子縁組が決まったことを機に両親と決別したが、未だに両親たちから植え付けられた劣等感と元の居場所に戻ってしまうことへの恐怖が心の中に存在している。
四十九院 沓子（つくしいん とうこ）
声 - 木戸衣吹
第三高校一年の女子生徒（2095年時点）。九校戦の代表選手として出場しており、愛梨、栞と行動を共にしている。年寄じみた言葉づかいが特徴である。飄々としているが性格は良い。
神道の大家「白川家」に連なり、代々神道系の古式魔法を受け継いでいた四十九院家の出身であり、水に干渉する魔法を得意としている。また、特別な直観を備えているらしく、愛梨からその点について信頼を受けている。
水尾 佐保（みずお さほ）
声 - 石飛恵里花
「優等生」に登場する第三高校三年の女子生徒（2095年時点）。九校戦の代表選手として出場しており、愛梨をはじめとする後輩から慕われている。
2095年九校戦のバトル・ボードでは、摩利の負傷及び七高の選手が失格したため、優勝を勝ち取った。新人戦スピード・シューティングで雫に敗れ、過去のトラウマから引きこもりがちになってしまった栞を励まし、立ち直るきっかけを作るなどお人好しな性格である。
十文字 竜樹（じゅうもんじ たつき）
十文字家前当主・和樹の次男で、アリサの異母弟である。
『キグナスの乙女たち』からの登場人物で、2097年に異母姉のアリサを十文字家に受け入れた家族たちの中で、ただ一人アリサのことを受け入れられず、進学先を義兄の勇人やアリサが入学した第一高校ではなく金沢の第三高校に決めて、金沢のアパートで独り暮らしを始める。
伊倉 左門（いくら さもん）
『キグナスの乙女たち』からの登場人物。
2099年度に第三高校に入学した1年生の男子生徒で、竜樹とはクラスメートでアパートの隣人でもある。
緋色 浩美（ひいろ ひろみ）
2099年度に第三高校に入学した1年生の女子生徒で、クラウド・ボール部に所属している。
『キグナスの乙女たち』からの登場人物で、一色家現当主の姪で前当主の孫である為、竜樹から実力は十師族に勝るとも劣らないだろうと判断されている。
前田 千鶴（まえだ ちづる）
第三高校校長である女性。国防軍の退役軍人で、高校時代の剛毅の一年先輩で今でも交流がある。年齢は43歳。
在学中は剛毅を含めて並み居る猛者をねじ伏せ実技トップに輝いており、剛毅をも上回る豪放さから未だに頭が上がらない女傑。
前田 京音（まえだ けいと）
第三高校の女性教師。『キグナスの乙女たち』からの登場人物で、2099年度に第三高校に入学した竜樹に、諸事情で風紀委員に就任できなかった茜に代わって風紀委員に就任するよう竜樹に告げる。

### 第四高校
黒羽 亜夜子（くろば あやこ）
声 - 日笠陽子（オーディオドラマDVD版）、内田真礼（魔法科高校の劣等生 LOST ZERO / 来訪者編）
四葉家の分家である「黒羽家」の長女で文弥の双子の姉。達也と深雪の一学年下の再従妹（はとこ）で、深雪とは3ヶ月しか年が離れていない。収束系魔法の適性が高く、「極致拡散」「疑似瞬間移動」などの魔法を高度に使いこなす。得意・不得意がハッキリしたタイプの魔法師であり、近接直接戦闘は不得意としている。
黒羽家は四葉における諜報・工作活動を統括しており、亜夜子も高校入学前からコードネーム「ヨル」として任務に就いている。真夜のエージェントとして折衝や工作も行い、中学3年生という若さながら情報収集や交渉術に長けている。自身の魔法特性を教わり、魔法師としての自らのアイデンティティを確立することができた経緯から、達也に恋愛感情を抱き文弥と共に慕っており、深雪とは年が近いこともあって互いにライバル心を抱いている。2096年に弟の文弥と共に第四高校に進学、その美貌と高い魔法力から四校のアイドル的存在となっている。
『メイジアン・カンパニー』では、魔法大学の2年生になっており、メイクと衣装を大人っぽく変えたことで、小悪魔の印象が強くなっている。また、2098年の九校戦ミラージ・パッドで七草泉美に勝利しながらも自分の得意分野で苦戦させられたことから、互いにライバル視している。
黒羽 文弥（くろば ふみや）
声 - 内山夕実（オーディオドラマDVD版）、加藤英美里（魔法科高校の劣等生 LOST ZERO / 来訪者編）
黒羽家の長男で、亜夜子の双子の弟。四葉家中では深雪に次ぐ次期当主候補No.2だったが、2097年に深雪が次期当主に正式に指名されたことで黒羽家の次期当主になる。精神干渉系の適性があり、相手の感覚に直接痛みを与える戦闘魔法「ダイレクト・ペイン」を使う。
女の子のような可愛らしい容姿であり、亜夜子との任務活動中は変装として女装させられている。コードネームは「ヤミ」。任務では亜夜子が諜報・潜入を担当し、文弥が戦闘を担当するという役割になっている。変声期による声色の変化も無いため、本人にとってはコンプレックスを感じる点である。再従兄の達也に崇拝と呼べるほどの思慕を抱いており、それを亜夜子によくからかわれている。真夜の意向で第四高校への進学が決まったが、元々は達也のいる第一高校への進学を希望していたため、かなりの未練を感じている。亜夜子と共に四校のアイドル的存在で特に上級生の女子からの受けが良いが、達也のような“クールで頼られる男”を目指している文弥自身は内心、不満に思っている。九島烈を世間の魔法師たちと同様に“老師”と呼んでいたが、この通称を達也が嫌い、烈を“閣下”と呼んでいるのを聞いて、自分も亜夜子と共に閣下派に転向するなど、行動や癖にも達也の影響を受けている。
『メイジアン・カンパニー』では、魔法大学の2年生になっており、身体的な成長から女装が難しくなったことで、一見しただけでは性別が判別困難なメイクと服装をするようになった。
傘下に加えた亜貿社の中で、有希とは達也の暗殺を巡る戦いで互いに周知しており、有希の意向を受けて自分の直属の部下として扱っている。
鳴瀬 晴海（なるせ はるみ）
第四高校の三年男子生徒で、雫の母方の従兄にあたる。今一つ地味な外見と「魔法バカ」的な性格の持ち主なため、女子生徒からの評価はいまひとつ。
四高の中では実技の成績はトップクラスであり、2096年度の九校戦には選手として出場したが本人は技術系志向であり、エンジニアとして参加を望んでいる。亜夜子の頼みを受けて達也と黒羽姉弟を仲介する役目を果たす。

### 魔法大学
東山 知時（ひがしやま かずとき）
『メイジアン・カンパニー』からの登場人物。魔法大学にある東山研究室というゼミを主宰しており、かつては夕歌もこのゼミに所属していた。また、元造の父方のいとこであり、達也や深雪とは親戚でもある。
鶴画 黄里恵
2100年度の魔法大学の2年生である女性で、一条将輝とは義理のいとこでもある。
『メイジアン・カンパニー』からの登場人物で、第三高校時代から一つ年上の先輩である一条将輝に恋心を抱いている。
酉位 真友（とりい まとも）
2100年度の魔法大学の2年生である男性で、『風』のエレメンツの血統である魔法師。
『メイジアン・カンパニー』からの登場人物で、琢磨とは2098年度の九校戦モノリス・コードで対戦しており、第九高校を卒業している。
魔法大学に入学してから『光』のエレメンツの血統であるほのかのことを知って、次第にほのかに恋心を抱くようになり、達也のことを知っても諦めずに、ほのかにアプローチし続ける。

### 十師族関係者

#### 四葉家
達也と深雪の実家。十師族の中では七草家と並び最有力勢力だが、徹底した秘密主義を敷いており世間には現当主の名前しか公開しておらず、その家風は良く言えば自主独立、悪く言えば唯我独尊と評されている。血統的な特徴として、精神干渉系魔法か、特異かつ強力な魔法のいずれかを身に付けやすい。四葉家本邸（旧第四研跡地）は旧山梨県の北西部にあるが、認識阻害の結界により外部からは発見されにくくなっている（最寄の駅は小淵沢駅）。他家にはない独自の風習がいくつかあり、分家は四葉と悟られないよう別の姓を名乗っており、「椎葉」「真柴」「新発田」「黒羽」「武倉」「津久葉」「静」の有力七家から構成されている（「司波」は深夜の結婚に伴い新設された）。また、四葉真夜誘拐事件の反省として四葉一族の重要人物には「ガーディアン」と呼ばれる護衛がつけられている。
2062年に起こった真夜誘拐事件の報復として単独で大漢を崩壊に追い込んだ通称「2062年の悪夢」により、全世界の魔法関係者からは「触れてはならない者たち（アンタッチャブル）」と忌避されている。
また四葉家には政府とは別に、凶悪犯罪を目論む（または犯した）魔法師のような「魔の闇に落ちた人間」を捕らえ、秘密裡に処分する役目を与えた非公式の秘密組織「元老院」と呼ばれる後援者がおり、その意向は現当主の真夜ですら無碍に扱えない。四葉家の工作活動には政府の要請以外にもその人物からの依頼であるものも多いようであり、実質四葉家が気にかけ、影響されることを受け入れている唯一の存在である。
四葉 真夜（よつば まや）
声 - 斎藤千和
四葉家の現当主。司波兄妹の実母である深夜の双子の妹で、達也と深雪の叔母にあたるが、2097年からは達也の戸籍上の母親となる（後述）。
およそ45歳（2097年2月4日時点で47歳）だが、若々しく妖艶な見た目をしている。「極東の魔王」「夜の女王」の異名を持ち、当代における世界最強の魔法師の一人と目されている。十師族としては東海地方、長野・岐阜方面の監視・守護を担っており、他の十師族当主のように表向きの家業には就いていないが私生活では主に魔法研究に努める。光の分布を偏らせる収束系統魔法を、生来の得意分野とする。
12歳の時に台北で大漢に誘拐され、魔法師の人工繁殖などを含めた非人道的な魔法師開発の人体実験に利用される。救出された後に実験で壊されていた精神を癒すため、姉の深夜によって精神構造干渉を用いて経験の記憶を知識の記憶へと変質させられた。この事件により生殖機能を破壊され喪失したことが理由で七草弘一との婚約は破談となり、記憶の変質で自分が自分以外のものに変えられた（＝過去の自分を殺された）と感じた事が原因で姉を憎み姉妹仲も険悪なものとなった。当主になりたてのころに「人造魔法師実験」を計画し、通常の魔法師としての能力を持たない達也はこのままでは四葉の中で生きていけないと実験体にして魔法師に仕立てた。性格は二面的で、情が深くおだやかな口調で話すも、暗殺や洗脳といった行為を日常的な口調で命じるなど、冷酷な性格でもある。また、かつて深夜と共に烈の教えを受けていた時期がある。
姪にあたる深雪を自らの後継者候補とする一方、達也を深雪のガーディアンという低い立場に置き、無関心を装いつつも彼を「最悪最凶の魔法兵器」と称し注視していた。これは自身の世界に報復したいという願いが母体である双子の姉に作用した結果、達也という世界を破壊する者が誕生したのだから、血が繋がっていなくとも達也は姉のではなく自分の子供であるという考えから、彼に対して歪んだ愛情を抱いている。司波兄妹の叛意を承知しており、兄妹が四葉を裏切らないよう策を巡らせ、深雪を次期当主に指名。その婚約者として達也が自分の息子であると世間に公表した。自らの専属執事である葉山に対しては、彼がスポンサーから派遣された監視役のエージェントという事実を踏まえた上で、公私共に信頼を置く。
七賢人の一人。四葉家を排除すべき脅威とみなしたエドワードによって四葉家の秘密を探る目的でフリズスキャルヴのアクセス権限を与えられていたが、ディオーネー計画の宣言後はその権限を停止させられる。
司波 深夜（しば みや）
声 - 井上喜久子
達也と深雪の実母で、真夜の双子の姉。旧姓は「四葉」。故人。世間では結婚もせず、子供も作らぬまま死去したとされている。
禁忌の系統外魔法「精神構造干渉」を世界で唯一扱う魔法師として、「忘却の川の支配者（レテのミストレス）」の異名で畏怖されていた。
真夜が計画した「人造魔法師実験」の実行役を担い、当時6歳の達也に「人工魔法演算領域」を植え付けた代わりに「強い情動を司る部分」を白紙化した張本人。深雪は「お母様自身も感情の一部を喪失している」と推測しているが、達也に対しては使用人同然に恐ろしく冷淡に接する。しかし追憶編の沖縄開戦時においては、実の息子である達也を自慢するような言い方もしていた。真夜の話では達也の魔法が暴走しないよう人造魔法師実験で感情を奪い取ろうとした際には最後まで抵抗の意思を見せ、結局息子を世界の破壊者にしないために実行し、自分の負担も惜しまずに彼の情動だけを取り除くよう配慮する。また、深雪が魔法を暴発させ、達也がコキュートスで止められないようにするため、深雪に達也への無関心を植え付けようと深雪の前で達也に対し冷淡な態度をとり、淑女として徹底的に教育を施す。
双子の妹の真夜とは仲睦まじい姉妹であったが、2062年の誘拐事件で心に深い傷を負った真夜を救うために父親に命じられて精神構造干渉を用いた結果、真夜からは恨まれることとなり、それ以来険悪な仲となった。また、事件前は真夜と共に九島烈の教えを受けていた時期がある。
過度な魔法の酷使によって10代から健康を損ね入退院を繰り返し、本編開始直前の2094年に死去している。
司波 龍郎（しば たつろう）
声 - 子安武人
達也と深雪の実父。旧姓は司馬。サイオン保有量が規格外に多いという魔法資質を持ち、その遺伝子に目を付けた四葉家によって深夜と結婚させられる。達也と深雪のサイオン保有量の多さは父親譲りであるが、CADの発達により本人はその資質を成果に結びつけられず、魔法師としては大成しなかった。
四葉家が正体を隠して出資し設立したFLTの開発本部長を務める重役で「椎原 辰郎」というビジネスネームを使用している。亡き妻である深夜の持ち株を相続して最大株主となっているが、実質的には次期当主候補である深雪の管財人に過ぎず、支配権は四葉家に握られている上に、四葉本家への出入りも認められていない。
達也とは互いに無関心、深雪からは深夜の死後半年もせず元恋人である愛人（小百合）と再婚したことや、達也を息子扱いしない点などで嫌悪されている。深夜の生前から仕事を表向きの理由として愛人宅で生活しており、再婚後もFLTにほど近い小百合のマンションに居住し、兄妹とは別居している。
司波 小百合（しば さゆり）
声 - 豊口めぐみ
司波龍郎の後妻。旧姓は古葉。龍郎とは同い歳で、深夜と結婚する前から恋人関係にあったが、四葉家の横車によって別れさせられ、深夜が死去するまで愛人の立場に甘んじていた。
魔法工学の研究者としてFLTに入社しながらも大した成果を上げられずに管理部門に異動させられた経歴から、研究者として華々しい成果を上げている達也に嫉妬と対抗意識を抱いており、義理の母親という立場から達也を利用しようと目論んでいる。深雪からは龍郎と同じく嫌悪されており、母ではなく他人の扱いを受けている。
四葉 元造（よつば げんぞう）
四葉家先々代（初代）当主。深夜と真夜の父で司波兄妹からは祖父にあたる。故人。妻の阿部 泰夜は2062年の事件以前に死去している。
九島烈とは親しい間柄だったようで、その縁で烈に深夜と真夜の家庭教師を務めてもらっていた。
2062年に大漢が真夜を誘拐した末に人体実験の実験台とした非道への報復のため、四葉の総力を挙げて復讐を成し遂げるも過度な魔法の酷使によって死亡。この際に行われた報復により「四葉に手を出してはいけない」というタブーを世界各地に知らしめる結果となった。また、元造達の死因である魔法の過剰行使により魔法演算領域の機能が損なわれる現象、『魔法演算領域のオーバーヒート』の治療法の開発に四葉が乗り出すきっかけともなった。
四葉 英作（よつば えいさく）
四葉家先代（二代目）当主。椎葉家現当主の父で深夜と真夜から見て叔父（元造の弟）に当たる。故人。
他人の魔法演算領域を解析し、潜在的な魔法技能を見通す精神分析系の能力を備えており、四葉に伝わる魔法演算領域分析系の術式の基を築いた。
生まれたばかりの達也の魔法資質を解析し、分家衆の反対を押し切りその有効活用を目指した。そのため、達也に幼少期から戦士としての訓練を徹底的に施した。
黒羽 貢（くろば みつぐ）
声 - 斧アツシ
四葉家中で諜報・工作を担当する分家筆頭「黒羽家」の現当主で、亜夜子と文弥の父親。黒羽重蔵（故人）と、元造の妹・夢女の息子で、深夜と真夜とは従姉弟の関係（司波兄妹から見た叔従父）。
我が子たちを溺愛する一方、二人が達也と親しくするのを快く思っていない。芝居がかった大仰な口調が特徴だが、暗殺を平然と命じ、時には部下を見捨てる非情な対応をとりながらその部下に対して甘いとも言える態度を取るなど矛盾した性格で、部下でさえも本心が掴めない。一方、黒羽家は本家当主への絶対の忠誠を刷り込まれているため、内心で真夜を畏怖しており、また後述の理由から達也と接する時（もしくは達也が関連する時）は感情的になることが多い。
達也の出生の秘密を知るが故に彼を「四葉の罪の結晶」と呼び、自分たちの身勝手な思いが作り出した怪物として忌避し、四葉家内に封じ込めておくことが自分たちの義務だと思い込んでいる。このことは新発田、椎葉、真柴、静の四家も同様である（武倉と津久葉は譲歩を見せている）。
東雲 吉見（しののめ よしみ）
四葉家の遠縁（と思われる）東雲家の娘で、黒羽貢の妻・「東雲 亜弥」の姪（兄の娘）で黒羽姉弟から見て母方の従姉にあたる。現在21歳だが大学などには通っておらず、高校も融通が利く通信制を卒業しており、在学中から黒羽の諜報任務に従事していた。キャスケットにサングラス、マフラーで人相を隠しているが、世界的に稀有な異能「サイコメトリー」能力者で、人体に残った想子情報体の痕跡を読み取ることができ、この能力で死者の記憶を読み取っている。吉見の能力こそが黒羽家の奥の手であり、異様な諜報能力の高さの秘密である。
黒川 白羽（くろかわ しらは）
黒羽家配下の魔法師で、若くて腕が立つという条件から工作員として文弥をサポートしている。甲賀二十一家の末裔で、奇術の方の空蝉の術と『照陰鏡（しょういんきょう）』という殺気を見る忍者技術に長けている。
津久葉 夕歌（つくば ゆうか）
津久葉家の次期当主である。魔法大学を卒業し、現在は大学院生。第一高校OGで、2091年二学期から半年間生徒会副会長を務めた。高校在学中は魔法力を隠していたが精神干渉系魔法全般に強く、母・冬歌譲りの高い適性を持つ。大学院では『魔法演算領域のオーバーヒート』を研究している。性格は親しみやすい口調だがドライなところがあり、自分のガーディアンが死んだ際にも悲しむより自分の護衛から解放されてほっとしているだろうと淡白な返答をした。
四葉家次期当主候補の一人で深雪との関係は中立的で相互不干渉、達也に対しても本当の能力を知っているため見下すようなことはなく、むしろ達也が一族内で忌避されている理由に興味を抱いている。新発田など分家衆から妨害を受ける司波兄妹を援護し、元々母共々深雪を推していたため予定通り大晦日の会食で候補を返上、深雪を当主に推薦した。
使用する魔法は想子の音で恐怖という情動を強制的に発生させ、精神を攻撃する「マンドレイク」。想子の音で広がるため物理的に音波を妨害してもとめられないが、魔法による音波遮断であれば軽減できる。
津久葉 冬歌（つくば とうか）
四葉家の分家である「津久葉家」現当主で、夕歌の母でもある。冬歌の母である津久葉彩歌と四葉元造が従兄妹の関係で、夫は入り婿である。
精神干渉系魔法を得意とし、特に「誓約（オース）」という特殊な魔法の第一人者である。「誓約」は被術者の同意の下、半永続的に被術者の精神活動を制限する効果を持つ。「誓約」の条件として施術者の意思によらない解除用の鍵を設定しなければならないが、相手の自我を維持しつつマインドコントロールが可能な利用価値の高い魔法である。
夕歌によれば「津久葉家」は「黒羽」や「新発田」に比べると、実力で一段劣るらしい。また一族の懸案事項となっている達也の処遇に対しても、他の分家当主が達也を忌避する中、武倉と共に譲歩の姿勢を表明している。
桜崎 千穂（おうざき ちほ）
夕歌の新しいガーディアンを務める女性魔法師で、調整体「桜」シリーズの一人にして奈緒の姉。穂波や水波とは異なる受精卵をベースにした、別の血統の第二世代で、年齢は水波より八歳上。
桜崎 奈穂（おうざき なお）
調整体「桜」シリーズの一人で、千穂の妹である。2096年の時点で15歳の少女で、子供のような外見をしている。過去の歴史的有名人の辞世の句を呟くことで発動する、独自のフラッシュ・キャストを使用する。コードネームは「シェル」。
姉の千穂とは違って魔法特性が護衛向きではなかったために、暗殺者としての訓練を受けて、2096年5月に家政婦兼暗殺者見習いとして有希の下へ派遣される。
新発田 理（しばた おさむ）
四葉の分家「新発田家」現当主で、元造の父方の従兄弟にあたる。武断的な気質の持ち主。
新発田 勝成（しばた かつしげ）
理の一人息子。第五高校OBで、魔法大学を卒業し今年防衛省に入省した23歳。高校在学中は魔法力を隠していた。
普通とされる、物質の密度を直接操作する収束系魔法「密度操作」を得意とする。事務職だが格闘戦にたけている。直系の血筋である達也を見下しておらず、その実力と有益性を把握している。琴鳴とは恋人同士であり、側に置きたいという理由から彼女をガーディアンにしている。
堤 琴鳴（つつみ ことな）
勝成のガーディアン兼恋人で、奏太の実姉。魔法大学卒の24歳。第五高校OBだが、勝成のため年齢を一歳誤魔化して高校に通っていた。
調整体「楽師シリーズ」の第二世代。「楽師シリーズ」は振動系魔法、特に音波に干渉する魔法を得意とする戦闘用に作られた魔法師である。琴鳴は攻撃的魔法より索敵や幻惑、探知妨害、ダメージ軽減を得意としている戦闘補助タイプである。「サイレントヴェール」「パッシブソナー」「音響爆弾」を得意とする。
2097年の慶春会で勝成と婚約する。
堤 奏太（つつみ かなた）
新発田勝成のガーディアンで琴鳴の弟。第五高校OBで、魔法大学二年生の20歳。ライブハウスでセミプロのミュージシャンとして活動もしている。身長170cm、体重62kg。
姉と同じ調整体「楽師シリーズ」の第二世代で音に関する魔法に高い適性を持つ。攻撃的な魔法である「フォノンメーザー」や「音響砲（アコースティック・キャノン）」を得意とする。
作間（さくま）
新発田家の使用人を務める初老の男性で、本家の葉山と同じような役割を新発田家で担当している。
葉山 忠教（はやま ただのり）
声 - 中博史
先代の四葉当主から引き続いて真夜に仕える序列第一位の執事長。外見は初老のようだが実年齢は70歳を越している。
他の執事達が各部門の統括責任者であるのに対して、葉山は当主専属の執事という立ち位置であり、彼女が仕事以外のプライベートや本音を含んだ会話をするなど公私にわたって信頼されており、彼女の名代として交渉にあたることもある。職業柄四葉の内情を知り尽くしていることから、達也の能力への理解も深く、彼に対して四葉家の直系として敬意を抱いており、達也に対して忌避感を抱く貢を逆に戒める発言をしている。
実力は高くないが実は魔法師で、その能力を給仕などに使っているとのことで、真夜をして「細やかな魔法の使い方では自分も敵わない」と言わしめるほどである。
実は元老院から監視役として派遣されたエージェントであり、当主にのみ知る秘密であるが、本人は長きに渡り苦楽を共にした経験から、元老院エージェントとしてより真夜の執事としての自分に重きを置いている。
花菱 但馬（はなびし たじま）
四葉家の仕事の斡旋を行う序列第二位の執事で、四葉が外部からスカウトした魔法師。四葉の内情を知る「内陣（インナー）」。魔法力は平凡だが実戦経験が豊富な退役軍人で、四葉の実働部隊（私兵）の統括、魔法関連の裏仕事のスケジュール調整や装備の支給も担当する、ある意味で四葉の司令塔の役目を果たす執事。
花菱 兵庫（はなびし ひょうご）
但馬の息子で、四葉家の執事を務めている。かつて身元を偽って、イギリスのPMSC（民間軍事会社）に潜伏していた。2097年4月14日の時点で日本に帰国しており、以降は達也の専属執事の役割を果たしている。
達也と深雪を主と認め、その補佐を忠実に務めており、逆に達也を息子とみなしていなかった父親の龍郎に対しては口調は慇懃ながらも軽蔑し見下した態度を隠そうとしていない。
紅林（くればやし）
四葉家の序列第三位「内陣（インナー）」の地位にいる執事で、「魔法科高校の劣等生 ドリームゲーム8」に登場する。五十代前後の外見の男性。四葉家において魔法師調整施設の管理を担当しており、調整体魔法師の製造設備だけでなく、後天的な魔法力強化施設も管理している。本人の性格と置かれた立場から、達也に対しても丁寧な態度で接する。
青木（あおき）
声 - 佐藤晴男
四葉家の序列第四位の執事で、財務を担当する。深雪に敬意を払う一方、同じ血を引く達也の能力をすべて知らされていない関係上、彼を使用人と同列にしか見ていない。
黒田（くろだ）
四葉家の序列第五位の執事で、外部の人材採用・スカウトと村外の不動産の管理を担当する。
白川（しらかわ）
四葉家の序列第六位の執事で、使用人の統括において葉山の補佐を担当する。夫人は本家の家政婦を統括しているメイド長。
木村（きむら）
四葉家の序列第七位の執事で、本拠地の村長代行と村内の不動産の管理を担当する。
小原（おばら）
四葉家の序列第八位の執事で、車の手配を担当する。達也に対しては比較的まともな態度をとるが、彼の能力を全て知らされていないため見下している。前歴は交通機動隊。
桜井 穂波（さくらい ほなみ）
声 - 遠藤綾
故人。遺伝子操作により魔法資質を強化された調整体魔法師「桜」シリーズの第一世代で、生まれる前から四葉家に買い取られている。警視庁に就職してSPをしていたが、2087年ごろから深夜のガーディアンとなり、身の回りの世話も担当していた。
司波兄弟からは姉のような存在として慕われていたが、大亜連合による沖縄侵攻時に艦砲射撃への防御力を持たない達也を守るために障壁魔法を酷使して死亡しており、彼女の死は感情のほとんどを失った達也にとってもトラウマとして心に残り続けている。
若宮 刃鉄（わかみや はがね）
調整体魔法師「鉄（くろがね）」シリーズとして生まれた男性。元軍人で、鉄シリーズの最高傑作とされていたが、12歳のころに「魔人兵士開発研究会」通称「魔兵研」のメンバーであった多中少佐によって強化兵士の実験体にされ、3年後に強化施設を脱走した。以後魔兵研のメンバーを憎悪し、フリーの殺し屋「リッパー」として活動していた。ナイフを使った高周波ブレードと術式解体を得意とする。
魔兵研のメンバーを狩り続けている最中に、偶然黒羽家から同じターゲットの暗殺を依頼されていた亜貿社のメンバーと一時対立するも、有希の判断により互いに不干渉という協定を結び、さらに若宮に目をつけた四葉家の使者として両角からスカウトを受ける。多中少佐の暗殺には護衛の仲間杏奈によって阻まれ失敗し、負傷するも黒羽家により救出された。以降は黒羽家の傘下として有希、奈穂とチームを組むことになり、文弥の意向で術式解体の向上のために九重寺にて八雲の高弟である巻雲に修行をつけてもらうこととなった。その際文弥から自分以上の術式解体の使い手として達也の話を聞かされ、戦慄を感じると同時に会ってみたいと興味を抱く。九重寺での修行後は剃髪してスキンヘッドとなり、粗暴な口調が矯正され丁寧で謙虚な態度となった。
四八 徹（よつや てつ）
『メイジアン・カンパニー』からの登場人物で、達也専用ジェット機の男性パイロット。
かつては「四十谷 徹（あいたに てつ）」という名前の国防空軍のパイロットだった。しかし、2097年8月のUSNA軍による巳焼島攻撃を座視した国防軍に失望し、国防軍を退役して四葉家の配下になった。その際、百家・四十谷家の出身であったことから、四十谷家と縁を切って、名字を「四十谷」から「四八」に改姓した。
古葉 敦也（こば あつや）
『キグナスの乙女たち』の登場人物。小百合の血縁者で、達也と風貌が似ていることから彼の影武者を担当している。

#### 七草家
七草真由美の実家。四葉家と並んで日本で最も力を持つ魔法師集団と見られ、日本魔法界の双璧の一つとして知られる。また、苦手とする系統が無いことを以って逆説的に万能の二つ名で呼ばれている。
十師族の中でも抱える魔法師の規模が最も多く、その規模を活かして東京方面で十文字家と協力して諜報の役割を担っている。また、十師族の中でも最も社交的と言われ、マスコミや政治家とのつながりも強い。魔法師の規模と政治力で四葉家と並んでいるように見えているが、魔法師としての強さは四葉家に及ばず、一部では数に物を言わせた政治力で四葉家と並んでいるように見せかけているとの評価もある。
七草 弘一（さえぐさ こういち）
声 - 森川智之
七草家の現当主。真由美の父親で、真由美の上には前妻の子である2人の息子、下には双子の娘がいる。右目は義眼であり、それを誤魔化すために色付きの伊達眼鏡を掛けている。表向きの家業はベンチャーキャピタル経営。現十師族当主の中では最も政界と繋がりが深く、謀略好きな性格で真由美からは「狸親父」と陰で嫌味を言われている。十文字家と共に伊豆を含む関東地方を監視・守護している（七草家が主に諜報、十文字家が戦闘という役割分担）。
魔法師としては四系統八種の各種魔法を発動直前の状態で保持、適時使用する「八重唱（オクテット）」という技術を得意とする。
年齢は四葉真夜より2歳上の、およそ47歳（2097年2月4日時点で48歳）。2062年時点では真夜とは婚約関係にある恋人同士であったが大漢による四葉真夜誘拐事件の戦闘により右目を失い、実験体にされた真夜が生殖能力を失ったことで婚約も解消された過去を持つ。現在でも元婚約者の真夜を意識しており、四葉家が十師族の中で突出した存在であることを恐れる数少ない一人で、七草家の勢力を四葉家より強くするため様々な画策をしている。四葉姉妹と共に烈から魔法を学んでいた時期があり、今でも「先生」と呼んでいる。一条家当主の剛毅とは性格が対照的だが、年齢的な違いから弘一は剛毅を「やんちゃな弟分」と見ている。
横浜事変での名倉の報告から達也と深雪を四葉の一族と確信、達也が非公式の戦略級魔法師である可能性にも至っている。四葉の弱体化を狙い、十師族のメリットになるという建前で人間主義者の反魔法師運動で国防軍を非難する運動を煽ったり、日本で暗躍している周公瑾と陰で手を組むなど、魔法師の敵対勢力を利用している。そのことから克人や娘の真由美から非難を受け、名倉が死亡した事件では真由美の詰問をはねのけたことから大きな不信感を抱かれている。
七草 智一（さえぐさ ともかず）
十師族「七草家」の長男。弘一の息子で真由美、香澄、泉美の異母兄にあたる。年齢は27歳。香澄から「兄貴」、泉美から「兄」と呼ばれている。既に学業を終えて、結婚もしており現在は別宅で生活している。魔法力で弟の考次郎には劣るが真由美とは同レベルであり、器用さは兄妹の中で一番である。良識的かつ真面目な性格で狡賢さには欠けるが、堅実な組織運営を得意とする。荒事に対しては不向きな面がある。
七草 考次郎（さえぐさ こうじろう）
十師族「七草家」の次男。弘一の息子で真由美、香澄、泉美の異母兄にあたる。年齢は24歳。魔法力は兄妹の中で一番である。現在は、旧第七研とは別に七草家が設立した魔法研究所に泊り込んでいる。
劇場版『星を呼ぶ少女』にも、名前のみ登場。大学時代の講師であった盛永から九亜の保護を依頼されるも、一旦はこれを拒否。しかしその直後に妹の真由美が卒業旅行で小笠原に来ていることと彼女のアドレスおよび私用の暗号化キーを伝え、間接的にではあるが九亜の救出に貢献した。
名倉 三郎（なくら さぶろう）
声 - 上田燿司
七草家の執事兼真由美の護衛。
元軍務経験者を思わせる身のこなしで、近接戦闘では真由美よりも一枚上手とされる。「名倉」の家系は魔法師開発第七研究所で開発された「七倉」の「数字落ち（エクストラ・ナンバーズ）」であり、現当主とは互いに、七草の「身内」だとは見なしていない。それゆえか弘一への態度はどこか事務的である。
第七研のテーマを実戦的でないと感じ、自ら群体制御にアレンジを加えた結果、液体に形を与えて弾にする技術を編み出すが、それにより同時に操作できる数が百を満たなくなってしまい、期待した性能を出せなかったことから数字落ちとなってしまう。実際は七草家最強の戦闘魔法師で、対戦した周にも黒羽貢よりも強いと評されている。
竹内 なずな（たけうち なずな）
声 – 渡辺明乃
真由美の母方の遠縁で、七草家の配下の魔法師。元空軍の輸送機パイロットで、現在は真由美のボディガードや七草家の自家用機のパイロットをしている。
劇場版『星を呼ぶ少女』に登場。

#### 一条家
一条将輝の実家。北陸と東北地方西半分の地域に強い影響力を持ち、その地方の魔法師を強いリーダーシップによって掌握している。これにより、現状で北海道や九州、沖縄に戦力を集中させざるを得ない国防軍を補完し、十師族のみならず、国防体制にも大きく貢献している。
一条 剛毅（いちじょう ごうき）
一条家の現当主で、将輝の他に2人の娘を持つ。石川県金沢在住。42歳。
一条家は海底資源採掘会社を表向きの家業としており、その会社の社長である。北陸・山陰地方を監視・守護している。
2092年における新ソ連の佐渡侵攻作戦に際し、将輝や現地指揮官だった酒井と新ソ連軍相手に激戦を繰り広げた経験を持つ（その後、強硬派の酒井とは対立の末、喧嘩別れしている）。
一条 美登里（いちじょう みどり）
将輝の母であり、剛毅の妻。一条家の屋敷はメイドや使用人を雇わない方針で、美登里が専業主婦をしている。「おばさん」と呼ばれるのを嫌い、真紅郎には名前で呼ばせている。
二十八家の一つであり、同じ第一研出身である一色家の傍系の出身だが、一色家の固有魔法である神経電流干渉魔法「神経電流撹乱（神経撹乱）」は使えず、長女の茜に適正が受け継がれている。
一条 茜（いちじょう あかね）
将輝の妹である小学6年生。真紅郎には嫁入りを申し込むほどの好意を寄せているが、兄の将輝には生意気な態度を取る。2096年に名門中学への進学を果たす。2097年の箱根テロ事件終結後に吉祥寺と共に東京へ行き、そこで将輝に対し深雪と会わせることを要求する。そこで、深雪の美貌に圧倒されるとともに、達也に対し得体のしれない恐怖を感じており、将輝に警告する。
将輝が四葉に婿入りした場合は、将輝の代わりの一条家次期当主に浮上している。
母親から一色家の固有魔法である神経撹乱の適正を受け継いでいる。そのため、新ソ連との戦争に敗戦し、日本に亡命してきた劉麗蕾の監視役に抜擢される。そこで、兄とともに国防軍小松基地で麗蕾と対面し、彼女を一目で気に入り「レイちゃん」というあだ名までつけている。兄が魔法大学に進学するころには中学三年生となり、麗蕾とも同じ中学に通う。
一条 瑠璃（いちじょう るり）
茜の下の妹で小学3年生。少しキツい性格をしている。

#### 二木家
二木 舞衣（ふたつぎ まい）
二木家の現当主。兵庫県芦屋在住。55歳。
表の職業は複数の化学工業会社と食品工業会社の大株主である。阪神・中国地方を監視・守護している。
これまでは現十師族当主の中では二番目に年長であったことから会議のストッパーを担っていたが、2097年2月4日に最年長の九島真言が十師族を退いたことで十師族当主の内最年長者が進行役を務める不文律に従い、新しい議長役となる。
二木 結衣（ふたつぎ ゆい）
二木家長女。

#### 三矢家
三矢 元（みつや げん）
三矢家の現当主。神奈川県厚木在住。53歳。
表の職業は、国際的な小型兵器ブローカーである。今も活発に活動し国防軍の魔法師にノウハウを提供している第三研の運用を、他の「三」の各家と協力して行っている。
「多種類多重魔法制御」を研究する第三研出身らしく、最大九つの魔法式を常時待機、最大九種類の魔法を同時に行使する「スピードローダー」という技術を得意とする。
外国との交渉を国防軍の「黙認」のもと行っているという経緯から、国防軍に対してある程度便宜を図らねばならない立場であり、そのため二十八家内では格下であるはずの十山家に対しても、国防軍の一員として従わねばならないため、十山家とその一員であるつかさには好感を抱いていない。
三矢 元治（みつや もとはる）
十師族「三矢家」の長男であり、同家の次期当主。詩奈の兄。

#### 五輪家
国家公認戦略級魔法師『十三使徒』の一人である五輪澪を擁する家。二つの戦略級魔法を開発した第五研究所出身で、戦略級魔法師である澪を抱えていることから十師族に選ばれている。
五輪 勇海（いつわ いさみ）
五輪家の現当主。愛媛県宇和島在住。49歳。
表の職業は、海運会社の重役で実質のオーナーである。四国地方を監視・守護している。
五輪 澪（いつわ みお）
十師族「五輪家」の長女で、東京で弟の洋史と同居している。虚弱体質であり、20歳を過ぎた辺りから移動には電動の車椅子を使用している。
国家公認戦略級魔法師「十三使徒」の一人であり、日本が公式に認定している唯一の戦略級魔法師でもある。戦略級魔法深淵（アビス）は半径数十メートルから数キロメートルにわたり、水面を陥没させる移動系の魔法であり、海上・海中の敵にとっての天敵となる。
五輪 洋史（いつわ ひろふみ）
十師族「五輪家」の長男であり、同家の次期当主。澪の弟。
好青年ではあるが、良い人すぎるために頼りなく感じてしまう。真由美の婚約者候補の一人ではあるが、両人ともあまり乗り気でなかった。結果として、2097年2月の師族会議の直前に縁談は破談した。歳下の克人には、同じ十師族の次期当主として劣等感を抱いている。

#### 六塚家
六塚 温子（むつづか あつこ）
六塚家の当主。宮城県仙台在住。29歳。
表の職業は、地熱発電所掘削会社の実質のオーナーである。東北地方を監視・守護している。
温子個人が真夜に憧れを抱いているところがあり、議論が割れた時は真夜の側に付くことが多い。四葉分家の新発田勝成が仙台の第五高校に通っていたことも好意を寄せている理由の一つであり、四葉とは友好関係にある。

#### 八代家
八代 雷蔵（やつしろ らいぞう）
八代家の当主。福岡県在住。31歳。
表の職業は大学の講師で、複数の通信会社の大株主である。沖縄を除く九州地方を監視・守護している。
八代 降雷（やつしろ たから）
雷蔵の弟で、兄を補佐している。国際社会からは、魔法師としてではなく電波工学の専門家として知られている。
『メイジアン・カンパニー』では、2100年に大学教授を辞めた後に、達也たちから2100年9月に開校予定の魔工院（魔法工業技術専門学院）の学院長への就任を依頼され、兄の雷蔵と共に達也のメイジアンへの方針を聞いたことで、条件付きで学院長への就任を承諾する。

#### 九島家
世界最強の魔法師の一人にして、日本魔法界の長老と呼ばれる九島烈を擁している。烈の威光により十師族の地位に選ばれ、同じ第九研出身である九鬼家、九頭見家からも盟主と敬われている。烈だけでなく、四葉家最高の魔法師にして世界有数の魔法師でもある司波深雪に匹敵する魔法力を持つアンジェリーナ・シールズと九島光宣も九島の血筋であり、『電子の魔女』で知られる藤林響子といった、最高クラスの魔法師を輩出している。反面、烈の息子であり、現当主の九島真言や光宣を除く彼の子供たちは十師族としては平凡で、勢力としても九島烈の威光に依存している部分もある。この現状に対する真言の劣等感が光宣の誕生に大きく関わっている。
九島 烈（くどう れつ）
声 - 清川元夢（第1期、第2期）→ 大塚芳忠（第3期）
九島家の重鎮。日本魔法師界の長老的存在で「老師」と呼ばれることが多い。21世紀の日本に十師族と言う序列を確立した張本人で、最高にして最巧と謳われ「トリック・スター」の異名を持っていたが、20年ほど前に世界最強の魔法師の一人と目されたまま第一線を退いた。以前は国防軍の少将の地位にあり、そのころの経験から十師族が表向きの権力を持たないよう推奨している。
元造と親しかった関係で、かつて深夜と真夜に魔法を教えていた時期がある。四葉の内情もある程度把握し、当初から司波兄妹と四葉の繋がりに気付いており、深夜が息子の達也に行った実験のことや四葉家の背後にいる“スポンサー”と呼ばれる人物のことも知っており、自らを兵器として捉える四葉の思想故に、その勢力拡大を危険視している。また七草家現当主の弘一も烈の教えを受けた時期があり、未だに師族会議に対して強い影響力があり第一線を退いてもなお、優れた技量を持つ魔法師に興味を示すなど魔法師の世界に関わり続けている。
息子の真言が九島家の現当主であり、その末子の光宣をある事情から大切に扱っている。孫の光宣の境遇から、魔法師を兵器とする行為を止めるべきと考えており、パラサイトを人型機械に憑依させた兵器「パラサイドール」の開発を行った。
九島 真言（くどう まこと）
声 - さかき孝輔
九島家の現当主で、烈の息子。奈良県生駒在住。64歳。
表の職業は、様々な軍需産業会社の株主、出資者、債権者。京都・奈良・滋賀・紀伊方面を監視・守護している。
「世界最巧」と謳われた父親と比べ、魔法力は十師族として突出していない。自分の子供たちも同様であり、その劣等感から末息子である光宣を人工交配と遺伝子調整によって生み出した。
九島 紫乃（くどう しの）
真言の妻で、光宣の戸籍上の母親。真言より一回り以上年下で、九島家の内でも外でも丁寧な言葉遣いをしている。
九島 玄明（くどう はるあき）
真言の長男で、九島家の次期当主。
九島 蒼司（くどう そうし）
真言の次男。光宣の7歳上（24歳）の異母兄。
魔法力は、祖父の烈や光宣に比べて平凡で、陰謀に関しても浅慮かつ現金である。十師族の一員であることにプライドを持っており、十師族から落ちた現状に不満を持ち、光宣を利用して四葉家を味方につけようと画策する。
九島 白華（くどう びゃっか）
真言の長女で、既に結婚して九島家を出ている。
九島 朱夏（くどう あすか）
真言の次女で、姉の白華同様に既に結婚して九島家を出ている。
九島 健（くどう けん）
烈の弟で、アンジェリーナの祖父。九島家の魔法「仮装行列」の腕前は、烈より優れていたとされている。
かつて兄の烈と共に、魔法師の権利保護の為に尽力し、百山と共に魔法師にも人間的な教育が与えられなければならないと強く訴えたが、その代償として事実上日本から追放される形でアメリカに派遣された。

#### 十文字家
十文字克人の実家。現在十師族の序列で第三位と言われている。『首都の最終防壁』を目標とした第十研究所の成果として、二十八家のうち、四葉、十山以外の二十五家と一線を画する戦闘力を誇り、一騎当千と呼ばれている。その分、情報収集などの諜報面では他家に遅れをとることもある。担当地域では七草家と共に東京首都を担当し、戦闘部分を担っている。
十文字 和樹（じゅうもんじ かずき）
十文字家の前当主。東京都在住。44歳。
表の職業は国防軍を得意先とする土木建設会社のオーナーである。七草家と共に伊豆を含む関東地方を監視・守護している。十文字家は有事の実戦闘要員としての性質が強い。
三年前から十文字家固有の魔法力低下の病に罹っており、2097年2月の師族会議の三ヶ月前に魔法技能を失っている。会議の冒頭で克人に当主の座を継承させることを申し出て、満場一致で承認される。
魔法技能を失った原因は十文字家が真の切り札としている魔法演算領域のオーバークロックに依るものであり、この技術は魔法演算領域のオーバーヒートを引き起こしやすい性質を持っている。そのため十文字家では、オーバーヒートの予防法が研究されている。

#### 七宝家
2097年2月の師族会議にて辞任した九島家に代わって十師族へ選出。

### 師補十八家・百家

#### 七宝家
七宝 拓巳（しっぽう たくみ）
声 - 玉井勇輝
七宝家当主で琢磨の父。日本国内における年次気象予測の第一人者という表向きの職業から、部下には「先生」と呼ばれている。きわめて慎重で思慮深い性格であり、七草への対抗心から十師族を目指す琢磨をよく諌める。
2097年2月の師族会議で辞任した九島家の代わりの補充メンバーとして真夜が（七草家の対抗勢力である）七宝家を推薦し、選定会議で二十八家が異議を申し立てなかったため、正式に新たな十師族当主となった。しかし十師族の他家とは規模に差があるようで、九島家の代わりに担った京都方面の監視について今後は『九』の各家と協調態勢をとっていく方針を、九鬼家と九頭見家の両当主に伝える。

#### 九鬼家
九鬼 鎮（くき まもる）
声 - 菊池康弘
師補十八家である「九鬼家」の前当主である60代の男性。烈を「第九研出身の家系」における盟主として尊敬し、烈の手足となるために早くに家督を長女に譲り、九頭見家の前当主と共に従っている。また、同様の理由から列を先生と呼んでいる。
九鬼 涼風（くき すずか）
遠縁から取った養女。旧第九研が古式魔法師を取り込むために利用した『忍術使い』の孫娘。九鬼家と遺伝的なつながりはあるが、血のつながりはない。
まりかとマジック・アーツ全国大会準々決勝で対戦している。

#### 十山家
十山（遠山） つかさ（とおやま つかさ）
十山家当主・信夫の息子。国防軍の暗部とされる情報部に所属しており、非合法活動や非人道的な行為にも抵抗はない。また、十山家と国防軍の実力者との密約から、曹長という階級にも関わらず強い影響力を持っているほか、同様の理由により遠山姓を名乗る。
十山家は防衛線突破後の重要施設防衛や要人保護を目的としているため、二十八家の中で国防軍中枢との関係が最も強く、国防軍のために二十八家同士の争いを起こすことも辞さない。そのため、特に三矢家からは二十八家内では格下である十山家にある意味従属せねばならないという理由で嫌われている。
十山家の魔法は、保護対象者の肉体を起点とした個人用魔法障壁の同時多数投射である。あらかじめターゲットが設定されているため、直接の視認も座標の再設定も必要なく、キャパシティの許す限り何人でも、何度でも障壁魔法を投射することができる。中央政府の要人を逃がすための「逃げ出すための魔法」だったが、国防軍情報部の開発したバイザーにより、味方兵士の識別信号をターゲットに魔法を展開できるようになり、国防軍の拠点防衛における重要な要素となった。一方、他人の肉体を起点に魔法を発動するという特性から、十山家の魔法師は先天的に複数の他人を自分と同一視するなど、自分のアイデンティティが曖昧になるという欠陥を持っていると同時に、集団に対する貢献欲が強くなっている。
十山 信夫（とおやま しのぶ）
十山家現当主で、つかさの父親。つかさの国防軍情報部と結託した達也への陰謀からの出来事を克人に伝え、つかさが達也との私闘で殺されてしまう前に克人への救援を依頼する。

#### 千葉家
千葉 丈一郎（ちば じょういちろう）
百家本流である「千葉家」の当主で、エリカたちの父親。娘のエリカからは「剣術以外は俗物」と評されている。
千葉 寿和（ちば としかず）
声 - 木内秀信
千葉家の長男で、エリカの腹違いの兄。警察省のキャリア組で、警部。秘剣・斬鉄を駆使し、さらに自らの愛刀「雷丸」を用いた迅雷斬鉄を奥義としている。面倒くさがりな性格でよく部下の稲垣から諫められる。
エリカからは過去の関係から父親同様疎まれているが、本人は妹として可愛がっており、エリカが自分や千葉家に対して屈服しないようにあえて挑発的な振る舞いをしている。不真面目でだらしないとエリカには思われているが、弟の修次との才能の差を理解しており、その差を埋めるために必死の努力を積み重ねてきた。
千葉 修次（ちば なおつぐ）
声 - 千葉進歩
千葉家の次男で、エリカの腹違いの兄。千刃流剣術免許皆伝の剣の達人で、「千葉の麒麟児」「幻影刀（イリュージョン・ブレード）」等の異名で呼ばれ、大亜連合軍では「幻刀鬼」の通り名で呼ばれている。父への反発から剣術以外の武術にも手を広げ、そのため千葉家では異端と呼ばれている。
防衛大学校に在籍中でありながら、3メートル以内の間合いなら世界でも十指に入ると噂される程の実力を持ち、その実績から予備役とはいえ少尉の階級を与えられている。得物は兄や妹のように専用の刀を持たずに、汎用の小太刀を使用する。
親としての責任を果たさない父や、父の振る舞いを当然のように片付けている兄と姉に不満を持ち、千葉家で冷遇されていたエリカに唯一優しく接し、エリカからも「兄上」の敬称で慕われている。また、千葉道場の門下生であった摩利と交際中だが、エリカの言う「小手先の技」に手を出しているのは摩利との交際が原因だと思われており、交際には反対されている。エリカには普段押され気味だが、時には兄としてはっきりと嗜める発言もする。
千葉 早苗（ちば さなえ）
千葉家の長女で、寿和たちの姉。異母妹であるエリカの高い剣術へコンプレックスを抱いており、姉妹仲は悪い。一方、同母弟である寿和が死亡したときは、その遺体を前に人目を憚らず号泣していた。

#### 吉田家
吉田 幸比古（よしだ さちひこ）
幹比古の父で吉田家の現当主。四人兄妹の次男に当たる。吉田家の家督の相続は以前は優れた技量を示したものに受け継がれるが、そのせいで儀式が血なまぐさいものになったため基本的に長男が家督を継ぐことになった。一方で、弟や従兄弟が長男より優れた技量を示し続けた場合は家督を譲るのが長男の徳という不文律が存在する。これにより長男より優れた技量を示し続けた幸比古が当主の座に着く。
現代魔法にコンプレックスを抱き忌避感を持つ吉田一族において、周囲の感情的反発を押し切って現代魔法の知識と技術を積極的に取り入れており、神霊に対する説明の際にも「情報量」、「独立情報体」といった現代魔法の言葉を用いている。
吉田 元比古（よしだ もとひこ）
幹比古の兄で、吉田家の次期当主と目されている。「星降ろしの儀」では、風神を喚起する腕前を見せている。喚起魔法では弟の幹比古が勝っているといわれているが、兄弟仲は良好。

#### 十三束家
十三束 翡翠（とみつか ひすい）
鋼の実母で、2096年から魔法協会の会長に就任している。十三束家が東京湾岸東岸地域を拠点としているため、家の事業を夫に任せ、自分は京都にて魔法協会の職務を担当している。UNSAからのトーラス・シルバー参加要請と新ソ連のディオーネー計画参加表明により、日本魔法界としても早急な対応が余儀なくされたことから、会長としてやむなく早急の対応を余儀なくされる羽目となり、会長権限を用いて臨時の師族会議を招集する。

#### 十六夜家
十六夜 調（いざよい しらべ）
百家最強と謳われる十六夜家の当主の弟で、当家最強の術者でもある。
『メイジアン・カンパニー』からの登場人物で、かなりプライドの高い性格で、元老院四大老の一人である樫和主鷹の側近を務めることで、プライドを満足させている。

### 国家機関関係者

#### 独立魔装大隊
風間 玄信（かざま はるのぶ）
声 - 大川透
陸軍一〇一旅団・独立魔装大隊隊長で、階級は少佐→中佐→大佐。その戦歴と率いる部隊の特殊性から、軍内では階級以上の待遇を受けている。
九重八雲門下の筆頭であり、師と同じく「忍術使い」に分類される古式魔法師だが、最も得意とするのは弟子入り前から修得していた「天狗術」である。達也の兄弟子であると同時に、達也とまともに戦いあえる数少ない人物の一人。魔法師としてはBランクのライセンスを持つ。
20代前半のころ、大越戦争時に大亜連合軍の先遣隊となった高麗軍に対し、ゲリラ戦で対抗していたベトナム軍に合流し、「大天狗」の異名で呼ばれるようになる。ただし、当時の軍首脳部は、大亜連合との正面衝突を避けたかったため、帰国後は出世コースから外された。旅団長の佐伯広海は大越戦争以来の気心の知れた上司で、内情の壬生勇三は兵舎を共にした戦友である。
達也とは2092年の沖縄で事件に巻き込まれた司波親子を事情聴取した際に知り合い、その後の大亜連合の沖縄侵攻時に達也と共闘したことから「質量爆散（マテリアル・バースト）」を目撃することになった。後日、国防軍の代表として佐伯と共に四葉家との達也の貸与交渉に同席している。以来、軍では達也の直属の上司となっており達也に八雲を紹介したのも風間である。
達也が四葉家次期当主の婚約者と公表されてからは達也の戦力に依存する危険性を感じ、距離を取ることを選択する。しかし、権力欲を持ち始めた佐伯の達也に対する利敵行為や達也が苦境に陥っている状況にも佐伯の立場を尊重して手助けを行わなかったことで達也への罪悪感と彼との協力関係が壊れることへの恐れを抱く。達也が独立魔装大隊を脱退することを告げた際には佐伯の命令で柳と共に達也を拘束しようとしたが、逆に行動不能にされ敗北。師である八雲に勝利した手腕を称賛した。それ以降、達也に敵愾心を抱くようになった上官の命令に、その本音を見透かしながらも軍人として従う。戦略級魔法師管理条約締結のためにマクロードに共謀を持ち掛けた際には、書状の内容を見て上官が達也を手駒として支配しようとしていると見抜き、軍人の論理としては納得しながらも、その結論に内心嫌悪感を示した。しかし、それらの謀略は四葉家から佐伯の不正行為を密告された蘇我大将により佐伯が処分されたことで白紙にされ、独立魔装大隊が独立魔装連隊に拡張改組される際に連隊長に任命され、大佐に昇格。その際、蘇我大将から佐伯との縁を切ることを要請され、これを受け入れた。
『メイジアン・カンパニー』では、独立魔装連隊に配属された摩利の上官として登場し、七草真由美の渡米における護衛任務を命じる。その際、魔法師の出国を制限する法律が存在しないことや、魔法師の出国に対するリスクを認めながら、魔法師の自粛を当然のものとし、軍が出国を妨害することをあってはならないことであり、軍の役目は国民の保護であり、出国する魔法師を守ることということを摩利に語っており、真由美たちの出国の妨害工作を企む情報部と正反対のスタンスを見せた。さらにその件にて情報部の犬飼が達也の友人たちに呪詛をかける計画を立てた際には、呪詛に対するけじめとして柳少佐に粛清を命じ、その場に居合わせた達也の部下である大門を通して達也へ国防軍の不始末は国防軍で始末をつけた旨を伝えた。この過剰反応には、古式魔法師として人に呪詛をかけるという行為への嫌悪があると大門から分析され、大門自身も呪詛のけじめとしては妥当とみている。
藤林 響子（ふじばやし きょうこ）
声 - 伊藤静
独立魔装大隊に所属する士官で、風間の副官を務める。階級は少尉→中尉。27歳。
古式魔法の名門「藤林家」の娘にして、十師族「九島家」の重鎮である烈の孫にもあたる（藤林家に嫁いだ母親が烈の末娘）。電子・電波に干渉する術式の扱いに長けており、「電子の魔女（エレクトロン・ソーサリス）」の異名を持つ。大隊のメンバーの中では達也以外で唯一九校戦に出場した経験があり、第二高校優勝時のメンバーでもある。
諜報向きの能力者であることから、部隊内ではもっとも年齢の近い戦闘魔法師である達也と行動を共にすることが多い。また深雪の目の前で達也をからかったりするなど、性格は小悪魔的な所もある。真由美とも面識があり、互いに名前で呼び合っている。
達也も参戦していた2092年8月の沖縄防衛戦で任官したばかりの婚約者を喪った過去を引きずっている。それまでは魔法研究者を志していたが、その一件を機に軍に入隊することになる。
2095年の横浜事変において千葉寿和と交流を持ち、かつての婚約者を除いて自分に対して気後れや打算を持たずに接してくる寿和に好意以上の好感を抱いていた。しかし2097年2月中旬の箱根テロ事件にて寿和が殉職したことで自分が円磨のもとに案内したことが死の一因であったこともあり、激しい後悔を抱く。達也が四葉家次期当主の婚約者と公表されてからは軍が達也と距離を置く方針を取ったことに不安を抱いており、さらに自分の異父弟にあたる光宣がパラサイト化したことや光宣が祖父の烈を殺害し、達也と深雪の身内とも呼べる水波を誘拐したこと、水波を取り戻すために行動していた達也を九島家や自分の父が達也を裏切る形で妨害したことで精神的に多大な負担を受ける。祖父の葬儀に現れた真夜、達也、深雪へ謝罪を行った際に、真夜から自分の魔法の可能性を指摘され勧誘されたこと、父の四葉家の敵対行動に対する佐伯少将の利敵行為の告発を求められた際に父がすでに承諾していたことに抗議し、逆に軍や佐伯に忠誠を尽くす動機があるのかと反問されたことで自分に軍人を続ける動機が無いこと、祖父の失脚以降佐伯から一旅団の権限を越える違法行為に利用されていることを自覚し、佐伯の不正行為を暴露し自らの気持ちに整理をつけることを選択した。佐伯が処分され、独立魔装大隊が独立魔装連隊に改組される中で国防軍を退役し、真夜の誘いに応じて四葉家に身を寄せ、彼女から直々に与えられた課題である「情報ネットワークの研究」取り組む傍らで、過去の交流から達也と組んで「仕事」をすることもあり、達也のチームのメンバーと見做されている。
『メイジアン・カンパニー』では、達也からの頼みでメイジアン・カンパニーの従業員となって、自分の後にメイジアン・カンパニーに就職した七草真由美と遠上遼介に事務長として指示を出している。
真田 繁留（さなだ しげる）
声 - 新垣樽助
独立魔装大隊の幹部で、階級は大尉→少佐。
主に魔法装備の技術開発を担当する。達也が設計したムーバル・スーツを設計以上の性能に組み立て上げたことを自慢している。外見は穏やかな印象だが、達也からは大隊メンバー中で最も腹黒いと評されている。
達也とは風間の部下として2092年の沖縄で対面しており、施設を案内するなど達也が魔法工学に興味を抱くきっかけを作る。
柳 連（やなぎ むらじ）
声 - 川原慶久
独立魔装大隊の幹部で、階級は大尉→少佐。
相手の運動ベクトルを先読みし、体術と魔法の連動によってそれを誘導、増幅、あるいは反転させる古式魔法転（まろばし）を得意とする他、地球の重力を瞬間的に遮断し自転の作用によって大型の装甲車すらひっくり返す加重系魔法千畳返しを使う。達也とまともに戦いあえる数少ない人物の一人。
真田とは憎まれ口を叩き合う間柄だが息は合っており、響子には「仲がいい」と冷やかされている。
山中 幸典（やまなか こうすけ）
声 - 丹沢晃之
陸軍一〇一旅団・独立魔装大隊の幹部で、階級は軍医少佐。
医師であると同時に、一級の治癒魔法師でもある。かなりの酒好きで、医者でありながら何か理由をつけては酒を飲もうとするので、大隊のメンバーからも呆れられている。
佐伯 広海（さえき ひろみ）
声 - 本田貴子
陸軍一〇一旅団の旅団長（階級は少将）兼創設者。2095年の時点で58歳。国防軍内における十師族批判の最右翼とされ、十師族に依存しない兵力の実現を目指している。本人は弱い魔法素質を持つものの、魔法師ではない。四葉家との達也の貸与交渉にて国防軍の代表であった縁から、国防軍の中では四葉家と連絡を取れる数少ない高級軍人である。また九島家からは烈の最大の政敵と認識されており、対立関係にある。
優し気な見た目だが、光の加減で銀色にも見える総白髪から「銀狐」と陰で呼ばれている。キャリアと実績により背広組や政治家の介入を阻んでいるが、国防陸軍における派閥争いに巻き込まれれば揚げ足をとられるほど派閥としては弱い。
当初は達也とは緩やかな協力関係にあったが、パラサイドールの事件で烈が失脚してからは、軍と達也との協力関係を阻害するような行動を取り始める。そして状況によって軍人、民間人の都合よく達也を扱おうとした結果、四葉家と国防軍の対立を深め、達也の独立魔装大隊からの離反も招き、風間ら独立魔装大隊の意向も半ば無視する形での行動も多かったため、彼らの不信感も招いた。烈の死後、その血縁にあたるリーナを四葉家が保護して以降は決別を宣言されたことも併せ、達也と四葉家に対する利敵行為も辞さなくなった。
以降、文民統制を半ば無視した行動を続けるが、四葉家から報復として呂剛虎の密入国を黙認した件や国防軍の予算を流用してパラサイドールの開発を続けていた証拠を陸軍総司令官の蘇我大将に告発された結果、彼女の進めていた計画は完全に白紙化。独立魔装大隊は一〇一旅団から独立させられ、それ以外の旅団を直接指揮して北海道の国境地帯へ実質左遷ともいえる命令を下された。1年で首都圏に戻ってきたが、その時には自らの影響力は一掃されていた。
木戸 乙葉（きど おとは）
佐伯少将の護衛を務める三十歳前後の女性士官で、階級は大尉。

#### その他の国家関係者
壬生 勇三（みぶ ゆうぞう）
声 - 山本格
紗耶香の父親。内閣府情報管理局にて、身分は外国犯罪組織を担当する外事課長を務めている。玄信とは兵舎を共にした元軍人の魔法師であり、年齢も同じ。風間からの信頼は厚く、軍事機密である達也についても風間から知らされている。
稲垣（いながき）
声 - 滝知史
魔法師の警察官で寿和の部下。千葉道場の門下生であり、上司である寿和には丁寧語だが、自分の方が歳上という理由から言葉には遠慮がなく、仕事に対し消極的な寿和の尻をよく叩いている。銃弾を加速させて標的を打ち抜く魔法を使う。
桧垣 ジョセフ（ひがき ジョセフ）
声 - 竹内良太
国防空軍の軍人。2092年の時点では、沖縄の先島防空隊、恩納空挺隊に所属する魔法師で、階級は上等兵→軍曹。愛称は「ジョー」。第三次世界大戦中、沖縄に駐留していた米軍人が残した子供達「レフト・ブラッド（取り残された血統）」の一人である。
金城 ディック（きんじょう ディック）
声 - 近藤孝行
防衛陸軍恩納基地空挺第二中隊隊員。階級は一等兵。ジョセフと同じくレフト・ブラッドの一人であり、その出自による疎外感の末に国防軍を裏切りアル、マークと共に大亜連合に寝返る。アニメでは、深雪たちを銃撃した直後に現場に駆け付けた達也の分解魔法で全員消滅させられた。
渡久地（とぐち）
声 - 山本格
防衛陸軍恩納基地空挺魔法師部隊隊員。階級は軍曹。学生時代はボクシングで国体に出場するほどの実力者。
南風原（はえばる）
声 - 小野友樹
防衛陸軍の恩納基地にある空挺魔法師部隊の隊員。階級は伍長→曹長。魔法抜きの肉弾戦では渡久地よりも優れたファイターで、個人を対象とする防御魔法に優れている。
2097年3月の沖縄の人工島「西果新島」の竣工パーティの際は五十里の護衛を務める。
上野（こうずけ）
東京を地盤に活動する与党所属の国会議員。壮年の男性でありながら議員としては若手に入る。魔法師に対して好意的な議員でも知られ、魔法大学の学外監事を務めたこともある。魔法師への好意は魔法師の力を自らの選挙活動に利用したいという実利的な理由が主であり、それ故日本の魔法師の代表である十師族には遠慮がちな態度をとる一方、同じ東京を活動基盤とする七草家との交流がとりわけ強い。
神田（かんだ）
声 - 深澤純
非魔法師の国会議員で、マスコミ受けを狙って魔法主義を唱えるている一方、心で魔法を批判しているというわけではない。
酒井（さかい）
声 - 霧生晃司
国防軍大佐。大亜連合に戦争で勝利することが平和につながるという思想を持ち、「対大亜連合強硬派」と呼ばれる派閥の代表的人物。その延長で、国防軍入りを志願する魔法科高生の増加を望んでいる。過激な思想が目立つも、日本への愛国心が根底の思にあり、たとえ立場的に敵対したとしても同じ日本人の同胞とは争わず、平和的な対応を務めるべきという考えを持つ。
2092年の新ソ連による佐渡侵攻事件では、現地の最高指揮官だった。佐渡奪回のための義勇兵を組織した一条家を支援していたが、逆侵攻を主張する酒井とそれを諌める剛毅とで口論となり、それ以後は一条家と交流を断っている。
矢口（やぐち）
国防陸軍松本基地所属の中尉で、対大亜連合強硬派の一員。
波多江（はたえ）
声 - 堀総士郎
国防陸軍宇治第二補給基地の大尉で、対大亜連合宥和派のリーダー。
犬飼（いぬかい）
国防陸軍情報部防諜課の課長で、つかさの直属の上司である。
『メイジアン・カンパニー』では、情報部の公にされない副部長に昇進しているが、恩田とは微妙な関係になっている。そして、メイジアン・カンパニーの七草真由美と遠上遼介がUSNAへ渡米するという情報を得て、魔法師の外国への出国を止める為に元老院四大老の一人である樫和主鷹と西園寺退役大将と共に面会し、樫和からの提案で達也の友人に呪詛をかけることで事実上の人質にするという卑劣な作戦を行うことになり、樫和からの比叡山の破戒僧への紹介状を書いてもらった。しかし、達也が地球に接近しつつあった巨大彗星をマテリアル・バーストで吹き飛ばしたことで、防衛大臣の鶴の一声で魔法師の出国を制限しないという決定が下された。しかし、樫和の威光を恐れるあまりに比叡山の破戒僧に達也の友人への呪詛を強行したことで、達也との関係の懸念や、それ以上に軍人でありながら国民に対して呪詛をかけるという行為への嫌悪から、自宅マンションに帰宅したところを風間大佐の命を受けた柳少佐に殺された。
恩田（おんだ）
国防陸軍情報部の特務一課の課長。階級は少佐だが、情報部の特務課は対外的には公表されておらず、風間にも知られていなかった。
南総収容所襲撃による犬飼の報告と同時に達也が灼熱のハロウィンを起こした戦略級魔法師である可能性を報告し、彼の「再教育」、すなわち洗脳を提案する。一〇一旅団の佐伯少将と個人的に繋がりを持ち、互いに情報源としている。
『メイジアン・カンパニー』では、情報部の中で表の部署に近い第一課に異動になっており、形式的には副部長となった犬飼に先を越された形になるも、公式な情報部として参謀本部に出入りするなど表舞台で活躍するようになり、どちらが先に進んでいるか判然としない状態になったせいで、犬飼とは微妙な関係になっている。
大友（おおとも）
国防陸軍総司令部参謀長。
佐伯から巳焼島への兵の配備計画を提案され、四葉家の私有地であることを理由に難色を示すも四葉家から戦力を取り上げようとする佐伯に愕然とする。しかし、四葉家からの密告を受けた蘇我大将により佐伯を内密に処罰することが決定し、自身の計画の巻き返しを狙った佐伯に対して逆に処罰となる命令を言い渡した。
蘇我（そが）
国防陸軍総司令官。階級は大将。
佐伯少将の進める巳焼島への兵の配備計画に不満を抱いており、対応に苦慮していたが、四葉家との会食に呼ばれた際に真夜から佐伯の呂剛虎の密入国の黙認、国防軍の予算を流用したパラサイドールの開発などの違法行為を報告され、内密に報告をしてくれた真夜に感謝を示し、佐伯の処罰を約束した。その際真夜の意見を聞き、独立魔装大隊を第一〇一旅団から独立連隊に昇格させることを防衛大臣に具申した。
西園寺（さいおんじ）
国防陸軍の大将で、退役前は総司令官の蘇我大将に次ぐ国防陸軍のナンバーツーであった初老の男性。
『メイジアン・カンパニー』からの登場人物で、七草真由美と遠上遼介をUSNAへと派遣しようとする達也の思惑を阻止したい犬飼によって、元老院四大老の樫和主鷹と面会する為の繋ぎとして担ぎ出される。

### 亜貿社（あぼうしゃ）
榛 有希（はしばみ ゆき）
政治的暗殺結社・亜貿社の構成員。年齢は達也より2歳年上だが、年齢よりも幼く見える。身体強化（フィジカルブースト）の異能を持つ先天的特異能力者。亜貿社でのコードネームはナッツ。
2094年4月7日の夜に、亜貿社からの命令でストリートギャングの青年を暗殺するが、現場を目撃した達也を口封じにしようとして返り討ちにされる。以降は、社長の両角からの命令で何度も達也を暗殺しようとするが、文弥に妨害されて失敗する。そして、亜貿社が文弥たちに襲撃され両角が拉致されたことをクロコから伝えられると、海外へ高飛びすることを決めてその手配を任せ、自身はけじめとして4月半ばの金曜日の早朝に達也の前に現れて名乗りを上げた後に襲い掛かった。しかしまたも一蹴され、達也の言葉と重圧に心底から恐怖して屈服する。なお、この時達也に消されなかったのは名乗った名前の響きゆえ（は『しばみゆき』）。そして、達也が去った後に駆け付けたヤミたちに拘束され、窓のない部屋で椅子に縛られた状態でヤミから亜貿社が自分たちの傘下に入ったことを聞かされた後、ヤミたちが四葉家の関係者だと聞かされて驚愕し、黒羽家への臣従を要求されたがヤミにのみ従うという条件で、黒羽家所属の戦闘要員となった。
鰐塚 単馬（わにづか たんば）
亜貿社に所属する青年で、有希の相棒兼サポート役。亜貿社でのコードネームはクロコ。情報収集を得意としており、有希が本当は人殺しを嫌っていることも察している。
有希の暗殺を目撃した司波達也の暗殺計画でも有希をサポートしていたが、有希が達也に完全敗北した同じ日にヤミたちに拘束され、黒羽家への臣従を要求された際には有希の判断に従うと答えた。そして、黒羽家の傘下に入った後も引き続き有希をサポートしている。
両角 来馬（もろずみ くるま）
政治的暗殺結社『亜貿社』の社長。亜貿社を「魔法師になれなかった忍者の受け皿」だと考えており、古式魔法師の一種だと分類される「忍術使い」を嫌っている。
経歴は「魔法師ではない忍者」の一人で、先天的な特異能力「千里眼」を有している。この異能は知りたいことの手掛かりが何処にあるのかぼんやりと見られる程度のものだが、その異能で政治家の私設秘書として暗躍し、やがて雇い主の懐刀まで昇り詰めた。その雇い主が政界引退すると、政治的な殺人を請け負う忍者結社『亜貿社』を設立した。
有希の暗殺を目撃した司波達也が九重八雲の庇護を受けていると知って、九重八雲の鼻を明かす為に手の空いたエージェントを総動員して司波達也を暗殺しようとした。しかし、亜貿社がヤミたちに襲撃された際に拉致され、ヤミたちから四葉家の名を聞かされたことで降伏し、以降は『亜貿社』は黒羽家の傘下となった。

### 進人類戦線
呉内 杏（くれない あんず）
進人類戦線のリーダーを務める26歳の女性。自分自身の時間を加速する特殊な異能『固有時間加速』の持ち主。
『メイジアン・カンパニー』からの登場人物。元老院四大老の一人である樫和主鷹の命で十六夜調の下へ赴き、さらに十六夜調に命じられ進人類戦線に参加し、二代目リーダーとなった。
深見 快宥（ふかみ やすひろ）
進人類戦線のサブリーダーを務める25歳の男性。祖父が第二研の数字落ち（エクストラ）。
『メイジアン・カンパニー』からの登場人物。数字落ちを冷遇する日本魔法界の現状への不満から、進人類戦線に参加する。

### その他の日本人
九重 八雲（ここのえ やくも）
声 - 置鮎龍太郎
達也や風間、遥などが師事している高名な「忍術使い」。身長177cm、体重67kg。
「忍術」と呼ばれる古式魔法の伝承者で、自らを「魔法師」と呼ぶのを嫌い、「忍び」の呼称を好む。また青波からは“果心居士の再来”とも評されており、この事から「今果心」の二つ名を持つ。姓は先代から受け継いだもので、本人曰く「数字付き（ナンバーズ）」とは無関係とのことだが、先代が第九研の実験に参加していた経緯から九島家とは因縁浅からぬ仲。「九重寺（きゅうちょうじ）」の住職として一応僧侶の身分でありながら、飄々とした雰囲気を纏いつつもどこか俗世の気配を滲ませた年齢不詳の人物である。寺は多くの門弟を抱える道場を兼ねており、毎朝通う達也に体術の手解きをしている。達也は正式な弟子ではないため指導は体術に限定されているものの、達也の相談によく乗っており、利害が一致している場合や八雲の気まぐれ次第でアドバイスなども行っている。また深雪のような美少女に目がなく、僧侶らしからぬ可愛がり方をしている。
弟子筆頭の風間や、自らの指導によって互角と言えるまでの身体能力を会得した達也でさえ未だに敵わない程の実力者。また「忍び」を自称するだけあって情報収集力は極めて高く、潜入任務に長けた亜夜子でも忍び込めなかった場所に軽々と潜入出来るほどの力量、魔法関係の知識の豊かさでも達也を驚かせるほどである。古式魔法の幻術を得意とし、特に秘伝である纏衣の逃げ水は九島家の秘術「仮装行列」の元になっている。各種幻術も得意分野らしく、「奇門遁甲」の原初の形の幻術を難なく使い、達也でさえ手玉にとるほどの力量を持つ。
牛山 欣治（うしやま きんじ）
声 - 田中完
FLT、CAD開発第三課の研究主任。実在しないエンジニアである「トーラス・シルバー」の片割れで、社内では「ミスター・シルバー」と呼ばれる達也と並んで「ミスター・トーラス」の異名を持つ。
トーラス・シルバーとしてはハード面の開発を担当し、ソフトウェア専門の達也から強く信頼されている。達也が「遊び」で考えた試作デバイスを丸一日で完成させるなど、無理にも応える高い技術力を持つ。
独立魔装大隊の真田と知り合ったことで自らCAD開発の道を目指した達也が足りないハードウェアの知識を補うために、FLTの管理システムにハッキングして目を付けた人材。後ろめたいことの多い龍郎を達也が脅して第三課に研修という名目で潜り込み、ループキャストシステム用CADの企画書を紙に出力して紛れ込ませるという裏工作によって自分の技術を牛山に見せたことがパートナーを組むきっかけとなる。
元々、厄介払い的な位置付けだった第三課が「シルバーモデル」の成果により高い発言力を社内で持つに至った経緯から、他の第三課のメンバーと共に達也を「御曹司」と呼び敬意を払っている。自社の重役である椎原龍郎の息子であることと実績から、将来は達也が次期リーダーとして自らの上司になると疑っていない（ただし、龍郎との親子関係は知っているものの、FLTと四葉家の事情までを知っている描写はない）。職人気質が強く、管理職になるのを嫌っているため、第三課の課長職に就かず、主任に留まったまま課をまとめている。2097年1月に達也が四葉家の直系であることを本人の口から聞かされるも、第三課のメンバーは経歴上、権力に背を向ける気質の人間の集まりであったため、達也の身分を気にすることもなく以前と同様に接する。
2097年5月31日に、FLT本社で達也と共にマスコミの前に現れてトーラス・シルバーの解散を宣言し、牛山はCADの開発を続行すると発表する。
司 一（つかさ はじめ）
声 - 千葉一伸
反魔法活動を行う政治結社「ブランシュ」の日本支部のリーダーを務める男性。義弟にあたる甲は、父親の再婚相手の連れ子である。
臆病な性格を隠すために芝居がかった言動をしている。「邪眼（イビル・アイ）」と詐称する光波振動系の洗脳用魔法（本当の「邪眼」は精神操作の系統外魔法）で紗耶香や甲を洗脳し、第一高校に工作活動を行っている。
北山 潮（きたやま うしお）
声 - 千葉俊哉
雫の父であり、資産家である北山家の当主である。実業家としては、「北方（きたがた）潮」というビジネスネームを使用している。ホクザングループの総帥として、財界のみならず政界にも強い影響力を持っている。また、青波のことを知ってあり、その恐ろしさを知る一人でもある。
雫にはかなり甘く、秘匿されているVIP専用会議室の入室コードやパス等を教えている。雫とは違い魔法の才能はないが、雫の魔法に対する情熱が強い。北山家お抱えのエンジニアを雇う等本格的で、毎年、金にものを言わせて九校戦の観戦もさせている。雫の親友であるほのかのことも可愛がっており、彼女に少なくない金額のお小遣いを与えておりそのことからほのかに少し苦手意識を持たれている。2096年度の一高の生徒会選挙では使い捨てのカード式の投票ボタンを提供するなど、魔法事業にも乗り出している。
北山 紅音（きたやま べにお）
声 - 京花優希
旧姓は「鳴瀬」。雫の母であり、振動系魔法で名を馳せたAランク魔法師。夫の潮を「潮くん」と呼ぶ。達也を気に入っている潮とは逆に、同じ魔法師として、破格の才能を持つ達也を警戒し、自分の子供たちが彼に近付くことで不幸に見舞われるのではないかと懸念している。かなりの毒舌家。
北山 航（きたやま わたる）
声 - 岩崎里菜
雫の弟で、雫の2年進級時に小学6年生になる。姉の雫を慕っており、魔法の素養を持たないが、姉の役に立つために魔法工学を学びたいと考えている。雫の帰国パーティーで達也と知り合い、親しくなる。
黒沢 智恵理（くろさわ ちえり）
声 - 優希知冴
北山家に雇われている、ハウスキーパーの女性。クルーザーやヘリを操縦できるなど、多彩な技術を持つ。
劇場版『星を呼ぶ少女』にも登場し、そこで初めて外見が描かれている。
伊達 三郎（だて さぶろう）
声 - 山下誠一郎
元空軍パイロット。二十代の青年。初のスクランブル出動がトラウマになり、退役。その後、北山家にパイロットとして仕える。腕は雫に認められるほどであるが、どこか気弱。
劇場版『星を呼ぶ少女』に登場。
西城 花耶（さいじょう カヤ）
レオの実姉。魔法の才能は持たない非魔法師。弟のレオのことは可愛がっているが、同時に魔法師である彼に対し恐怖心も抱いており、レオ本人もそれに気づいている。
アンナ=ローゼン=鹿取（アンナ=ローゼン=かとり）
エリカの母親にして千葉家現当主の妾であり、ドイツ人の父と日本人の母が駆け落ちして生まれた。故人。
小和村 真紀（さわむら まき）
メディアに大きな影響力を持つ「カルチャー・コミュニケーション・ネットワーク」社長の小和村喜夫（さわむら よしお）の娘で、人気の若手女優。魔法師の「新秩序（ニューオーダー）」を築くために、琢磨を同盟と称するも、実際にはおだてて利用していた。琢磨がほのかと雫を味方につけられるように、雫の従兄の恋人として接近する。女優としての実力は高く、自らの本音と行動を切り分けられるほどの技量を持つ。
近江 円磨（おうみ かずきよ）
150年前に大陸から帰化した道士の末裔である古式魔法師で、表向きは反魂術に精通する魔法研究家をしている。「人形師」の異名を持ち、死体を操り人形に変える禁断の魔法を使うと噂され、魔法協会からも要注意人物に指定されている。
藤林 長正（ふじばやし ながまさ）
藤林響子の父親で、古式魔法師の名門である藤林家の前当主。光宣が、真言とその妹である自身の妻が精子と卵子を提供した末に生まれた子供であると知っており、光宣を藤林家の一員であると考えている。
2097年7月12日に光宣が潜伏していた青木ヶ原樹海のアジトに突入した司波達也の前に現れて、光宣を逃がすために襲い掛かるが、達也の分解魔法で体に穴を穿たれてしまい、それでも『蹟兵八陣』に宿る死者の残留思念を利用して達也を迷わせようとしたが、達也の新魔法『アストラル・ディスパージョン』で死霊たちを分解され、意識不明の重体の状態で駆け付けた黒羽家に確保された。その後、四葉家の息のかかった病院に入院していたが、見舞いに来た響子に達也を襲撃した代償として佐伯少将の弱みとなる情報を四葉家に提供するように告げて、響子が渋る様子を見せると自身と総領息子の長太郎も承諾していると答えて、結果的に響子が国防軍を退役する切っ掛けになった。その後、達也を襲撃した責任を取って藤林家の当主の座を弟の大門に譲った。
藤林 大門（ふじばやし ひろと）
藤林家の現当主で、響子の叔父である。
『メイジアン・カンパニー』からの登場人物で、兄の長正が達也を襲撃した責任を取って藤林家当主を引退したことで、藤林家の当主となっただけでなく達也の個人的な配下として働いている。

### 元老院
東道 青波（とうどう あおば）
旧第四研のオーナーである老人で、四葉家のスポンサーを務める元老院の一人である。四葉家だけでなく、烈や八雲とも繋がりがあり、八雲からは「青波入道閣下（せいはにゅうどうかっか）」と呼ばれている。
八雲や烈が逆らえない人物として描写されているほか、かなりの資産家でもある。
魔法師を“作品”と呼び、実験動物として扱うことも厭わないだろうと八雲に思われている。達也のことも知っており、彼を“（魔法師として）一つの究極”と評している。元老院の意向を代表して四葉家や達也に伝える役目を担っており、妖魔の扱いに関しては他の面々よりは理解があるようで、達也の光宣への対応も理解を示すだろうと八雲からは評されている。
『メイジアン・カンパニー』では、元老院を束ねる「四大老（しだいろう）」の一人であることが判明している。USNA軍を退役したリーナを養女にして「東道理奈」という日本国籍を与えたが、経済的な支援は与えていない。
樫和 主鷹（かしわ かずたか）
元老院四大老の一人である老人で、犬飼たちから「先生」と呼ばれている。また、「十六夜家」の当主の弟で、当家最強の術者でもある十六夜調を配下にしている。
『メイジアン・カンパニー』からの登場人物で、七草真由美と遠上遼介のUSNAへの渡航を懸念する国防陸軍情報部の犬飼たちが、東道青波と元老院の意向を確かめようと西園寺退役大将を窓口にして、樫和を超一流レストランでの食事に招いたことで、犬飼と西園寺と面会する。そして、東道が司波達也たちに肩入れしすぎていると話し、達也の友人に呪詛を行って事実上の人質にしようと話を誘導し、犬飼に比叡山の破戒僧への紹介状を書いた。
安西 勲夫（あんざい いさお）
元老院四大老の一人で、配下の早馬と俊彦から「御前」と呼ばれている。
『キグナスの乙女たち』からの登場人物で、アリサと茉莉花を配下として引き入れるように、早馬たちに命じている。

### USNA
レイモンド・S・クラーク
声 - 河西健吾
雫の短期留学先であるバークレーの魔法科高校に通う白人の少年。特技は速読と暗記。雫に気がある様子で、彼女を「ティア」と呼ぶ。
良くも悪くも子供っぽい性格で、愉快犯的な感覚で後述の七賢人として行動する。また、雫と達也が友人関係であることを知りながら、達也を追い込むために来日した際に、雫の家に押し掛けて言い寄るなど他人への配慮に欠け、自分の嗜好や快楽を優先する向きがある。
魔法師としては学内ではトップクラスで、フリズスキャルヴへのアクセス権を持つ世界に7人しか存在しない七賢人の一人であり、その称号の証として「レイモンド・セイジ・クラーク」とも名乗る。自身は世界に影響を与えるほどの超一流の魔法師ではないことを自覚しており、フリズスキャルヴを使って“ヒーロー達”に情報を与え、彼らと一緒に冒険した気分を味わうことを生きがいとしており、事件を未然に阻止するような情報を与える気はない。現在は、同じ七賢人であり反魔法主義のジードを敵視している。
オタクの気があり、非公開の戦略級魔法師である達也に「破壊神（デストロイ）」という二つ名を名付けている。また、七賢人という名称もレイモンドが自らを含む7人のフリズスキャルヴのオペレータにちなんで便宜的に名付けているだけであり、対外的に七賢人という名称を名乗っているのはレイモンドだけである。
レイモンド自身は、フリズスキャルヴを演出家やシナリオライターなどの“裏方”が使うツールだと考えている。
エドワード・クラーク
USNA国家科学局所属の学者で大規模情報システムの専門家。非魔法師。エシュロンIIIの中心的な設計者でフリズスキャルヴの製作者。エシュロンIIIの製作者であることから機密保持のためUSNA政府から実質飼い殺しの状態にされているが、本人は意に介しておらず、情報を制することで自分を中心としたUSNAとその同盟者による世界の覇権を目指している。
エンタープライズの動力源に二十人近い魔法師を一つの魔法に投入することで、原子力空母にも劣らぬエネルギーを生み出している。しかしそれは複数の魔法師の魔法演算領域を強制的にリンクさせ、魔法師の自我を喪失させる危険性があり、国家の利益や覇権のためなら魔法師を道具として使いつぶすことも厭わない。
ポール・マクシミリアン
大手CAD開発メーカー『マクシミリアン・デバイス』の社長。エドワード・クラークが『ディオーネー計画』の推進に必要な人材の一人として、名が挙げられている。
ミカエラ・ホンゴウ
声 - 白石晴香
スターズに先立って日本に送り込まれた日系アメリカ人の諜報員。本職は放出系魔法を研究する国防総省所属の魔法研究者で、テキサス州ダラスのダラス国立加速器研究所で行われた「マイクロブラックホール生成・蒸発実験」に参加していた。内気な性格をしている。愛称は「ミア」。
共同研究の名目で来日した偽学生とは別口で、マクシミリアン・デバイス日本支社のセールスエンジニア「本郷未亜」としても魔法大学に潜り込んでいる。実はパラサイトに寄生された白覆面の吸血鬼であった。第一高校に潜入した際に達也たちと交戦して器である肉体を自爆させて消滅し、パラサイトは新たにピクシーを宿主として潜伏する。以降は彼女の項目を参照。
9・10巻の短期登場だが以降の続刊でもキャラクター紹介に準レギュラー扱いの顔イラスト有で載せられている。
ヴァージニア・バランス
声 - 田中敦子
USNA統合参謀本部情報部内部監察局第一副局長。階級は大佐。任務においては冷徹だがそれ以外には常識的で、リーナからおばさん扱いされたと思い、拗ねた様子を見せるなど愛嬌ある一面もある。
ポール・ウォーカー
USNA軍大佐で、スターズ本部の基地司令であり、非魔法師としてスターズを管理する立場にある。スターズの隊長クラスの行う戦闘訓練によって備品がよく破壊されることに、総隊長であるリーナに愚痴と嫌味をこぼしている。
スターズの一部がパラサイトと化して総隊長であるシリウス暗殺の叛乱を起こした際に、自身も達也を脅威とする認識をパラサイトによって思考誘導され、パラサイトたちに便宜を図り、リーナの側についたカノープスとシャウラをミッドウェー基地の監獄に収容させた。
クレア
声 - 渡部紗弓
USNA軍統合参謀本部直属の魔法師部隊「スターダスト」捜索班（チェイサーズ）のハンターQ。Qは17番目を意味する。サイオン波のパターンを識別し、その痕跡を感知する技能を植え付けられた強化魔法師。
クレアは仮名で、コード名で呼ぶのを嫌ったリーナが便宜的につけたもの。
レイチェル
声 - 市ノ瀬加那
クレアと同じく、スターダスト捜索班のハンターR。Rは18番目を意味する。サイオン波のパターンを識別しその痕跡を感知する技能を植え付けられた強化魔法師。
レイチェルは仮名で、コード名で呼ぶのを嫌ったリーナが便宜的につけたもの。
ジョー＝杜（ジョー＝ドゥ）
USNAの非合法工作員。USNAからはジョセフ・ドゥと呼ばれている。顧傑を日本側へ渡さないためにUSNA軍から顧傑の逃亡の幇助、および暗殺の命を受け、活動していた。幾重もの手段を準備し、十師族の追っ手を回避するほどの高い能力を持つ。
2097年2月に座間基地付近で四葉の襲撃を受けた顧傑を救助し、以後彼の逃亡の手段を手配。水陸両用車で顧傑を日本領海外の目前までおびき出したが、日本の巡視船に捕捉され、顧傑の暗殺を試みるも、顧傑に仕込まれた術式により死亡。傀儡にされて巡視船を強襲し、真由美の魔弾の射手で沈められる。
アビゲイル・ステューアット
ショーマット魔法研究所のCPBM（荷電粒子線魔法兵器）研究室のリーダーで、場版特典『美少女魔法戦士プラズマリーナ』に登場する。見た目は美少年だがれっきとした女性であり、愛称は「アビー」。魔法研究の参考として魔法少女モノのアニメを見ているため、『OTAKU』と呼ばれている。
ムスペルスヘイムを開放型として放つ軍事魔法『メタル・バースト』と『ブリオネイク』の研究に取り組んでいた際に、スターズ候補生であったリーナと出会う。ムスペルスヘイムを使える彼女に協力を依頼し、『メタル・バースト』を発動してもらった結果、想像以上の破壊力から『ヘヴィ・メタル・バースト』に改名。その後、実戦投入した際に戦略級魔法として十分な破壊力を有していることが判明したため、スターズ本部から『ヘヴィ・メタル・バースト』と『ブリオネイク』の早急な完成を要請される。
2097年8月に達也とUSNA政府との交渉で、恒星炉技術の実地体験のための巳焼島への技術者の派遣メンバーに選ばれ、巳焼島でリーナと再会、そして達也と出会いを果たし、互いに相手の功績へ感嘆を抱いた。
『メイジアン・カンパニー』では、USNA・カリフォルニアで起こった魔法テロの被害者の容態を回復するために、アリアナ・リー・シャウラ中尉と共にUSNAへ渡米した達也と深雪と再会する。
ホースヘッド分隊
USNA軍統合参謀本部直属の非合法工作、暗殺専門の魔法師部隊、通称『イリーガルMAP』の3つの分隊の一つ。イリーガルMAPの特徴として対人戦闘に優れており、ホースヘッド分隊は対大亜連合を目的としている。指揮系統としてはスターズと兄弟部隊とも言える。新ソ連の重要人物を過度に暗殺しすぎたせいで新ソ連との局所的戦闘『アークティック・ヒドゥン・ウォー』を引き起こしたとされ、USNA内部でも危険視されるようになり、ミッドウェー監獄に収容されていた。
メンバーは10人で、部隊長の「アル・ワン」、副隊長格の「バート・リー」、他隊員の「チャーリー・チャン」、「イギー・ホー」、「ヘンリー・フー」、「ゲイブ・シュイ」、「ジュリア・マー」、「エリー・チャン」、「フランク・ウー」、「ドン・ヤン」
ワイアット・カーティス
USNAバージニア州の上院議員で、『影のCIA長官』と噂される程の保守タカ派の大物政治家である。ベンジャミン・カノープス少佐の祖母の弟。
マイケル・カーティス
USNA軍の大佐であり、原子力潜水空母『バージニア』の艦長を務める。ワイアットの甥。
リアム・スペンサー
USNAの国防長官で、クラークがエシェロンIIIにしかけたハッキングシステム「フリズスキャルヴ」の存在を把握しており、USNA内部でも警戒勢力と見なされていた七賢人の正体も把握していた。
ミッドウェー基地とパールアンドハーミーズ基地の襲撃を受け、達也暗殺を強行する決断をしたクラークにUSNA国籍を持つ「人間」を作戦に使わないことを条件にクラークの巳焼島への奇襲作戦を許可した。計画が失敗した三日後の8月7日に来日し、マスコミを騒がせた。その際USNA大統領の達也宛の親書を預かったリーナから達也の返事を預かる役割も担っていた。
『メイジアン・カンパニー』では、2100年秋に開催される大統領選挙に立候補している。
ジェフリー・ジェームズ
USNAの国防長官つき秘書。2097年8月7日にスペンサー国防長官と共に来日し、達也とUSNA政府を代表しての交渉を行った。性格的に達也と同類のようで、互いに共感と同族嫌悪を抱いた。
『メイジアン・カンパニー』では、スペンサー国防長官からの使者として度々、巳焼島を訪問している。そして、七草真由美と遠上遼介が日本に帰国した後、USNAのカリフォルニアで発生した原因不明の魔法テロへの対処を達也に依頼する為に巳焼島を訪問し、達也にUSNAへ渡米しての事態の対処と解決を依頼する。そして、カリフォルニアのバークレーのホテルでアビゲイル・ステューワットとアリアナ・リー・シャウラ中尉を連れて、訪米した達也と深雪と再会する。

#### スターズ
アンジェリーナ・クドウ・シールズ
声 - 日笠陽子
スターズ最強の魔法師にして、十三使徒の一人「アンジー・シリウス」のコードネームを持つ。階級は少佐、プライベートでの愛称はリーナ。九島烈の弟を祖父に持ち、九島の秘術である対抗魔法仮装行列（パレード）を用いる。普段の容姿は金髪碧眼だが、パレードの使用中は赤髪、金眼に外観を偽装し、その姿を「アンジー・シリウス」としている。
深雪からはライバルと認められている。
戦闘以外の部分は全体的に抜けており、料理のスキル等はなく、若きエリートであるゆえに世間知らずという面もある。ただし、スターズに入る前にバンド経験があるようで、歌唱力は高い。達也に対しては交流が深まるにつれ、よくつっかかるようになり、吊り橋効果など様々な要因から彼を意識するところが多々ある。「世界最強の魔法師」という立場に責任を感じ、自分にしかできないことであると軍の任務を遂行していたが、達也と深雪との出会いで自分ひとりで背負う必要がないことを知る。
時系列では来訪者編の直後である、劇場版『星を呼ぶ少女』にも登場する。来訪者編最後にて司波兄妹に別れを告げ、帰国したのもつかの間、参謀本部の命令を預かっていたシルヴィアからホノルルへ向かうよう言われ、再び日本の地である『南盾島』を訪れることとなる。
本編にて帰国後、パラサイト化したスターズ隊員たちによる反乱後は日本に逃れ四葉家に匿われる。7月10日に巳焼島から東京に呼び戻され、達也から依頼された深雪の護衛のために再び第一高校に編入する。スターズ内部のパラサイト勢力の一掃後は退役し、日本に戻ってからはUSNAと達也のパイプ役として、そして深雪の護衛という名目で常に達也たちと行動を共にする。一高を卒業してからは魔法大学に進学し、そこでも深雪と行動を共にする。
『メイジアン・カンパニー』では、東道青波の養女となり、「東道理奈（とうどう りな）」という日本名で日本に帰化している。2100年4月に設立された一般社団法人『メイジアン・カンパニー』の理事となるが、代表権は持っていない。そして、七草真由美と遠上遼介がUSNAへ渡航するのに合わせて、二人をUSNA内部の政治勢力から秘密裏に護衛する為に、USNA軍が用意した『リナ・ブルックス中佐』という肩書きでUSNAへ帰郷し、カノープス大佐やミルファク大尉やソフィア・スピカ少尉の助けを借りて、達也とスペンサー国防長官との繋がりを断とうとするリベラ上院議員の選挙スタッフが差し向けたFBIの非合法エージェントを撃退する。そして、ミルファクとソフィアとカノープスに別れを告げて日本へ帰国する。
ベンジャミン・カノープス
声 - 山野井仁
スターズの一等星級魔法師にしてNo.2。階級は少佐、愛称はベン。スターズ第一隊の隊長で、アンジー・シリウス不在の際に総隊長を代行兼務する。大統領次席補佐官のケイン・ロウズと血縁関係にあり（父親同士が従兄弟で母親同士が再従姉妹）、バランスからベンジャミン・ロウズと呼ばれていた。
剛健でありながらスマートな雰囲気を身に纏う40歳前後の男性でリーナより2つ歳下の娘を持つ。スターズの中でも有数の常識人。
2097年6月18日の早朝に、スターズ第十一隊のシャウラ少尉からの報告を受けてアルゴル少尉やミルファク少尉を含めた四人でリーナの救出に向かい、リーナを基地から脱出させることに成功するが、アルゴル少尉やシャウラ少尉と共に捕らえられる。そして、略式裁判の末にミッドウェー島の魔法師用軍事刑務所に送られることになった。しかし、ワイアット・カーティスからの依頼を引き受けた達也によって7月22日にアルゴル少尉やシャウラ少尉と共に軍事刑務所からの脱獄に成功し、原子力潜水空母『バージニア』に収容された。カノープスの脱獄を受け帰国することとなったリーナが『バージニア』に送り届けられ、再会を果たす。リーナと情報交換を行った後、リーナと共に反撃に転じ、パラサイトに協力していたウォーカーを更迭。参謀本部から懲役刑を取り消され名誉を回復し、代わりのスターズの司令官代行に任命され、大佐に昇格することが決定した（この判断にはカノープスと同行していたカーティス上院議員の存在が大きく影響している）。その直後にリーナから退役届を渡され驚愕するも、リーナの過去を振り返る形で彼女の人生が軍に縛られていたこと、彼女がもう脱走者や犯罪者の処理をしたくないと本音を語ったことで何も言えなくなる。リーナが日本に戻るつもりであることを理解し、戦略級魔法師の国外流出が頭をよぎるも、これまでのリーナの境遇から引き留める気が起きず、日本で残りの高校生活を送るというリーナの言葉に心からの祝福と共に彼女を見送った。
『メイジアン・カンパニー』では大佐に昇進しており、新設されたスターズ総司令官に就任している。
戦闘では日本刀形態の武装デバイスを用い、刀と分子ディバイダーを併用した戦闘スタイルをとる。また、前総隊長のウィリアム・シリウス在任時からカノープスのコードを得ており、ウィリアムの戦死後は新たなシリウスが選ばれるまで総隊長を代行していた。その時に当時まだスターライトとして准尉の地位にあったリーナと上官という立場で出会っている。戦闘の実力は総隊長のリーナもブリオネイクを使わなければ自分より強いと評価しており、『狂犬』と呼ばれる問題児のラルフ・アルゴルや、顧傑抹殺任務における通常の規律に従わない非合法の破壊工作部隊などクセの強い軍人たちも、その実力と手腕で完全に掌握するほどの器量を持つ。
劇場版『星を呼ぶ少女』では、アニメに先駆けて登場する。
シルヴィア・マーキュリー・ファースト
声 - 堀越知恵（劇場版） / 小林愛（テレビアニメ）
スターズの惑星級魔法師。階級は准尉で、愛称はシルヴィで、マーキュリー・ファーストはコードネーム。
25歳ながらその能力を高く評価されており、「ファースト」のコードを与えられている。元々軍人志望ではなく大学時代はジャーナリズムを専攻していたが、その情報分析能力を買われてリーナの補佐に抜擢される。上司であるリーナには職務としては立場を弁えた発言をするが、普段での会話は歳上らしくリーナのズレた行動を注意する。ミカエラ・ホンゴウの一件によりパラサイト感染疑惑をかけられ本国に強制送還される。その後は、日本での任務を経てリーナを妹のように可愛がっているようで、プライベートでも付き合う仲になる。
劇場版『星を呼ぶ少女』ではアニメに先駆けて登場する。日本から帰国した直後のリーナに参謀本部からの命令を伝達。その際、任務からの帰還だったにも関わらず、日本のお土産を大量に買い込んでいたリーナに呆れている。
アルフレッド・フォーマルハウト
スターズの一等星級魔法師。階級は中尉で、愛称はフレディ。
脱走兵だったが、テキサス州ダラスでアンジー・シリウス少佐により射殺処分された。バイロキネシスの使い手。
チャールズ・サリバン
声 - 峰晃弘
スターズの衛星級魔法師。階級は軍曹で、「デーモス・セカンド」のコードネームで呼ばれる。
フォーマルハウト中尉同様脱走兵だったが、東京でアンジー・シリウス少佐により射殺処分された。軌道屈折魔法の使い手。
ラルフ・アルゴル
声 - 日野聡（劇場版）
スターズの魔法師。戦闘力は高いが粗暴で戦闘狂の一面があり、任務中に過剰な殺傷を行う傾向が強く、仲間からは『狂犬（マッドドック）』と呼ばれている。狂暴な言動で馬鹿笑いが特徴的だが、上官の前では軍人らしい振る舞いを見せ、特にカノープスの前ではおとなしい。
劇場版『星を呼ぶ少女』にて登場する。そして、2097年6月18日の早朝にカノープス少佐たちと共にリーナの救出に向かい、リーナが乗り込んだ実験車の荷台に飛び移ったデネブ少尉に飛びついて一緒に転がり落ちてリーナを基地から脱出させ、デネブ少尉の脇腹をナイフで突き刺したが、スピカ少尉の『分子ディバイダー・ジャベリン』をくらって重傷を負い、カノープス少佐たちと共に捕らえられる。そして、ミッドウェー島の魔法師用軍事刑務所に送られた。その後、7月22日にイリーガルMAP・コールサック小隊によって薬で意識不明にされて、達也とカノープス少佐を欺く為の囮にされるが、コールサック小隊を全滅させた達也とカノープス少佐によって救出され、原子力潜水空母『バージニア』に収容された。
ラルフ・ハーディ・ミルファク
声 - 相沢まさき（劇場版）
スターズの魔法師で、間内では“ハーディ”と呼ばれる。実直で堅実な性格。短剣形態の武装一体型CADを誘導飛翔体として操る魔法“ダンシング・ブレイズ”の使い手。
劇場版『星を呼ぶ少女』にて登場する。そして、2097年6月18日の早朝にカノープス少佐たちと共にリーナの救出に向かい、実験車を操縦してリーナを乗せると基地を脱出し、送られて来たバランス大佐からの電子メールでの命令書をリーナに見せて、日本への脱出を手助けする。その後、スターズ本部基地には戻らずにアメリカ西海岸方面へ逃走する。
『メイジアン・カンパニー』では、スターズに復帰して大尉に昇進している。そして、ソフィア・スピカ少尉と共に『リナ・ブルックス中佐』としてUSNAに帰郷したリーナをサポートする。
ウィリアム・シリウス
スターズの前総隊長。故人。階級は少佐。
スターズの十八番・分子間分割術式「分子ディバイダー」を編み出した。ベーリング海峡を挟んで行われた新ソ連との小規模紛争『アークティック・ヒドゥン・ウォー』にて戦死する。
アンジェラ・ミザール
劇場版特典『美少女魔法戦士プラズマリーナ』に登場する、リーナのスターライト時代における適正試験を兼ねた任務における教官。当時22歳で、階級は少尉。愛称はアンジーで、彼女との付き合いからリーナが今の愛称で呼ばれるきっかけとなっている。スターズに所属する前は、情報部にいた模様。
ユーマ・ポラリス
劇場版特典『美少女魔法戦士プラズマリーナ』に登場する。当時の階級は少尉。ミザールとは同じ恒星級の少尉同士で、互いに愛称やファーストネームで呼び合うくらいに気安い仲。
アレクサンダー・アークトゥルス
スターズ第三隊の隊長で、階級は大尉。フォーマルハウト中尉の上官であった。
達也が『魔法恒星炉エネルギープラント計画』を発表した後、リーナとカノープス少佐がウォーカー大佐から告げられた、達也のエネルギープラント計画に対する破壊工作とそれに伴う達也の暗殺に反対意見を具申して退出した後、ベガ大尉と共にウォーカー大佐に呼び出されて出頭し、先述の破壊工作と暗殺の任務を命じられて、気が進まないながらも了承する。
そして、2097年6月15日にダラス郊外の国立加速器研究所で再開されたマイクロブラックホール生成・蒸発実験に、警備センターから日本の工作員を発見・確保するために事件を監視していたが、実験でこの世界に再びやって来たパラサイトが自我を有していない存在であったことを知らなかったことで、パラサイトに同化される。そして、6月18日の早朝にリーナを排除するためにベガ大尉たちと共にリーナを襲撃するが、カノープス少佐たちの妨害にあって失敗する。その後、日本との協定を利用して座間基地にパラサイト化させたスターダストたちと共に7月1日の夜に日本に潜入を試みるも、それを予期していた達也たちの奇襲を受け、仲間たちもろとも封印される。しかし、光宣によって想子情報体が活性化されて、7月8日に『海爆』による余剰想子の発生の影響で意識のみが覚醒し、幽体離脱（アストラル・プロジェクション）で精神体が肉体から抜け出し、恒星炉プラント破壊工作を実行する為に巳焼島へ向かった。その途中で自分の肉体に封印した仇敵の存在を感知し、それが達也と知らないまま襲撃する。そして、当初は戦闘を優勢に進めるが、達也が幽体離脱を維持する為に稼働中の魔法チャネルを分解したことで、封印された肉体の中に戻されて意識と思考を失った。
ジェイコブ・レグルス
スターズ第三隊に所属する中尉で、フォーマルハウト中尉と特に親密な付き合いをしていた。本名はジェイコブ・ロジャース。
アークトゥルス大尉とベガ大尉がウォーカー大佐に呼び出されたころに、差出人不明の電子メールが彼の元に届き、フォーマルハウト中尉がパラサイトに憑依される切っ掛けとなったマイクロブラックホール実験が日本の工作員に使嗾されたものであるという内容に驚愕し、フォーマルハウト中尉の無念を晴らしたがっていたレグルスは、この怪文書のことをアークトゥルス大尉に報告すると共に、真相を掴むためにマイクロブラックホール実験の再開を具申する。
そして、2097年6月15日に再開されたマイクロブラックホール生成・蒸発実験に、加速器の管制室で日本の工作員を発見・確保しようとしたが、パラサイトに同化される。そして、6月18日の早朝にリーナを排除するためにアークトゥルス大尉たちと共にリーナを襲撃するが、カノープス少佐たちの妨害にあって失敗する。その際、カノープスとの闘いで右目を負傷。パラサイトとしての治癒能力も持たなかったため、義眼によって補っている。
その後、レイモンドと共に関西国際空港から来日するも、無意識にテレパシーを使用してしまい日本側に察知されてしまう。そして、警察からの追跡を光宣に救われ、光宣が周公瑾の知識から得た神戸の中華街の隠れ家に潜伏する。その際、パラサイトでありながら自分たちと違う光宣に違和感を覚える。パラサイトとしての能力も自分たち以上に掌握している光宣に戦慄し、レイモンドと同調する形で光宣を取り込もうとするも、逆に光宣に主導権を握られてしまう。巳焼島での恒星炉プラント破壊工作において、光宣から光学迷彩術式の提供を受け、巳焼島への侵攻を行う。しかし、上陸直前に将輝の海爆の余剰想子を受け、魔法を中断してしまう。巳焼島にてベガ、デネブと共にリーナを追い詰めるも、駆け付けた達也の雲散霧消により跡形もなく消し去られ、パラサイトの本体を封玉により捕獲され死亡した。
シャルロット・ベガ
スターズ第四隊の隊長で、階級は大尉。リーナより十歳以上の女性で、リーナとは折り合いが悪く、階級で劣っていることに不満を抱いている。
達也が『魔法恒星炉エネルギープラント計画』を発表した後、アークトゥルス大尉と共に出頭し、先述の破壊工作と暗殺を命じられた際には、敵視するリーナが「女性士卒間のネットワーク」で達也に好意を抱いているらしいと知っていたこともあって、達也を暗殺してリーナの鼻をあかしてやろうと目論んで、嬉々として任務を了承する。そして、6月18日の早朝にアークトゥルス大尉たちから聞かされたリーナの叛逆行為の話を鵜呑みにして、デネブ少尉たちと共にリーナを襲撃するが、カノープス少佐たちの妨害にあって失敗する。そしてパラサイトたちがウォーカーを支配下に置いた後、自らもデネブやスピカと共にパラサイトとなり、2097年7月1日に横須賀基地に到着し、秘密裏に日本に潜入する。
恒星炉プラント破壊工作では、指揮官としてパラサイト化したスターダスト達を引き連れ巳焼島に潜入。上陸後リーナと対面し、彼女を追い詰め得意気になっていたが、突然現れた達也の参戦を受け、応戦するも魔法を無効化され、その隙を突かれ徹甲想子弾の直撃を受け、海に落下する。パラサイトの本性が浮き出た状態で達也に応戦するも肉体を消し去られ、本体を封玉に囚われ死亡した。
レイラ・デネブ
スターズ第四隊に所属する北欧系の女性で、階級は少尉。上官のベガ大尉と同じく、リーナに反感を抱いている。ナイフと拳銃のコンビネーションを得意とする。
2097年6月18日の早朝に、アークトゥルス大尉たちから聞かされたリーナの叛逆行為の話を鵜呑みにして、リーナへの憎悪を爆発させてベガ大尉たちと共にリーナを襲撃するが、カノープス少佐たちの妨害にあって失敗する。7月1日の時点でパラサイトに同化されており、ベガやスピカと共に日本に潜入する。
巳焼島における恒星炉プラント破壊工作でリーナと対戦し追い詰めるも、駆け付けた達也により、一瞬のうちにレグルスを消し去られ、ベガが撃退されたことに愕然とし、自身も徹甲想子弾を受け無力化され、レグルス同様肉体を消し去られ、パラサイト本体を封じられ死亡した。
ゾーイ・スピカ
スターズ第四隊に所属する東洋系の血を引く女性で、階級は中尉。『分子ディバイダー』の領域を槍のように収束して放つ『分子ディバイダー・ジャベリン』の使い手。
6月18日の早朝に、ベガ大尉たちと共にリーナを排除しようとするが、カノープス少佐たちの妨害にあって失敗する。7月1日の時点でパラサイトに同化されており、ベガやデネブと共に日本に潜入する。その後、ベガやデネブを失いながらもレイモンドと光宣と水波と共にパールアンドハーミーズ基地に到着するが、7月22日にUSNAに不利益になりかねない懸案材料である光宣たちを拘束して基地から移動させようとするが、光宣の放出系魔法『人体発火』によって肉体を焼き尽くされて死亡し、同化していたパラサイトも光宣に吸収された。
オルランド・リゲル
スターズ第六隊の隊長で、階級は大尉。
2097年6月15日に、任務の内容を知らされないままダラス郊外の国立加速器研究所の警備を担当していたが、部下のイアンやサミュエルと共にパラサイトに同化される。
2097年8月4日にクラークが主導した巳焼島侵攻作戦（巳焼島事変）に参加し、ベラトリックス、アルニラムと共に上陸するも、勝成率いる守備隊によって部隊を阻まれ、3人がかりにも関わらず勝成に敵わず敗北し密度操作で砂と化した地面に引き込まれた後地面の密度を元に戻されて押しつぶされて死亡する。本体も達也によってこの世界から追放された。
イアン・ベラトリックス
スターズ第六隊の隊員で、階級は少尉。
6月15日にリゲル大尉やアルニラム少尉と共に、パラサイトに同化される。
8月4日の巳焼島事変に参加し、リゲルと共に勝成に挑むも敵わずリゲルと同じ末路を迎える。
サミュエル・アルニラム
スターズ第六隊の隊員で、階級は少尉。
6月15日にリゲル大尉やベラトリックス少尉と共に、パラサイトに同化される。
8月4日の巳焼島事変に参加し、リゲルと共に勝成に挑むも敵わず、勝成の策略で氷漬けにされたあと守備隊が魔法で飛ばしてきた直径五十センチの岩に対処できず、頭を潰されて即死。本体も達也によってこの世界から追放された。
ケヴィン・アンタレス
スターズ第十一隊の隊長で、階級は少佐。
2097年6月18日の早朝の時点でパラサイトに同化されており、アークトゥルス大尉たちと共にリーナを排除するために領域内の人間を眠らせる系統外魔法『ヒュプノス・ガーデン』を発動し、カノープス少佐たち以外の基地宿舎一帯の人間たちを無力化する。
7月18日にサルガス中尉と共にパールアンドハーミーズ基地に到着し、スピカ中尉からパラサイトのネットワークに加わろうとしない九島光宣の存在を聞き、光宣の意識をパラサイトのネットワークに強制的に加えようとするが、失敗して敗北感を味わう。そして、22日にミッドウェー島の軍事刑務所を襲撃してカノープス少佐たちを脱獄させた達也をサルガス中尉と共に迎撃するが、分解魔法で肉体を消滅させられて死亡し、同化していたパラサイトも魔法『アストラル・ディスパージョン』によって、この世界から放逐された。
エリヤ・サルガス
スターズ第十一隊の隊員で、階級は中尉。
6月18日の早朝の時点でパラサイトに同化されており、アンタレス少佐たちと共にリーナを排除しようとする。その後もアンタレス少佐と行動を共にしていたが、7月22日にアンタレス少佐と同じ運命を辿って死亡した。
アリアナ・リー・シャウラ
スターズ第十一隊に所属する女性隊員で、階級は少尉。
霊子波動に対する感受性と精神干渉系魔法に対する防御が優れていたことで、パラサイトに同化されるのを免れた上に、他の仲間たちがパラサイトに同化されているのを察知して、カノープス少佐に報告する。そして、戦闘用精神干渉系魔法による攻撃を精神レベルで目標を見失わせることで無効化するシールド魔法『月蝕（ルーナ・イクリプス）』によってカノープス少佐たちを『ヒュプノス・ガーデン』から守り、リーナの脱出を成功させるが、カノープス少佐やアルゴル少尉と共に捕らえられる。そして、ミッドウェー島の魔法師用軍事刑務所に送られた。その後、7月22日に達也によってカノープス少佐やアルゴル少尉と共に軍事刑務所から脱獄し、原子力潜水空母『バージニア』に収容された。
『メイジアン・カンパニー』では、スターズに復帰して中尉に昇進している。そして、カリフォルニアで発生した魔法テロの患者たちを治療する任務をアビゲイル・ステューワットと共に担当することになり、渡米してきた達也と再会し、深雪と面会する。
ノア・カペラ
スターズ第五隊の隊長で、階級は少佐。スターズ恒星級隊員の中でも最年長。
アレハンドロ・ミマス
スターズの衛星級魔法師。階級は二等軍曹。2096年の冬に日本に派遣された際に達也と交戦し、重症を負わされたことがある。そのため達也への報復のためにパラサイト化する。振動系加熱魔法を得意とし、分子ディバイダーも使いこなしていたが、パラサイト化してからは『生体発火』に技能が特化した。
巳焼島事変にて先陣を切り、フォノンメーザーを扱う奏太を危険視し、単独で交戦。パラサイトの能力と得意の生体発火によって奏太の右腕を焼失させ追いつめたが、止めを刺そうとしたところを達也に魔法を無効化される。フリードスーツに全身を包んだ達也を警戒し、奏太から意識を外してしまったことで後ろから奏太のフォノンメーザーで頭を貫かれ死亡。本体も達也のアストラル・ディスパージョンによって追放された。
ソフィア・スピカ
リーナがスターズ総隊長を退官した後に、スターズに配属された女性の魔法師士官で、2097年に死亡したスピカ中尉の後任である。
『メイジアン・カンパニー』からの登場人物で、七草真由美と遠上遼介を秘密裏に護衛する為に帰郷したリーナを、ミルファク大尉と共にサポートする。打撃力だけでなく、防諜にも適した特殊な魔法の使い手で、遠隔・同時性のサイトメトリーと言われる無系統魔法『テンタクルス』（本人はこの名称を嫌がり、『アラーム』と呼称）の使い手である。また、相手を制圧する手段として『ダンシング・ブレイズ』に更に放出系魔法を付与し帯電させた状態で、刺した相手に刺し傷の他感電状態にさせダメージを与える『ホーネット・ダガー』を使う。

#### FEHR（フェール）
レナ・フェール
USNAのバンクーバーを拠点とする魔法至上主義の政治団体『FEHR』の代表で、『聖女』の異名を持つ。実年齢は30歳だが、遅老症の一種である先天性疾患「アナジェリア症候群」である為に外見年齢は16・7歳にしか見えない。
『メイジアン・カンパニー』からの登場人物で、2100年4月にメイジアン・ソサエティとメイジアン・カンパニーを設立した達也の真意を確かめる為に、日本人メンバーの遠上遼介を日本に帰国させて、メイジアン・カンパニーに就職させる。
遠上 遼介（とおかみ りょうすけ）
数字落ちである元「十神」の遠上家の青年で、茉莉花の兄である。妹の茉莉花と同じく、元「十神」の魔法『リアクティブ・アーマー』を使用する。
『メイジアン・カンパニー』からの登場人物で、2095年の『灼熱のハロウィン』の後に日米間で行われた交換留学でUSNAのバンクーバーの大学に留学するが、留学中にレナと出会って『FEHR』の活動に傾倒していったことで大学を中退し、ショッピングモールの警備員をしながら『FEHR』のメンバーとして活動していた。2100年4月、レナの意向を受けて日本にあるメイジアン・カンパニーに就職することになり、同日に採用面接を受けた七草真由美と同僚になる。『FEHR』のメンバーだと達也たちに知られた後は、メイジアン・カンパニー（主に達也）と『FEHR』のパイプ役を担当する。
ルイ・ルー
『メイジアン・カンパニー』からの登場人物で、『FEHR』のサブリーダーを務める黒人男性。
シャーロット・ギャグノン
『メイジアン・カンパニー』からの登場人物で、『FEHR』の法律顧問を務める白人女性。『FEHR』に所属する前は、FBI捜査官であった。

#### FAIR（フェア）
USNAのサンフランシスコを拠点とする魔法至上主義の過激派団体。自分たち魔法師を優等種と定め、魔法を使えないマジョリティたちを劣等種と蔑み、劣等種たちを支配するために犯罪行為も辞さない過激な選民思想を掲げている。もともとは顧傑が魔法師のイメージを貶めるために結成したが、組織の抱える魔法師の優位思想が顧傑にもコントロール出来なくなり手放している。
ロッキー・ディーン
『FAIR』のリーダーで、サブリーダーのローラ・シモンを、側近兼愛人にしている。元々は顧傑がFAIRを結成した際に、自分と表面的に関わりのない人物としてリーダーに抜擢され、顧傑がFAIRをコントロール出来ず手放した後に組織を実質的に掌握した。
『メイジアン・カンパニー』からの登場人物で、魔法式の保存効果を持つレリックや、達也が複製に成功した人造レリック『マジストア』の製造方法の奪取を目論んでいる。
ローラ・シモン
『メイジアン・カンパニー』からの登場人物で、『FAIR』のサブリーダーで、魔女術（ウィッチクラフト）を納める魔女でもある。
ディーンの側近兼愛人として、彼の望みを叶える為にシャスタ山の遺跡を探索する。
ヘレン・シュナイダー
『メイジアン・カンパニー』からの登場人物で、『FAIR』の女性構成員。かつては街娼をしていたところを、ディーンに見出されて『FAIR』に加入したという経歴を持つ。

### 新ソビエト連邦
イーゴリ・アンドレイビッチ・ベゾブラゾフ
新ソビエト連邦科学アカデミーにおける魔法研究の第一人者にして、「イグナイター」の二つ名を持つ十三使徒の一人。公的な地位は一科学者だが発言力は国防大臣に匹敵する。ヒドゥン・ウォーにおけるUSNAとの闘いではトゥマーン・ボンバにてスターズ前総隊長ウィリアム・シリウスを葬っており、スターズにとっては因縁のある敵。
人工授精によって生み出された「試験管ベビー」であり、遺伝子操作を行わずに無数の受精卵を作り出し、その中から最高傑作として選びだされた。彼の受精卵を元に生み出された『アンドレエヴナ』の名を与えられた女性型のクローンが七人おり、同じ戦略級魔法を使うことができる。しかし魔法力ではオリジナルのベゾブラゾフより大きく劣り、無菌室の中でないと生きられない体質を背負わされており、ベゾブラゾフのトゥマーン・ボンバの補助のための外付け端末『イグローク』として自我を奪われ、生体機械として利用されている。ベゾブラゾフ本人はある意味兵器として生み出された魔法師として彼女たちを道具として使い潰すことにためらいがない。
自分の魔法に絶対の自信を持ち、前述のウィリアム・シリウスを葬った実績もあって、トゥマーン・ボンバを用いた任務に失敗したことがなかった。そのプライドゆえ、後述の達也暗殺の失敗、反撃による敗北は彼のプライドを大きく傷つけることとなった。
エドワード・クラークから灼熱のハロウィンの戦略級魔法師の情報の提供と引き換えにディオーネー計画への参加を表明。しかし、達也をディオーネー計画に引き込む工作が失敗したと判断するや、クラークたちを見限り独自に達也暗殺を決行。2度に渡り失敗し、2度目にはCADとの接続を強制的に切断されたことで精神的に大きなダメージを受けるとともに敗北感を植え付けられ、達也抹殺に執心するようになる。さらに、トゥマーン・ボンバのプロセスである魔法式連鎖展開システム『チェインキャスト』の仕組みを達也に奪われたことでさらに敵愾心を煽られる。
レオニード・コンドラチェンコ
年齢は70代で階級は少将。十三使徒の一人で戦略級魔法は「シムリャー・アールミヤ」。
基地司令と同格ながら黒海基地において完全な自由が認められている。表向き国防大臣直属だが実際は首相のみが命令できる。右膝を壊しており、杖無しでは立つことができない。
同じ公認の戦略級魔法師であるベゾブラゾフとは交流があり、彼を「博士（ドクタル）」の敬称で呼び敬意を払っている。トルコの十三使徒であるアリ・シャーヒーンとは因縁があるのか彼の動向を監視しており、彼がディオーネー計画に対してESCAPES計画を支持した際に不快感を抱いていた。
サーシャ・フー
新ソ連のエージェントで、表向きは日本の小松基地の近くにある香港資本の薬局チェーン店に勤務している。

### 大亜連合
陳 祥山（チェン シャンシェン）
声 - 斧アツシ
大亜連合軍特殊工作部隊隊長。作戦遂行のためには犠牲も厭わない非情な性格。周の手引きで部下の呂と共に日本に潜伏し、千秋や関本を使い論文コンペの資料の強奪や、達也の手に渡った瓊勾玉のレリックの強奪を企てる。論文コンペ当日に大亜連合軍の艦隊と日本に潜伏させたゲリラ兵を率い横浜に侵攻。騒乱の終盤にて呂たちと共に魔法教会の関東支部を襲撃、正面で暴れる呂たちを陽動に奇門遁甲で支部に潜入するも、八雲の助言を聞いていた深雪によって看破され、氷漬けにされて捕縛される。以降は非合法の破壊工作を行った戦時犯罪者として収監されていたが、日本と大亜連合の講和条約締結と共に釈放され、大亜連合に囚われている日本人工作員救出のため非公式での戦時犯罪者同士の交換材料として扱われる。
呂 剛虎（リュウ カンフウ / ルゥ ガンフウ）
声 - 藤原貴弘
大亜連合軍特殊部隊のエースにして、陳祥山が最も信頼する部下。白兵戦での殺人術では大亜連合随一と呼ばれる使い手で、「人喰い虎」の異名を持つ。
道教系の古式魔法と中国武術を組み合わせたスタイルで戦う。さらに完全武装の際には、大陸の古式魔法によって産み出された魔法具である白虎甲（パイフウジア）と呼ばれる鎧を身に纏う。白虎甲は五行の金行の性質を持ち、それ故に堅固な守り、確実な勝利をもたらし、その性は冷徹ながら司る情は「怒」で、己の怒りの情に比例してより大きな力を発する。水上戦においては、達也たちが水の上に「足場」をつくるのに対し、呂剛虎は水の上に「道」を作る魔法を使っている。千秋の失敗を聞きつけた陳から千秋の暗殺命令を受け、魔法大学付属病院に潜入し、そこで遭遇した修次と戦闘を行い、摩利の加勢により手傷を負い退却。その後、関本の暗殺を受け、特殊鑑別所に向うもそこで再び摩利と、真由美、達也と遭遇。二人の援護を受けた摩利に倒され捕まるも、論文コンペ当日に仲間の手により脱走。横浜での侵攻の最中に陳と共に魔法教会関東支部に完全武装した状態で襲撃をかける。そこで再び遭遇した摩利に雪辱を果たそうとするも、摩利への敵愾心により周りに対する注意を怠ってしまい、そこをエリカ、レオ、摩利の連携を受け、真由美の「ドライミーティア」で止めを刺される。
非合法の破壊工作を行った戦時犯罪者として収監されていたが、日本と大亜連合の講和条約締結と共に釈放される。講和条約反対派の脱走兵捕縛のため日本軍と共闘し、主犯格のブラッドリー・張を圧倒的実力差で蹴散らす。
ダニエル・劉（ダニエル・リウ）
元・大亜連合軍将校。日本と大亜連合の講和条約締結に反対し、脱走兵となる。日本との講和に反対するのも日本のような小国に膝を屈するのが屈辱だという感情から、メンツを重んじている。
ブラッドリー・張（ブラッドリー・チャン）
元・大亜連合軍中尉。日本と大亜連合の講和条約締結に反対し、脱走兵となる。魔法白兵戦を得意とする。
劉 雲徳（りゅう うんとく / リウ ユンドー）
大亜連合の国家公認戦略級魔法師。「震天将軍」の二つ名を持つ。戦略級魔法は「霹靂塔（へきれきとう）」。「灼熱のハロウィン」にて戦死したことが確実視されているが、大亜連合の情報統制により生死不明扱いになっていた。後に彼の孫娘であるという劉麗蕾が、彼の後任の戦略級魔法師として公表される。
劉 麗蕾（リウ リーレイ）
大亜連合が2097年4月末に公表した、新たな戦略級魔法師。14歳の少女。顔と名前が公表されており、対外的に劉雲徳の孫娘であると発表されている。
性格面は年相応であり、精神的に未熟であるため自分に親身になってくれる人間に依存する傾向がある。一条家に引き取られて以降は剛毅からは「劉殿」、将輝と美登里からは麗蕾の日本語読みから「レイラ」、茜や瑠璃からはレイラを縮めて「レイちゃん」と呼ばれており、特に自身の監視役だった茜とは茜自身が麗蕾を気に入っていることもあって仲が良い。
巳焼島事変の後に開催された臨時師族会議に将輝と共に参加し、そこで達也と対面する。会議後達也と将輝の会話で、佐伯の提唱した戦略級魔法師管理条約の真意と戦略級魔法であろうと自分の魔法は他人ではなく自分の手で管理すべきという言葉に将輝と共に考え込んだ。
将輝が三高を卒業し魔法大学に進学したころには中学三年生として茜と同じ中学校に通っており、金沢から2週間に1度の割合で茜と共に東京の将輝の借家を訪れている。国防軍から監視は受けているが、将輝のもとを訪れることはほぼ黙認状態となっている。
『キグナスの乙女たち』では剛毅の弟の養女となり、「一条レイラ」という名前で第三高校の1年生になっており、茜と共にマーシャル・マジック・アーツ部に入部する。『メイジアン・カンパニー』では、第三高校の2年生になっており、黄里恵と将輝を巡って恋の鞘当てを行うことになる。
林衣衣（リン・イーイー）
大亜連合軍少尉で、麗蕾の護衛部隊の隊長を務める。
実は、新ソ連との敗戦時点で既に新ソ連側に寝返っており、『ガスパジャー・タイガ』というコードネームも割り当てられていた。その能力は催眠術であり、その技術レベルが異常に高かったことで大亜連合軍の意識検査をパスしていた。

### ドイツ
エルンスト・ローゼン
声 - 小野健一
ドイツの魔法工学機器メーカー「ローゼン・マギクラフト」日本支社の、2096年からの新しい支社長。ローゼン本家の人間であり、エリカの実母、アンナ=ローゼン=鹿取の従弟。久々に来日したローゼン本家の人間ということもあり、彼の来日はエリカに関係あるのではないかと幹比古は疑っている。流暢な日本語を操る。高い頭脳と豪胆さを持ち合わせているが、俗物的な部分もあり、調整体魔法師を道具として扱ったり、血縁ながらもローゼンの一員と見なしていないエリカをレオを取り込むための政略結婚の駒に勝手に据えようとするなど、権力者としての傲慢さや身勝手さも持っている。
バスティアン=ローゼン
ローゼン・マギクラフトの前社長でローゼン家の先代当主。ローゼン家現当主の父親に当たる。2096年6月に老衰にて死去する。
フリードリヒ・ローゼン
ローゼン・マギクラフトの現社長。エドワードが『ディオーネー計画』の推進に必要な人材の一人に、名を挙げられている。
ルーカス=ローゼン
ローゼン家現当主の弟で、先代当主バスティアンの次男。アンナ=ローゼン=鹿取の父親でエリカの祖父にあたる。バスティアンの子供たちの中では最も優れた才覚があったという。故人。
レオの祖父であり、ローゼン家の作り出した調整体魔法師であるゲオルグと仲が良く、14歳のころに彼の日本への逃亡を画策し、ローゼン家の中枢から外されることとなり、その後にローゼン家が定めた婚約者を取らず、日本人女性と駆け落ちで日本に渡る。このことからローゼン家の汚点であると同時に存在しない者として扱われている。
リンダ・ヴァールブルク、エマ・ヴァールブルク
調整体魔法師「ブルク・フォルゲ」の第三型式（ドリッテ・アルト）として誕生した姉妹。リンダが姉、エマが妹という体祭を取っているが、本人たちに姉妹愛はなく、競争相手として認識している。ローゼン家から最新型のCADをはじめとする最新装備を供給されており、CADの優位と特定魔法に特化した魔法の発動速度を持ち味としているが、戦いの主導権を握れない状況に対する経験が不足しており、特に一方的な攻撃にさらされるといった状況は想定もしていなかった。
エルンストの命により、最初期の不安定なブルク・フォルゲ第一型式の遺伝子を持ちながら、自壊の兆候を見せないレオをサンプルとして捕獲するため、九校戦にて軍の敷地内である演習林にてレオを強襲する。乱入したエリカと一対一の戦いに持ち込まれ、エマがレオに、リンダがエリカに敗れ、軍の基地の警衛隊員に拘束される。
カーラ・シュミット
ドイツの戦略級魔法師で十三使徒の一人。使用できる戦略級魔法は「オゾンサークル」。ベルリン大学で教授を務めており、魔法の平和利用に取り組んでいる。政府の強い要請で十三使徒に名を連ねるが、戦略級魔法師の中では例外的に軍と距離を置いている。
2097年4月3日に、ベルリン大学で発生した魔法師排斥派の学生と魔法師共存派の学生のデモをモニター越しに苦々しく見ていたところに、旧知のマクロードからイギリスへの亡命を打診されるが、何か裏があると判断して断る。

### イギリス
ウィリアム・マクロード
イギリスの戦略級魔法師で十三使徒の一人。60歳。戦略級魔法「オゾンサークル」の使い手。戦闘魔法師と育成調整体製造の権威であり、イギリス国外の有名大学の教授資格を複数持つ。調整体の改良のみならず、自然発生した魔法師の強化にもマクロードのノウハウが活かされている。また、オーストラリアには彼が直接調整を手掛けた調整体魔法師「ウィリアムズ・ファミリー」がいる。カーラとは面識があり、エドワードの同志でもある。
しかし、日本に亡命した劉麗蕾の身柄を巡って新ソ連軍が日本海を南下したことで、ディオーネー計画では共謀関係であったベゾブラゾフとは距離を置く方針に変換し、2097年7月14日に捕虜のジャスミンとジェームズの身柄を引き取る為にイギリス海軍の空母『ジブラルタル』に搭乗して硫黄島を訪れて、風間中佐と面会した際に渡された佐伯少将からの書面に書かれていた戦略級魔法師管理条約の実現に向けて、佐伯少将に協力する旨を伝えた。同様に、達也に対する強硬姿勢を貫くクラークとも手を切ることを選択し、達也暗殺のための相談をしようとしたクラークとのコンタクトを拒否した。
『メイジアン・カンパニー』では、イギリス政府からの立会人として、メイジアン・ソサエティの設立を見届けた。

### オーストラリア
ジャスミン・ウィリアムズ
ウィリアム・マクロードが調整を手掛けた調整体魔法師「ウィリアムズ・ファミリー」の一人。外見は12歳ほどの少女だが、遺伝子異常によって成長が止まっており、実年齢は29歳。「オゾンサークル」に最適化されており、マクロードの戦略級魔法ほどの規模は出せないが、彼を超える発動速度と確実性を有する。オーストラリア軍所属で階級は大尉。同じく大尉のジョンソンとペアを組み、対外的には親子の体を取り、任務に当たる。愛称はジャズ。
同じウィリアムズ・ファミリーとは精神感応でつながっており、それを利用してマクロードから四葉の秘密を探るための諜報員として利用されていた。
2097年7月14日に佐伯少将の指示を受けた風間によって戦略級魔法師管理条約の実現に向けての協力の書状と共にマクロードに引き渡された。
ジェームズ・ジェフリー・ジョンソン
オーストラリア軍大尉。年齢は30歳。ジャスミンをペアを組んでおり、対外的に彼女の父親を演じている。自己加速を使った近接戦が得意で、肉体的に脆弱なジャスミンと相性がいい。愛称はジェイ。
ジャスミンと同様の任務で日本に渡り、名前をジェームズ・ジャクソンと名乗っている。ジャスミンが紗耶香たちと接触していた際は怪しげな日本語を話し、ジャスミンから苦言を呈されている。
要注意人物として達也を見張っていたが、逆に気づかれてしまい、想子の弾丸を撃ち込まれ行動を把握されてしまう。その際達也の自分の精神を貫き心臓に達するかのような死神の目に、多数の修羅場を潜り抜けてきたにも関わらず恐怖を覚えた。主力部隊を日本軍に壊滅させられ、大亜連合のチャンと共に作戦の変更を行うも、パーティで変装中の達也に接触され、得体の知れない恐怖からジャスミンに任務の放棄を訴えるも聞き入れられなかった。作戦決行時に五十里を捕らえようとするも失敗し、ジャスミンによる魔法の無差別攻撃を敢行するも達也のゲートキーパーで魔法を封じられ、捕らえられる。
2097年7月14日にジャスミンと共にマクロードに身柄を引き渡される。

### インド・ペルシア連邦
アーシャ・チャンドラセカール
インド・ペルシア連邦の魔法研究の中心地であるハイダラーバード大学に所属している、魔法工学分野の第一人者である女性科学者。戦略級魔法アグニ・ダウンバーストの開発者としても知られている。
2097年7月14日に護衛のアイラと共に来日し、巳焼島で達也と深雪に面会して、魔法資質保有者の人権闘争に達也の魔法恒星炉プロジェクトを利用したいと考えていることを明かした後で、魔法資質保有者を意味する単語として『メイジアン』という呼称を述べて、数年以内にメイジアンの国際結社を立ち上げる方針を告げて、達也と深雪の協力要請を取り付けた。
『メイジアン・カンパニー』では、達也と共にメイジアン・ソサエティを設立し、その代表に就任する。
アイラ・クリシュナ・シャーストリー
アーシャの護衛。2097年3月に戦略級魔法アグニ・ダウンバーストを会得した非公認戦略級魔法師で、7月14日にアーシャと共に巳焼島で達也と深雪に面会した際に、アーシャによって非公認戦略級魔法師であることを明かされた。

### ブラジル
ミゲル・ディアス
ブラジルの国家公認戦略級魔法師。戦略級魔法『シンクロライナー・フュージョン』を使用する。軍に所属しており、階級は少佐。『十三使徒』の中で最も顔が知られているが、その露出に反して家族情報については神経質なほど厳重に秘匿されている。
双子の弟であるアントニオがおり、シンクロライナー・フュージョンはアントニオと二人で発動する魔法であった。そのため、ブラジル軍における『ディアス少佐』はミゲルと弟のアントニオを指している。
2097年3月31日にブラジル軍と独立派武装ゲリラとの戦いでゲリラに対してシンクロライナー・フュージョンを使用したことで、灼熱のハロウィンに続き、戦争における戦略級魔法使用の口火を切ることになった。当初ブラジル政府はシンクロライナー・フュージョンの使用に強気な姿勢を見せていたものの、国際社会からの非難に耐えかねたことで政府から二週間の謹慎処分を受ける。自分一人に責任を押し付けられたことに不満を覚えており、政府から多くのフォローを受けたことで決裂までには至っていないものの自分を兵器と見下す政府高官の本音を感じ取っていることもあり政府との関係がかなり危うくなっていた。そこにつけこむ形でクラークから巳焼島における司波達也暗殺計画への参加を要請され承諾する。シンクロライナー・フュージョンを使えない自分には価値が無いという考えを抱いており、クラークの計画に乗ったのもブラジルでシンクロライナー・フュージョンを使用することがもうないと判断し、自分が魔法師として活躍できる場所を求めるためだった。
USNA駆逐艦『ハル』に乗船し、同じく駆逐艦『ロス』に乗船していたアントニオと共にシンクロライナー・フュージョンを巳焼島に向けて放とうとしたが、それを察知した達也に無効化され、直後にアントニオを消し去られたことで無力化された。
2097年に消息を絶っているが、ブラジルはこれを否定している。
アントニオ・ディアス
ミゲルの双子の弟で、兄のシンクロライナー・フュージョンを行使するためのパートナーであり、二人で一人の戦略級魔法師を担っているため、ある意味秘匿された戦略級魔法師である。
2097年8月4日にミゲルと共にクラークの主導する巳焼島侵攻作戦に参加し、駆逐艦『ロス』に乗船してミゲルと共にシンクロライナー・フュージョンを放つための配置についた。しかし、実際に魔法を放とうとしたときに達也に察知され無効化されてしまい、その原因を探るためにもう一度シンクロライナー・フュージョンを放とうとしたところを達也の雲散霧消によって消し去られ死亡する。
フィーリョ
ブラジル陸軍西部軍参謀長。階級は少将。ミゲルに対しては部下として気遣っており、ゲリラに対するシンクロライナー・フュージョンの行使に対してミゲル一人に責任を擦り付けた政府のやり方を快く思っていない。
クラークの巳焼島侵攻作戦の概要と動機を聞いた際、当初はテロを逆用してUSNAの脅威となる魔法師の排除に利用しようとしているのではないかと否定的な態度を取ったが、ミゲルが計画への参加を表明したことで『ディアス少佐』へ参戦を許可した。

### 十三使徒
各国により、国威発揚を目的としてその存在が国際的に公にされている戦略級魔法師13名の総称。
アンジー・シリウス
スターズを参照。アンジーは愛称であり、本名は秘匿されている。戦略級魔法は「ヘビィ・メタル・バースト」。USNA所属。
エリオット・ミラー
アラスカ基地に在住している。戦略級魔法は「リヴァイアサン」。USNA所属。
ローラン・バルト
国外のジブラルタル基地に在住している。戦略級魔法は「リヴァイアサン」。USNA所属。
イーゴリ・アンドレイビッチ・ベゾブラゾフ
新ソビエト連邦を参照。「イグナイター」の二つ名を持つ。戦略級魔法は「トゥマーン・ボンバ」。新ソビエト連邦所属。
レオニード・コンドラチェンコ
新ソビエト連邦を参照。高齢のため、基本的に黒海基地からは動かない。戦略級魔法は「シムリャー・アールミヤ」。新ソビエト連邦所属。
劉 雲徳（りゅう うんとく / リウ ユンドー）→劉 麗蕾（リウ リーレイ）
大亜連合を参照。「震天将軍」の二つ名を持つ。戦略級魔法は「霹靂塔（へきれきとう）」。大亜連合所属。「灼熱のハロウィン」にて戦死したことが確実視されているが、大亜連合の情報統制により生死不明扱いになっていた。しかし、2097年5月初頭にアフリカで「霹靂塔」が使用されたことを契機として、大亜連合は正式に劉雲徳の戦死と、劉麗蕾が新たな国家公認戦略級魔法師になったことを公表する。
バラット・チャンドラ・カーン
戦略級魔法は「アグニ・ダウンバースト」。インド・ペルシア連邦所属。
五輪 澪
#五輪家を参照。戦略級魔法は「深淵（アビス）」。日本所属。
ミゲル・ディアス
ブラジルを参照。戦略級魔法は「シンクロライナー・フュージョン」。魔法式はUSNAから供与された。ブラジル所属。
ウィリアム・マクロード
#イギリスを参照。戦略級魔法は「オゾンサークル」。イギリス所属。
カーラ・シュミット
#ドイツを参照。戦略級魔法は「オゾンサークル」。イギリスで開発された魔法式が協定により旧EUに公開された。ドイツ所属。
アリ・シャーヒーン
戦略級魔法は「バハムート」。日本とUSNAとの共同開発で、日本主導で供与された（日本側では五輪家が開発に携わっている）。トルコ所属。
達也が『魔法恒星炉エネルギープラント計画』を発表した後、新ソ連がこれ以上USNAと接近しないための牽制として、USNAのマスコミの取材に対して達也の『魔法恒星炉エネルギープラント計画』を支持すると答えている。
ソム・チャイ・ブンナーク
戦略級魔法は「アグニ・ダウンバースト」。魔法式はインド・ペルシャから供与された。タイ所属。

### 無頭竜
ダグラス＝黄（ダグラス=ウォン）
声 - 谷内健
無頭竜東日本総支部のリーダーで、リチャード=孫の側近。
ジェームス＝朱（ジェームス＝チュー）、グレゴリー
声 - 佐藤友啓（ジェームス）、柳田淳一（グレゴリー）
無頭竜日本拠点の幹部。ジェームスは国際警察に指名手犯をされている。
リン＝リチャードソン
漢字名は「孫美鈴（スン メイリン）」。カリフォルニアの大学に通う女子大生。魔法師ではないが、身を守るために人目を引かなくする魔法具を持っている。
リチャード=孫が特に気に入っていた情婦の娘にして、養女である。リチャードの死後、無頭竜の残党たちに新たな首領として担ぎ上げられる。一人で来日中、日本政府の内情（内閣府情報管理局）から秘密裏に狙われている所を駿に助けられ、彼に受けた恩から、無頭竜の残党に日本に対する報復を禁じた。2097年2月時点では組織を復興させ実績を出しており、密貿易程度は黙認しているが、麻薬取引や人身売買を行ったものに対しては容赦なく粛清している。日本への姿勢から不満を抱く配下もいるようだが、組織を再建させた実績から表向き恭順の姿勢を見せるものがほとんどであり、そのため顧傑は無頭竜を協力者にできなかった。
小西 蘭（こにし らん）
無頭竜の元協力者で、当時は西小蘭（シーシャオラン）と名乗っていた。邪眼を操る能力を持つが、効力が中途半端なため魔法師はおろかBS魔法師とすら認められなかったが、催眠術のギミックとの併用で他者に暗示をかけている。
2095年の夏に無頭竜が壊滅した際は、正式なメンバーではなかった為に粛清を免れ、その後は無頭竜の首領の兄貴分だった顧傑を頼って「今よりも人間的な暮らしと社会を実現する会」を立ち上げて代表者となったが、裏の事情を知る者たちからは『小西教団』と呼ばれていた。そして、反魔法主義運動と洗脳した信者を使っての暗殺で資金を稼いでいたが、2096年5月に周の仲介で達也の暗殺を引き受けたことで、潜入してきた有希に暗示をかけたことで舞い上がってしまった。その日の夜に教団本部を襲撃してきたヤミのダイレクト・ペインを受けて降参し、達也暗殺の仲介をした人物を尋問された直後に周に仕込まれていた芋虫型の使い魔に心臓を停止させられ、呪殺された。

### その他のキャラクター
ジロー・マーシャル
声 - 遠藤大智
所属国不明の非合法工作員（イリーガル）で、日本の魔法工学技術が大亜連合や新ソ連などの東側に流れないように活動する任務を受けている。肉体に強化措置を施された強化人間である。
任務の一端で達也を監視していたが、エリカ、レオ、幹比古に感づかれ戦闘に持ち込まれる。追いつめられるも拳銃を使って危機を脱出し、エリカたちに警告を残して逃走する。その最中に大亜連合の工作員である呂剛虎に見つかり抵抗するも殺害される。
周 公瑾（しゅう こうきん） / チョウ ゴンジン
声 - 遊佐浩二
小説では日本人には「しゅう こうきん」の発音だが、アニメでは通して「チョウ ゴンジン」となっている。
表向きは横浜の中華料理店のオーナーだが、大亜連合の圧政から日本に漂着する亡命者を第三国へ送る亡命ブローカーを務めたり、逆に大亜連合の日本におけるスパイ活動に協力している。また、奇門遁甲を得意とする方術師でもある。さらに令牌と呼ばれる札から影を媒体に動物の化生体を作りだす方術と西洋魔術のハイブリッドである「影獣」と呼ばれる魔法を扱う。日本の古式魔法師たちの結社である「伝統派」とのつながりを持ち、伝統派と対立している第九研出身の魔法師らには名を知られている。国の力は弱いほうがいいという思想から日本や大亜連合を戦わせ互いの戦力を削ろうと画策している。
人間主義運動の「大本」であるジード・ヘイグの配下であり、彼の指示で魔法師排斥運動を行う。ヘイグを「大師（マスター）ヘイグ」と敬称するも忠誠心はなく、彼を「大漢の怨霊」と影で呼び捨てるなど軽蔑感を抱いている。ヘイグの部下としてブランシュや無頭竜ともつながりをもち、ブランシュの蜂起や無頭竜の暗躍、大亜連合の陳と呂の手引きにパラサイトの密入国など、本作の事件の全てに陰で関わっている。三国志に登場する周瑜 公瑾と同じ名前から本名であるのかどうかをよく疑われている。年齢は戸籍上24歳となっているが、30年以上逃亡生活を続けた経歴があることや、中華街の店を「自分」から買い取ったなど経歴は謎につつまれている。本人曰く「自分たちにとって名前や年齢はラベルのようなもの」。
その本性はパラサイトと同質の精神体である。
顧 傑（グ ジー） / ジード・セイジ・ヘイグ
声 - 稲田徹
国際的な反魔法組織「ブランシュ」の総帥で、人間主義運動の大元である。無国籍の華僑で、七賢人の一人。日本人を含む東洋人からは、漢字名である顧傑、アメリカ人からは英語名のジード・ヘイグで呼ばれている。
「無頭竜」の首領であるリチャード=孫の兄貴分であり、無頭竜では「黒の老師」、「黒顧（ヘイグ）大人」とも呼ばれていた。死体を操作する「僵尸術」や、人間を道具にするような術を持つ一方、直接的な戦闘力は低く、敵との直接的な戦闘では弟子の周に劣る。実年齢は97歳だが、不老の魔法で50歳程度の見た目にしている。なお魔法師に「僵尸術」を使用する際、心臓に術式を刻むことで、魔法師の生命エネルギー（精気）を魔法の燃料とすることで、生前と同じ魔法技能を行使させることが可能であり、精気を想子に変換させ、術式解体を実行させることも可能。この魔法には達也も邪悪なものとして怒りを覚えている。
大漢で古式魔法師として高い地位を得ていた時期と、無頭竜で築いた裏社会での地位から、協力者たちからは「大人」と呼び敬われているが、性格は陰湿で、自分の魔法適正と同様に、他人を道具として利用することに躊躇いを持たず、場合によっては協力者であろうと平然と裏切り手にかけるなど、自分以外の人間に対し一切の情や共感性を持たない。
世界中で反魔法師運動を煽り、日本にパラサイトを送り込むなどの謀略によって日本の国力の低下を狙う。元は大漢軍方術師部隊の生き残りであり、大漢の最大の魔法師研究所であった崑崙方院の古式魔法師派の残党である。兵器として現代魔法師に劣る現状で、権力者たちの要請で不老の魔法を開発するが、実際には外見上の若さのみを保つだけの魔法で、適正のない者に使用すると早死にするという結果となった。魔法開発の失敗で古式魔法師の派閥は粛清され、大漢崩壊以前に周を含む数人の弟子たちを引き連れ北米へと逃れた。その後、大漢と崑崙方院を抹消した四葉家を報復の対象に替えているが、その報復の根底は自身も把握できていない。
周の死を受け、四葉家を含む十師族を社会的に抹殺すべくUSNAの大統領次席補佐官のケイン・ロウズと結託して手に入れた小型ミサイルを持参して日本に潜伏する。2097年2月の師族会議の場で死体の人形を利用した自爆テロを決行する。以降はフリズスキャルヴを使い、四葉家を始め日本のあらゆる国家権力から逃亡を続けていたがレイモンドの通報によりフリズスキャルヴのアクセス権を失った。フリズスキャルヴを失った後は円磨のような懐柔した協力者たちを頼りに隠れ家を転々としていたが、精霊の目をフルに活用した達也に居場所を捕捉され、マーカーを仕込まれる。達也の視線から居場所を突き止められたことに焦り、昼間にも構わず協力者のジョー=杜と傀儡とした寿和と稲垣を共に逃亡を図る。結果として日本領海の外にまで逃亡するも、日本の巡視船に捕捉され、さらに待機していたUSNA軍の駆逐艦に乗っていたカノープスの分子ディバイダーによって船ごと跡形もなく消滅させられる。
ゲオルグ＝オストブルグ
レオの祖父でドイツ軍とローゼン・マギクラフトによって製造された調整体魔法師「ブルク・フォルゲ」の第一型式（エアステ・アルト）。故人。
調整体として兵として戦うことを強いられていたが本人は拒否し、50年前に懐かれていた当時14歳のエリカの祖父・ルーカスの計らいで、ルーカスの護衛という体で渡米する。そのルーカスが流した情報から襲ってきたテロリストとの戦闘のさなかに逃亡し、日本へ亡命する。日本にて当時ヤクザの家系であった西城家に、ヤクザの看板を下ろすことを条件に婿入りした。自分の魔法師としての遺伝子を継いだレオをかわいがっており、愛用のCADを与え、自分の出自などを語って聞かせていた。

### ゲームオリジナルキャラクター
藤宮 介（ふじみや かい）
『スクールマギクスバトル』の主人公。達也・深雪と同時期に第一高校に転入する（一年F組、二科生）。サイオンの配列に干渉することで他者が使用した魔法の魔法式を強制的に改変させる「魔質改変」という特殊な魔法の使い手。この魔法により、相手が使用した魔法を反転させ使用者自身にダメージを与えたり出来る。二科生であるが一科生を遥かに凌ぐ能力を持っている。学校の実技などでは相手を傷付けないよう気をつけて能力を抑えているが、魔法技術研究の実験体となり辛い経験をしてきた夕を守る決意に燃えており、夕に危険を及ぼす者には一切の容赦をしないなど『LOST ZERO』の主人公以上のシスコンだが実は養子であるため妹の夕とは血の繋がりがない。
藤宮 夕（ふじみや ゆう）
介の義妹で、ゲームのナビゲーター役。介と兄妹になって日は浅いが、頼りにして慕っている。非常に強い能力を持っているが、魔法技術研究の被験体となりその能力を制御出来ず事故を起こしてからは使用する魔法を初歩的なものに制限している。まやか同様貧乳であり、親しい友人たちが巨乳だらけなことに困惑している。
フローラ
夕をつけ狙う元軍人。短い金髪で、スカートスーツの上にマントを羽織っている。かつて自分を見捨てた軍に復讐するため、夕の力を手に入れようとする。

## 用語

### 魔法関連
魔法
魔法とは、事象に付随している情報体に対して「状態の定義」を改変し作用を発生させるものでしかなく、事象そのものを作り出すことはない。例を挙げると、紙の分子の運動エネルギーを魔法で改変させて燃やすことは可能であるが、紙自体を何もない空間から魔法で作り出すのは不可能で、紙を全く別の物質へ変化させることもできない。
魔法は物理法則の埒外であるが無関係ではなく、物理法則に逆らわない形で発動された魔法であるほど、そうでない魔法に比べ、少ない力による大規模な事象改変が容易となる。また、物理法則に反しているか否かに関わらず、事象改変の規模や干渉度が大きくなればなるほど難易度の高い魔法であり、魔法師に大きな負担をかける。
現代魔法
「超能力」と呼ばれていた先天的に備わる能力の使用法を「魔法式」として体系化し、素質ある者が使用できるようにしたもの。魔法式を構築する行程を挟むため、超能力が持っていたスピードをある程度犠牲にした代わりに幅広い汎用性を得ているのが特徴である。
現代の魔法は社会的に認知されてから約一世紀の時間をかけて理論化されており、その中でも物質的な事象改変を起こすものは作用面から〔加速・加重〕〔移動・振動〕〔収束・発散〕〔吸収・放出〕の四系統八種に分類され、系統魔法と呼ばれている。八種の系統魔法は、更に正負の作用で16にも分類できる。
| 名称 | 特徴                                                      |
| ---- | --------------------------------------------------------- |
| 加速 | 慣性系の加速 / 減速                                       |
| 加重 | 重力や慣性質量の増加 / 減少                               |
| 移動 | 座標系の移動 / 停止                                       |
| 振動 | 物体や波の振動および分子運動の増幅 / 減衰                 |
| 収束 | 密度や分布の収束 / 拡散                                   |
| 発散 | 三態の相転移における第四相への転移 / 第一相への転移       |
| 吸収 | 化学反応などにおける異物同士の結合 / 分離                 |
| 放出 | 素粒子と複合粒子における運動や相互作用する力の強化 / 中和 |

原理的に魔法が「物質の創造や、別の物質への変化もできない」とされるのは、これらの「作用」では不可能な現象であるからに他ならない。
系統魔法は作用面からの分類でしかないため、エイドスの書き換えではなくサイオン自体の操作を目的とした魔法を無系統魔法、物理的ではなく心霊的な現象を引き起こす魔法を系統外魔法、超感覚・ESPとも呼ばれる知覚器官外認識力を知覚系魔法と呼び区別している。
上記の分類はあくまでも超能力を元にした現代魔法の区別であり、異なる手順と伝統を持つ魔法の技術も存在する。それらは現代魔法に対して古式魔法と呼ばれる。
古式魔法
超能力が世に知られる以前から存在していた本物の魔法であり、忍術（の中でも特に、単なる身体的技能ではない奥義とされていたもの）や陰陽術、精霊魔法などと呼ばれるものが該当する。下位分類にSB（Spiritual Being）魔法がある（後述）。
現代魔法と古式魔法は一長一短で、例を挙げると真正面からの打ち合いではCADで高速化された現代魔法に分があるものの、知覚外からの奇襲等では隠密性や曖昧さ等の面で優れる古式魔法に軍配が上がる。また、SB魔法は現代魔法よりも事象の改変が容易であり、限定的には威力で勝るとされている。
BS魔法
BSは「Born Specialized」の略。魔法として技術化される以前の異能、つまり「超能力者」による先天的な超能力が、現代魔法学ではこう呼ばれている。「先天性スキル」とも呼ばれている。達也の「分解」と「再成」もBS魔法である。
先天性スキル以外の魔法に適性が無い者（小野遥や生来の達也など）がBS魔法師と呼ばれるが、通常の魔法師でありながら先天性スキルを持つ、里美スバルのようなケースもある。
個別情報体（エイドス）
事象に付随する情報体を指す。現代魔法学において魔法を使うということは、エイドスの「定義」の改変によって、現実世界における事象を改変することとされている。
エイドスはサイオン（想子）という非物質的な粒子で構成されており、イデアと呼ばれる情報体次元に存在するとされる。なお「エイドス」「イデア」という呼称はギリシア哲学の用語に由来するが、思想的には無関係である。
現代魔法の用語や理論は情報工学からの借用が多く、エイドスはコンピュータでいうファイルに相当し、定義の改変はそのファイルの属性の書き換えに当たる。
想子（サイオン）
心霊現象の次元に属する非物質粒子で、認識や思考結果を記録する情報素子。人間の体内にはサイオンが保有されており、それを消費して魔法式は構築される。イデアに存在するエイドスや、魔法師のサイオンを元にCADから出力される起動式もサイオン情報体である。
よほどの連続使用でない限り魔法師のサイオン保有量の大小は問題にならないが、飛行魔法などのループ・キャスト・システムを利用した継続的な魔法は、短時間に繰り返し発動するとサイオンの枯渇により体調を崩す恐れがある。例えば2095年度の九校戦では、飛行魔法のペース配分を間違えた選手がサイオン枯渇により棄権していた。ただし、サイオン枯渇は小規模な魔法の連続使用で起こるもので、強力な魔法を連続行使すると精神力がまず限界に達し、最悪ならサイオンが枯渇するよりも先に死を招くことになる。
作中では、魔法師が保有するサイオンを指して「魔法力」とも表現されるが、これは俗語としての用法である。
霊子（プシオン）
サイオンと同じく、心霊現象の次元に属する非物質粒子。思考や感情の活性化に伴う粒子と考えられているが、はっきりした事実は判明していない。プシオンが精神そのものであるという仮説もある。
霊子放射光過敏症
サイオンと比べ、プシオンの状態を認識できる魔法師は限られている。プシオンの活動によって生じる非物理的な光を霊子放射光と呼ぶが、感受性が特に鋭い者は過敏な反応を示すケースがあり、「霊子放射光過敏症」はそのような症状（ただし、病気ではない）を指す。また、古式魔法では霊子放射光を「霊気」と呼び、霊子放射光過敏症は「霊視力」という名になる。
魔法演算領域
魔法師の持つ精神の機能の一部。これが魔法という才能の本体である。魔法師は魔法演算領域を意識的に使用するのではあるが、無意識領域に存在するが故に、入力した起動式や変数が処理される過程を意識することはできない。人間の精神の機能は現代科学や魔法学においても未解明な部分が多く、魔法師自身にとってもブラックボックスであると言える。
先天的に備わっているものであり、原則的に後天的に獲得するのは不可能とされている。
魔法式
事象に付随する情報を改変するためのサイオン情報体。魔法師の魔法演算領域で構築した魔法式がイデアを経由してエイドスの状態の定義を書き換え、事象を改変する作用が発生する。ただし、「世界」からの復元力によって魔法式の改変効果は永続的にはならず、元の状態に戻ってしまう。長い時間対象に魔法を作用させるには魔法式の掛け直しを継続的に続けなければならない。
魔法式の内容は、以下に記述される起動式と変数の組み合わせで構築される。この構築にかかる速度を「魔法の処理速度」、規模の大きさを「魔法のキャパシティ」と呼ぶ。
起動式
「魔法式」の設計図となるプログラム。現代魔法では、魔法式を構築するための電子的データである起動式がCADに圧縮して保存されている。現代魔法を使用する魔法師は、CADにサイオンを送り込み、CADが返したサイオンの信号を起動式として読み取り、変数と共に魔法演算領域へ入力し、魔法式として出力する。
変数
魔法を使用する状況はその時々で常に異なるため、起動式には対象の座標、事象改変強度、魔法の終了条件もしくは持続時間等の要素が敢えて定義されていない。これらの部分は魔法師が魔法を実際に行使する際に、その都度状況に応じて言語や数式、映像等によって強くイメージして追加入力する必要があり、この追加データを「変数」と呼ぶ。
魔法の用途によって、これらの数値の一部を定数として起動式に組み込み、多様性を犠牲にする代わりに魔法式の構築速度を上げるテクニックも良く用いられている。一般的に変数化された項目が少ない起動式ほど処理の負担が軽く、後述の特化型CADの照準補助システムは、魔法の発動対象のエイドスの座標情報を自動取得して起動式に組み込むことで魔法師側の負担を軽減させ、処理速度を早めるためのシステムである。
基本コード仮説（カーディナル・コード）
系統魔法の四系統八種にそれぞれ対応した、プラスとマイナス合計16種類の魔法式が存在すると仮定し、その16種類を「基本コード」として組み合わせることで全ての魔法は構築可能であるとした仮説（「全ての魔法」には古式魔法も含まれる）で真紅郎は信じている。将輝は疑っているが、真紅郎を憚ってその考えは真紅郎にも伝えていない。
基本コードは作用力そのものを発生させる魔法式とも言え、現在確認されているのは吉祥寺真紅郎が発見した「加重系統プラスコード」のみ。ただし、基本コード仮説から逸脱した魔法である「再成」を身に付けている達也は、この説を厳密には正しくないと認識している。
CAD（シーエーディー）
サイオン信号と電気信号を相互変換可能な合成物質である「感応石」によって魔法の発動を補助する機械であり、正式名称は術式補助演算機（Casting Assistant Device）である。
デバイス、アシスタンスとも略される他、ホウキ（法機）という異称もある。ほのかなどはアシスタンスという呼び名を使っていたが、達也に影響を受けCADという呼び名に変えた。
魔法の行使自体にCADは不要だが、CAD抜きでは発動スピードが極端に低下してしまうため、実質的には魔法師にとって必要不可欠なツールである。なお、魔法科高校での実技試験もCADを使用した結果を評価対象としている。
現代魔法の優位性を象徴する魔法発動補助具ではあるが、使用者のサイオン波特性に合わせたチューニングを始めとして、まめなメンテナンスを必要とする点で、古式魔法の伝統的な補助具に劣っている。そのためハード・ソフトの両面で使用者や使用用途に合わせてカスタマイズできるエンジニアの需要が高い。
CADの形状は携帯端末型、腕輪型、指輪型、拳銃型など多様であるが、大別して汎用型と特化型に分けられる。汎用型CADは多くの起動式（魔法系統を問わず、最大99種類）をインストール可能であり、特化型CADは同一系統の魔法のみを最大9種類インストール可能で魔法の発動速度に優れる。
特化型CADが拳銃・小銃形態の場合、銃身にあたる部分には魔法式の照準補助システムが組み込まれており、長い銃身であるほど機能が充実しているが、その照準補助機能を使わず感覚で照準する手法（ドロウレス）や、CADから遠く離れた外部センサデータを使用する事も可能である。特化型はその性質上、攻撃的な魔法がインストールされているものが多い。2094年前後より汎用型CADにも照準補助システムが接続可能になりだした。
武装一体型CAD
何らかの武器に特化型CADを接続し、その武器本来の性能（貫通力、切断力など）を強化する魔法に特化させたCAD全般のことで、「武装デバイス」という別名を持つ。作中では、千葉家の「秘剣・山津波」専用デバイス「大蛇丸」や、達也が設計した「小通連」などが該当する。
シルバー・ホーン
達也が所有する、拳銃型特化型CADの元になったモデル名。「シルバーモデル」の俗称でも呼ばれている。
達也が牛山と共に「トーラス・シルバー」の名で世に送り出したCADモデルである。ループ・キャスト・システムと呼ばれる、魔法を途切れさせず連続的に発動する技術に最適化されており、最小の魔法力でスムーズに魔法を発動できるという利点もある。特に警察関係者などの間で人気を集めており、現行の市販モデルであるにも関わらずプレミアム付きで取引されているほど。
但し達也が所有・常用するのは、そのシルバー・ホーンの3連魔法向チューンナップ長銃身形状限定モデルで、シルバー・ホーン・カスタム『トライデント』と呼称される。
サード・アイ
達也専用の、戦略級魔法マテリアル・バースト用大型ライフル状特化型CADで、名称はシヴァ神の「第三の目」に由来する。
地球観測衛星や成層圏監視カメラの映像を利用した超地平線（Over the Horizon）狙撃を可能にするが、マテリアル・バースト使用に際しては四重のキー認証が掛けられている。ただし、四重封印解除なしでも偵察衛星や成層圏カメラからの映像を利用した超遠隔照準補助機能は使用可能。
達也の一存では装備できず、国防陸軍一〇一旅団の霞ヶ浦基地で保管されている、独立魔装大隊管理下に置かれている。ただし、達也は密かサード・アイのレプリカを自作しており、隠し持っている。また、国有サード・アイや自作サード・アイが無くても、達也はマテリアル・バーストを使用可能。
ソーサリー・ブースター
国際犯罪シンジケート「無頭竜（No Head Dragon）」が開発・供給していたCADの一種で、ブースター（増幅器）という呼称ではあるが魔法の増幅作用はない。魔法師の大脳を材料とし、蠱毒の技術基盤を経て開発されたと推測されている代物で、起動式を提供するだけでなく、それを元にした魔法式の構築過程を補助する機能をも併せ持つ（達也はこれを「増設メモリー」と評した）。魔法師が本来持っているキャパシティを超える規模の魔法式構築を可能とするが、その非人道的な製造方法から事実上「無頭竜」の独占供給状態となっていた。
なお、このブースターは残留思念の影響か、一つにつき一種類の魔法しか使えない。
フラッシュ・キャスト
洗脳技術の応用で記憶領域に起動式をイメージ記憶として刻みつける、四葉家の秘匿技術の一つ。
CADの代わりに記憶領域から起動式を読み込み、起動式の展開・読み込み時間を省略できる。CADを用いずに迅速な魔法の発動を可能にするが、人道上の問題が大き過ぎるため正規の軍隊ではまず採用されていない。また、強力な魔法師はフラッシュ・キャストのスピードに頼る必要がなく、あくまで低レベルの魔法師を強化する技術にすぎないという面もある。
人造魔法師である達也の場合は、意識領域内に演算領域を持つという特性を活かしてさらに発展させており、魔法式をイメージ記憶として蓄えることで魔法式を展開するプロセスまでも省略し、自身の処理速度の遅さを補っている。達也はこの技術が適用可能なのは5工程の魔法まで、と詳細を伏せて美月に自己申告している。
魔法力
魔法師の持つ才能である、魔法の処理速度、演算規模（キャパシティ）、干渉強度の3種を総合して評価したものが「魔法力」である。魔法師にとって現在の国際的な評価基準となる。過去にはサイオン（想子）保有量も重要な時代があったが、現代ではCAD技術の進歩により想子枯渇などがほとんどあり得ないため、想子保有量は評価の対象にはならない。また、達也の得意とする変数の処理速度などは評価の対象になったこともない。
A級からE級のライセンス査定に用いられるだけでなく、達也を始めとする二科生（ウィード）を一科生（ブルーム）と分け隔てる物差しにもなっている。
魔法技能師
略称は「魔法師」。魔法が実用レベルで使用できる人間を指す。多くの国で魔法師はライセンス制によって管理されているが、古式魔法の伝承者達の中には、自らを「魔法師」と称するのは避け、「忍術使い」といった独自の呼び方を好むケースもある。
日本国内では、実用レベルの魔法を使用できる中高生は年齢別の人口比でおよそ0.1%で、成人後も実用レベルを維持している者は更にその10%以下（年齢別で10,000人につき1人以下）とごく僅かである。中でも「実戦」レベルの魔法力を持っている者は更に少ない。そのため、ライセンスを持った魔法師は社会的ステータスが高いエリートとされる。なお、日本で魔法を学んでいる高校生・大学生と魔法を職業にした成人の合計数は現在30,000人程度と言われている。
魔法工学技師
魔法師のうち、魔法機具の作成や調整等を行う技術者にたいする呼称で、「魔工師」または「魔工技師」という略称がある。
魔法技能師に比べて社会的なステータスは低いものの、CADの調整一つ取っても魔工師の存在は不可欠であり、一流の魔工師の収入は一流の魔法師をも凌ぐほどである。
BS魔法師
先述したBS魔法（超能力）に特化した魔法師を指す。BS能力者、あるいは先天的特異能力者、先天的特異魔法技能者とも呼ばれる。
固有の異能以外の魔法に適性がないため、「BSの一つ覚え」などと陰口を叩かれやすいが、特性が職務と上手く合致すれば通常の魔法師よりも遥かに優れた功績を残す者も多い。達也もまた、人造魔法師になる以前はBSに分類される魔法師だった。
戦略級魔法師
都市、または艦隊を一撃で壊滅させることが可能な威力を持つ戦略級魔法の使い手を指す。
一個人で戦略兵器に匹敵する力を持つ戦略級魔法師は各国の関心の的であり、2095年4月段階で、国家によって公表されている戦略級魔法師は13人で、この13人は「十三使徒」と呼ばれている。
秘匿、および未発見の戦略級魔法師も存在し、公表されている十三使徒を含めれば総数は50人未満とされ、達也は秘匿されている戦略級魔法師の一人である。
調整体魔法師
遺伝子調整技術により製造された魔法師を指す。魔法の素質は遺伝的素因による所が大きく、魔法師の開発の初期には、人工授精と遺伝子操作による魔法師の開発が行われた。だが魔法師の能力を左右する遺伝子が特定された後は、血統交配と遺伝子検査によって見付けられた潜在能力者の能力開発が主流となり、調整体魔法師（とその次世代魔法師）は日本国内では2割に満たない。残りの8割が、血統交配と潜在能力開発型である。
作中ではドイツで開発された「ブルク・フォルゲ」シリーズ、日本で開発された「桜」シリーズや「楽師」シリーズなどが登場している。なお、ドイツは遺伝子調整技術を最初に実用化した国家でもある。
ジェネレーター
調整体魔法師の一種で、脳外科手術と呪術的に精製された薬品の投与によって意思と感情を奪い、思考活動を特定方向に統制することで魔法発動を妨げる「雑念」を起こさないよう調整された魔法師。実戦の中で安定的に魔法を使えるように作られた生体兵器で、文字通り魔法を「発生させる道具（ジェネレーター）」に改造された魔法師。
エレメンツ
数字付きが開発される前に日本で最初に作られようとした魔法師。伝統的な魔法分類である地・水・火・風・光・雷といった元素（エレメント）の属性に基づいて開発が進められた。開発の過程で、権力者への服従を促す因子を遺伝子に組み込まれており、子孫にはかなりの高い確率で主人への依存癖がみられる。
四系統八種の体系が確立された後、開発は中止された。作中ではその末裔として、光のエレメンツの家系である「光井」、風のエレメンツの家系である「風祭」が登場している。
系統外魔法
物質的な現象ではなく精神や心霊に関わる現象を操る魔法の総称。現代魔法と古式魔法を含み、分類は多岐に渡る。
精神干渉系魔法
現代魔法ではあずさの梓弓や深雪のコキュートス、深夜の精神構造干渉魔法、黒羽一族の毒蜂などがある。特に、英語圏では精神を直接攻撃する魔法を「ルーナ・マジック」と総称しており、これは比較的ポピュラーな精神攻撃魔法である「ルナ・ストライク」の名に由来している。
SB魔法
古式魔法の一種であり、精霊、式神、使い魔、霊獣等の非物質存在を使役する系統外魔法の総称。SBは「Spiritual Being（心霊存在）」の略で、心霊存在使役魔法、または精霊魔法とも呼称する。
SBや精霊と呼ばれる心霊存在とは、「存在」を離れてイデアの海を漂っている、独立した非物質存在となった情報体とされ、「孤立情報体」とも呼ばれる。精霊を介した事象の改変は「世界」からの抵抗を受けにくく、限定された効果ならば現代魔法よりも少ない力で大規模な現象を起こすことができる。
精霊の本体はプシオンによって構成されており、非活性状態で潜伏している精霊を、現代魔法の魔法師が発見するのは非常に困難である。
作中に登場したものでは、九校戦で無頭竜が妨害工作に用いた電子金蚕がSB魔法である。有線回線を通じて電子機器に侵入し、高度技術兵器を無力化する遅延発動型の術式で、かつて大亜連合が日本軍に使用していた。プログラム本体ではなく電気信号の出力に干渉して改竄する性質を持つため、OSの種類やアンチウイルスプログラムの有無に関わらず電子機器の動作を狂わす。
知覚系魔法
超心理学においてESPと呼ばれる知覚能力であり、作中では、真由美が持つマルチ・スコープなどが該当する。
霊視能力である「霊子放射光過敏症」も魔法として制御可能なものとされている。また、基本的に魔法師はサイオン粒子への知覚訓練を受けているだけでなく、魔法式によるエイドスの改変や干渉する対象に関する感受性を持っている。精神干渉系魔法の使い手が「精神体」への認識力を持つように、適性のある事象であるほど認識力も強い。
対抗魔法
相手の魔法的な干渉を妨害する魔法の総称。その効果と種類は多岐に渡る。
情報強化
対象物のエイドスの一部もしくは全部を複写し、それを魔法式として対象に投写しエイドスの可変性を抑制する対抗魔法。情報強化を施されたエイドスは、強化された属性（例：位置情報など）に対する改変の影響を受け難い。この複写したエイドスを「エイドス・スキン」と呼ぶ。
魔法師は無意識のうちに自らの体をエイドス・スキンで覆っているために、魔法師の肉体構造そのものに魔法をかけて損傷させるのは極めて難しい。
領域干渉
一定領域に対して「自分がその領域に干渉している」「事象が改変されない」という定義内容のみを持たせた魔法式を作用させ、その領域内で他者の魔法の発動を妨害する対抗魔法。領域干渉内では、その魔法師を上回る干渉力があれば魔法を発動できるため、必然的に、領域干渉の術者には高い干渉力が要求される。
また、一定範囲の領域干渉を、自身を中心に固定して移動可能にしたものを「干渉装甲」と呼ぶ。
サイオン粒子塊射出
展開し終える前の起動式にサイオン粒子の塊を撃ち込み、魔法式の構築を阻害する無系統魔法。後述の「術式解体」のように魔法発動後の魔法式を無効化することは難しいが、大量のサイオンがなくとも射出が可能である。
術式解体（グラム・デモリッション）
名称は「魔法の記録（マギグラム）を粉砕（デモリッシュ）する」という意味。圧縮したサイオンの塊をイデアを経由させず、砲弾のように対象物へ直接ぶつけて爆発させ、そこにある起動式や魔法式を吹き飛ばす対抗魔法。
サイオンの砲弾は物理的作用ではなく、魔法式でもないため、物理的な障碍物でも領域干渉や情報強化でも防げない。また、砲弾自体の圧力がキャスト・ジャミング（後述）も寄せ付けない。強力なサイオン流で迎撃するか、サイオンの壁を何層にも重ねた防御陣を築いてようやく無効化できる。
射程の短さ以外に欠点らしい欠点が無く、現在実用化されている対抗魔法の中では最強と称されているが、並の魔法師が一日かけても搾り出せないほどの大量のサイオンを要求するため、使い手が極めて少ない超高等対抗魔法とされる。
術式解散（グラム・ディスパージョン）
魔法式を意味の無いサイオン情報体に分解し、ありとあらゆる魔法を無効化する幻の対抗魔法。
魔法式は、その性質上その情報構造が露出しているため、魔法式そのものを対象とした干渉は防げるものではなく、術式解体と並ぶ最強の対抗魔法とされる。だが、魔法式を分解するためには発動までのコンマ数秒でその情報構造を把握しなくてはならず、ただのデータの塊にすぎない魔法式を一瞬で読み取り把握するなど通常不可能である。それゆえに、予め使用される術式が判明している実験ならともかく、実用化は不可能だというのが一般的な考えである。
達也は対象の情報構造を把握する「精霊の眼」を持っているため、「分解」の照準を直接魔法式に合わせることでこの対抗魔法を行使できる。
キャスト・ジャミング
魔法式が対象物のエイドスに働きかけるのを妨害する無系統魔法で、無意味なサイオン波を大量に散布してそのプロセスを阻害する。ただし、ジャミングの発動には四系統全ての魔法を阻害できるサイオンのノイズを発生させることが必要不可欠であり、「アンティナイト」と呼ばれる特殊な稀少鉱物を利用しなければその条件を満たすサイオンノイズは作り出せない。
理論上はアンティナイトを用いない発動も可能とされてはいるが、諸々の条件から現実的には不可能と考えられている。加えてアンティナイトが現代の技術では再現不可能な一種のオーパーツであり、産出地が極めて限定されている事実から、一般的な魔法師には縁のない対抗魔法である。ただし、非魔法師であってもアンティナイトにサイオンを注入さえすればキャスト・ジャミングは使用可能であり、魔法師にとっての脅威となる。
達也は二つのCADを同時に使用する際、この理論を元にした「ジャミングもどき」の技術を偶然発見している。CAD同士の干渉を利用するため、アンティナイト無しでも発動できるが、特定の魔法しか妨害できず、発動させにくくするだけである。その上、妨害対象に向けて無系統魔法として放つ技術にも才能が必要。
キャスト・ジャマー
USNAが開発したCADの機能を阻害するサイオンのノイズを放つ。
仮装行列（パレード）
元は古式魔法の幻術に由来する九島家の秘術。情報強化の応用で自身のエイドスの色・形・音・熱・位置に関する情報を複写・加工して本体と異なる姿を映し出し、ダミーの情報体を作り上げる対抗魔法。
魔法式を投射するためには五感の情報を元に対象の座標を特定しなければならないため、ダミーの情報体を認識して魔法式を投射しても、魔法は不発に終わる。なお、対抗魔法としてだけではなく変装の効果もある。
剣術
日本の刀剣術と魔法を組み合わせた魔法戦闘技術。特に、「剣の魔法師」と呼ばれる千葉家が体系化した技術を指す。日本陸軍の歩兵部隊や、警察の機動隊に所属する魔法師の多くが千葉一門の剣術を学んでいる。
魔法師の世界では「剣術」と「剣道」が区別されており、魔法を併用するものを剣術と呼ぶ。そのため、第一高校には剣術部と剣道部が別々に存在する。
マーシャル・マジック・アーツ
魔法を併用した近接戦闘技術で、USNA軍の海兵隊にて開発された。略して「マジック・アーツ」とも。日本では徒手格闘競技として普及しており、魔法科高校にもクラブ活動が存在する。
パラサイト
「Paranormal Parasite（超常的な寄生体）」の略称で、古式魔法の世界における国際定義のひとつ。生物に寄生し変異させる魔性であり、各国で妖魔や悪霊、デーモンなどと呼ばれている存在。一説には、精神に由来する情報生命体と目されている。
作中で遭遇したパラサイトの場合、プシオンを核としサイオンの触手を手足とした情報構造体である。USNAで行われたマイクロブラックホール生成・蒸発実験により次元の壁が揺らぎ、この世界に入り込んだとされる。このケースのパラサイト本体には生存本能以外の自我はほとんどなく、寄生した宿主によって行動原理が決定する。人間に寄生した場合は、その宿主の最も強い想念（「祈り」と呼ばれるもの）によってその自我を形成する。
このパラサイトは複数で個別の意思を持ちながらも意識を共有しており、一定範囲なら仲間の位置も特定できる。「生き延び、仲間を増やす」という同一の目的に従い、宿主となる可能性がある人間に自らの一部を送り込み増殖を図ろうとした。しかし対象の衰弱死による失敗が続き、被害者らが血を一定量失うことから「吸血鬼」と呼ばれ世間を騒がせた。
一科生と二科生
魔法科高校は国から予算が交付されている国策学校であり、一定の成果を求められている。しかし魔法の才能は心理的な理由によって容易に失われてしまい、思春期では特にその傾向が顕著である。毎年それが原因で少なくない魔法科高校の生徒が魔法力を失い退学してゆく。そのための彼らの補欠要員が二科生であるとされている。
二科生は一科生とは違い、教師から魔法実技の個別指導を受けられない。一科生は二科生よりも、平均的に見れば魔法の成績が優秀であり、このような制度も相まって、一科生は二科生に対して差別を行うケースがある。
ただし、一科生と二科生の区別はあくまでも実技の授業の都合上、成績で分けているだけである。その二科生制度自体も、実際は初期の魔法科高校において、年度途中に追加募集された生徒を指導するための十分な数の教師を確保できなかったことから、苦肉の策として進級するまでは集中的に理論を教え、実技を二年生以降から教えるという枠組だった筈が、「補欠」だと誤解されたままになっているだけなのだが、この事実を知る人間は極めて少ない。
ウィード
第一高校内での二科生への蔑称。一科生の制服の胸と肩には八枚花弁のエンブレムがあるが、二科生の制服は無地であるため、一科生は自らを花の形から「ブルーム」と呼び、二科生を花の開かない雑草と揶揄して「ウィード」と呼ぶ。二科生に対する差別発言として、風紀委員の摘発対象である。また「紋無し」という異称もあり、こちらも禁止用語に抵触する可能性がある。
なお、この蔑称の由来となっているエンブレムが二科生の制服に無いのは、当時急遽魔法師を増員するために年度途中から募集をかけて集めた追加の生徒用の制服が、発注ミスによりエンブレムが無地の状態で用意されてしまったためで、当時の官僚達が「あえて一科生とニ科生とを分けて互いに対抗意識を持たせ、切磋琢磨させることで魔法力を高めさせる」という建前の元、自らのミスを認めず改善しようとしなかったため定着してしまったものである。これも知る者の少ない真相である。七草真由美は、元の経緯が経緯な上に二種類あるということで無駄に製造コストが掛かり、差別の温床ともなっているこの制服制度は廃止すべきだと考えている。

#### 魔法の一覧
雲散霧消（ミスト・ディスパージョン）
物質を元素やイオンへと分解する。
術式解散（グラム・ディスパージョン）
起動式や魔法式を直接分解・無効化する。
トライデント
領域干渉・情報強化・対象物の分解を一連の行程として三連続で発動させる。
ベータ・ディケイ・ディスパージョン・トライデント
物質を第一段階で原子に、第二段階に原子核を陽子と中性子に分解し、第三段階で中性子をベータ崩壊させる＝中性子から原子と反電子ニュートリノを分解することで放射性物質を完全に無害化させる。劇場版『星を呼ぶ少女』にてディープ・ミスト・ディスパージョンと同様の経緯で登場。

質量爆散（マテリアル・バースト）
物質を熱エネルギーに分解する強力な戦略級魔法で、達也が「灼熱のハロウィン」の主役となった国家機密でもある。
大深度雲散霧消（ディープ・ミスト・ディスパージョン）
物質を分子レベルに分解する雲散霧消を強化し、物質を原子・陽子・中性子に分解する。来訪者編でのリーナとの戦闘後、達也が分解の通用しない相手を制するためのマテリアル・バーストに代わる魔法をFAE理論を利用して開発する過程で誕生した。劇場版『星を呼ぶ少女』で登場。
バリオン・ランス
物質を陽子と中性子に分解させた中性子砲を放つ。使用直後に再成で物質を中性子を含めて復元させることによって放射性物質の残留を防ぐ。2097年での慶春会で達也が完成させた。
自己修復術式
達也本人が戦闘に支障があるレベルのダメージを受けた際、自動的かつ一瞬で無かったことにする。ダメージが軽度の場合は意識的に強制停止させることができる。
ゲートキーパー
術式解散とエレメンタル・サイトを応用した魔法師無効化魔法。精神干渉系魔法として汎用化するため、真夜の指示に従って津久葉家に起動式を提供する。
封玉
パラサイトを想子で球形に固めて封じ込める無系統魔法。達也が吉田幹比古の助けを借りて完成させた。
アストラル・ディスパージョン
霊子情報体の支持構造を分解する。達也が藤林長正との戦いで完成させた。

ニブルヘイム
広域振動減速魔法。
氷炎地獄（インフェルノ）
空間内の温度を極寒と灼熱に二分する魔法。
術式凍結（フリーズ・グラム）
想子の波動を凍結させることによって無系統魔法や領域魔法、発動途中の魔法を無効化する。2097年の箱根テロ事件後、キャスト・ジャミングの対策として達也から深雪へ提供される。
氷河期（グレイシャル・エイジ）
ニブルヘイムにトゥマーン・ボンバのチェインキャストを組み込んで開発された戦略級魔法。2097年8月4日に達也から深雪へ提供される。

硬化魔法
対象の相対位置を固定する収束系魔法。

幻刃（ファントム・エッジ）
無系統魔法。2097年のモノリス・コードの交流試合で達也からエリカへ提供される。
術式斬壊（グラム・スラッシュ）
術式解体の斬撃版である対抗魔法。幻刃と同様に達也からエリカへ提供される。

魔弾の射手
ドライアイスや氷の亜音速弾を自身から離れたポイントで生成・発射する狙撃魔法。
マルチスコープ
遠隔視系の知覚魔法。

流星群（ミーティア・ライン）
光の分布を著しく偏らせて星空のような暗闇の空間を作り出し、光球から降り注ぐ光線のシャワーで物質を気化させる魔法。通称は「夜」。物理的な防御は不可能で、対魔法防御での対抗も困難とされる。対象を直接気化させるのではなく「空間内の光の分布」を操作して間接的に分解を起こす魔法であるため、空間の構造情報を直接分解する魔法とは相性が悪い。

ヘビィ・メタル・バースト
重金属を高エネルギープラズマに変化させ、気体化を経てプラズマ化する際の圧力上昇と陽イオン間の電磁的斥力をさらに増幅して広範囲にばら撒く戦略級魔法。模造神器 「Brionac（発音はブリオネイク）」を使用すれば戦術級魔法としても利用できる。

死神の刃（グリムリーパー）
相手の精神に強力な“死”のイメージを与える魔法。

毒蜂
対象に針などを刺して、その僅かな痛みを増幅して死に至らしめる魔法。精神干渉系魔法への適性があれば習得可能とされており、黒羽家の実働部隊が主に使用する。
オゾンサークル
戦略級魔法。高濃度のオゾンガスを大量に発生させ、急性中毒による麻痺状態に陥らせる。遠隔での発動が比較的容易で、応用力が高い。
トゥマーン・ボンバ
戦略級魔法。水を酸素と水素に分解し点火する魔法式を、発動時点と座標を変化させながら自動複製し連鎖的に展開、遅延発動により全魔法式を同時に作動することで広範囲を攻撃する。魔法式の複製は発動対象であるエイドス上で行われる。ベゾブラゾフは「トゥマーン・ボンバ」発動にあたって、魔法演算補助スーパーコンピュータを使用し、それを内蔵した専用のCAD『アルガン』を使用する。「トゥマーン（туман）」はロシア語で「霧」を意味する。

### 国家
北アメリカ大陸合衆国
通称はUSNA（United States of North Americaの略）、もしくは「アメリカ」や「ステイツ」。USAがカナダやメキシコなどの北米国家を併合した連邦制国家であり、列強を代表する覇権国の一つ。大統領がいる。日本とは同盟関係にある一方で、日本の太平洋地域における影響力の拡大を危惧しており2095年の大亜細亜連合の横浜侵攻においては意図的に援軍を遅らせるなどの謀略を見せている。現在は「灼熱のハロウィン」を引き起こした日本の非公表の戦略級魔法師の情報開示を要求しており、非公表を貫く日本側との関係が緊張化している。
3名の戦略級魔法師を公的に抱え、内1名は国外のジブラルタル基地を拠点にしている。
大亜細亜連合
中国が周辺諸国を征服して生まれた連合国で、大亜連合ともよばれる。構成国の中心は「大亜連合中華」であり、各衛星国は「大亜連合高麗」（元は朝鮮）、「大亜連合吐蕃」（元はチベット）などの名称となっている。
日本とは、第三次世界大戦終結後も講和条約や休戦協定も結んでおらず、大亜連合軍は2092年に沖縄侵攻、2095年に横浜侵攻を作戦している。横浜侵攻作戦では、公的に抱える1名の戦略級魔法師を投入した。しかし、「灼熱のハロウィン」によって鎮海軍港と総艦艇の三割を失った大亜細亜連合は、2095年11月に講和条約を締結した。
大漢
大亜連合が現在の形になる前に、中国政府は南北分裂を経験している。2063年に南側の「大漢」は内部崩壊した後、現政府側に吸収された。消滅した大漢は中国における現代魔法研究の中心であったため、大亜連合は現代魔法師の開発が遅れ、伝統的な古式魔法を主流にしている。
新ソビエト連邦
略称は「新ソ連」。ロシアがウクライナとベラルーシを再吸収して成立した連邦国家。大統領制を採用しておらず、政府のトップは連邦政府首相。国防大臣がいる。2名の戦略級魔法師を公的に抱える。
日本に対しては、大亜連合の沖縄侵攻に同調して非公式に何度か佐渡島へ侵攻している。
ヨーロッパ連合
欧州連合が第三次世界大戦後にフランスとドイツ・イタリアを境に東西に分裂。各国の統合も分裂以前より弱くなっている。
オーストラリア
鎖国している。

### 組織

#### 日本国内
数字付き（ナンバーズ）
日本では、優れた魔法的素質を持つ魔法師の家系は慣例的に数字を含む名字を持っている。そのため、数字を冠した姓を持った後述の十師族および師補十八家、並びに百家の本流は総称して「数字付き」の隠語で呼ばれている。
数字の大小が実力に直結する訳ではないが、家名に数字が入るかどうかは、血筋が大きくものを言う魔法師にとって力量をある程度推測する目安となる。ただし、数字付きの慣例とは無関係に、偶然数字の入った名字を持つ魔法師の家も存在している（「四方堂」「四月一日」など）。
十師族（じゅっしぞく）
日本で最強の魔法師集団。表立った権力を放棄する代わりに、国家の裏で不可侵に等しい権力を手にしている。
後述する「魔法技能師開発研究所」出身の魔法師で構成されており、計28ある家系が4年ごとに行う「師族会議」で改選される。「その時代に強力な（優秀な、ではない）魔法師を数多く輩出している」順に選ばれた10の家系が「十師族」を名乗り、選ばれなかった残りの18の家系が師補十八家（しほじゅうはっけ）となって十師族を補佐する。
現在の十師族は、一条・二木・三矢・四葉・五輪・六塚・七草・八代・九島・十文字から構成される（17巻終盤に、「九島」から「七宝」に代わった）。一から十までの数字が並んでいるのは、十師族という枠組みが結成されて初めてで、かつては一から十の数字に欠番および重複が存在した（17巻終盤から数字の重複がある）。現在の十師族では、四葉家と七草家の二家が特に高い発言力を有しており、十文字家がその二家に次ぐ3番目に有力な家である。
なお、現在の師補十八家は一之倉・一色・二階堂・二瓶・三日月・五頭・五味・六角・六郷・六本木・七宝（17巻の中盤まで）・七夕・七瀬・八朔・八幡・九鬼・九島（17巻終盤から）・九頭見・十山の18家。正式な名称ではないが、十八家と十師族を合わせて二十八家と呼ぶケースもある。
百家（ひゃっけ）
十師族に次いで優秀な魔法師を輩出している家系の総称。
百家という名称は100の家系を総称しての呼称ではなく、単純に「十の位」の次は「百の位」という一種の言葉遊びで、「十師族に次ぐ位の家柄」を意味している。
本流と支流に分かれており、本流を構成する家系は姓に11以上の数字が入っている。十三束、廿楽（廿の字は20を意味する）、五十里、千代田、萬谷などが百家本流。数字の入っていない渡辺や森崎などが支流である。
数字落ち（エクストラ）
「エクストラ・ナンバーズ」の略称であり、かつて魔法師が兵器であり実験体であったころに、「成功例」として数字を与えられながらもそれに見合った成果を上げられなかったとして数字を剥奪された者が該当する。現在では「数字落ち」という名称自体の使用は公式に禁じられており、「数字落ち」である点を理由に差な別的扱いをするのも魔法師のコミュニティにおいて重大な非違行為とされている。現在作中で確認されている「数字落ち」は、「七倉」から落ちた「名倉」と、「一花」から落ちた「市原」、「十神」から落ちた「遠上」の三家が有名である。
魔法技能師開発研究所
略して「魔法師開発研究所」とも。日本が魔法師の実験開発を目的に設けた研究機関であり、第一研究所から第十研究所まである。その半数は現在閉鎖されているが、前述した二十八家を生み出す元となっている。非人道的な研究内容を含み、事実を知る者も少ない現代魔法史の暗部とされるようになった。
2031年から2039年にかけて設立され、研究所の番号はその設立された順による。それぞれ「第一研」などと略して呼ばれ、各研究所には特徴的な設立目的がある。
第一研究所
一条・一之倉・一色を輩出し、数字落ちに一花がある。研究テーマは対人戦を想定した「生体への直接干渉」であり、一条家は「体液への干渉」、一之倉家は「体温への干渉」、一色家は「神経への干渉」を得意とする。一花家も神経への干渉を得意としているが、相手の体を操る形での干渉であったため、数字落ちとされた。
旧石川県金沢市にあった跡地は現在「金沢魔法理学研究所」となっている。地理的には第三高校に近い。
第二研究所
二木・二階堂・二瓶を輩出。研究テーマは「無機物に干渉する魔法」の開発。淡路島に設立され、現在も稼働中。地理的には旧兵庫県にある第二高校に近い。
第三研究所
三矢・三日月を輩出したほか、三枝が「七草」と名を変えて第七研に移動している。「多種類多重魔法制御」を研究テーマとし、他の研究所にも研究成果を開放していた点でも珍しい性格を有している。
旧神奈川県厚木市に設立され、現在も稼働中。地理的には東京都の第一高校に近い。
第四研究所
旧山梨県の北西部に拠点があった。葉のみを輩出。「精神干渉魔法による魔法演算領域そのものの強化」を目指していたとされる。魔法師としての強さのみを追求し、「死の魔法師工場」の異名で呼ばれていた。第四研は特別に秘密主義が強く、四葉家もまた自主独立傾向の一族となった。跡地には現葉家本邸が建てられたている
第五研究所
五輪・五頭・五味を輩出。研究テーマは「物質の形状に干渉する魔法」の開発で、大質量の水に干渉する移動系魔法「深淵（アビス）」の他、USNAとの共同開発による「バハムート」という2種の戦略級魔法を開発した。
旧愛媛県の宇和島市に設立され、現在も稼働中。地理的には旧高知県にある第七高校に近い。
第六研究所
六塚・六角・六郷・六本木を輩出。研究テーマは「魔法による熱量制御」で基礎研究機関の色彩が強い。旧宮城県の仙台市に設立され、現在も稼働中。地理的には第五高校に近い。
第七研究所
七草・七宝・七夕・七瀬を輩出したほか、数字落ちに七倉がある。研究テーマは首都防衛を兼ねた対集団戦であり、「群体制御魔法」の開発に繋がる。なお第三研出身の七草家は、第三研の多種類多重魔法制御と第七研の群体制御の技術を共に有している。
東京に設立され、現在は閉鎖。地理的には第一高校に近い。
第八研究所
八代・八朔・八幡を輩出。研究テーマは「魔法による重力、電磁力、強い相互作用、弱い相互作用の操作」。第六研以上に基礎研究機関の色彩が強い。旧福岡県の北九州市に設立され、現在も稼働中。地理的には旧熊本県にある第九高校に近い。
第九研究所
九島・九鬼・九頭見を輩出。「古式魔法の再体系化」を研究テーマとする。
旧奈良県にあった跡地は現在「第九種魔法開発研究所」となっているが、魔法師の間ではいまだ「旧第九研」と呼ばれている。地理的には旧兵庫県にある第二高校に近い。
第十研究所
十文字・十山を輩出したほか、数字落ちに十神がある。研究テーマは「大火力に対する領域防御魔法」。中でも十文字家の「ファランクス」は第三研の研究成果を利用して開発されている。東京に設立され、現在は閉鎖。地理的には第一高校に近い。
伝統派
宗派を越えた古式魔法師による魔法結社で、現代魔法に対する古式魔法の独自性を維持することを目的としている。京都を中心とした地方の諸家が連なっている。
かつて第九研には大勢の古式魔法師が参加したが、秘術を盗まれ利用されたいう思い込みから、伝統派を設立し、第九研出身の魔法師らと対立している。内部には様々な派閥が存在し、旧第九研に対する怒りは共通だが、思想や行動は一貫していない。周によって大陸の古式魔法師たちを取り込むことで勢力を伸ばしている派閥も存在し、その中で鞍馬山と嵐山の派閥は完全に周たち大陸の術者に乗っ取られている。
国防陸軍一〇一旅団
一〇一は「イチマルイチ」と読む。霞ヶ浦基地に本部があり、佐伯少将を旅団長とする部隊。陸軍の通常の編成とは別系統で、魔法装備を主兵装とした実験的な組織である。沖縄防衛戦の直後、佐伯少将のプランにより創設された。
独立魔装大隊
一〇一旅団の中でも更に、新開発された武装のテスト運用を担う部隊。風間少佐を隊長とする。
佐伯少将が十師族から独立した魔法戦力を備える目的で創設したため、古式魔法師の比率が高い。その性質上、機密の度合いが通常の軍事機密よりも更に5、6段階ほど跳ね上がっている。
隊の基本理念は十師族から独立した戦力だが、大黒竜也特尉を貸与してもらっている関係上、四葉家とは協力関係にあるのが実情。
『メイジアン・カンパニー』では創設者である佐伯少将が指揮をしていた国防陸軍一〇一旅団から分離改組された後、連隊規模に昇格しており習志野基地に本部を置いている。指揮官は大佐に昇格した風間が連隊長として引き続き務めている。
フォア・リーブス・テクノロジー
通称FLT（Four Leaves Technology）。秘密裏に四葉家が出資し設立した魔法工学機器メーカー。CAD完成品はサジタリアス・シリーズなども生産していたものの、元々は完成品よりも魔法工学部品で知られた企業であり、謎の天才魔工師「トーラス・シルバー」が開発したシルバー・モデルと飛行デバイスの発表によってCADメーカーとして飛躍的に知名度を増した。
四種の系統魔法に因んで「Four Leaves（四葉）」を意味する言葉を冠した社名は魔法関連企業ではありふれているため、社名自体が四葉との繋がりのカモフラージュになっており、今や四葉家の主要な資金源の一つにまでなっている。

#### 世界各国
スターズ
USNA軍統合参謀本部直属の魔法師部隊で、海兵隊から分離する形で成立している。軍隊内でも秀でた力を持つ魔法師が所属し、USNA軍の魔法戦闘の主軸となる。「世界最強の魔法部隊」を自称し、USNA最強の魔法師を総隊長の「シリウス」にすると定められている。その人物が軍属でなかった場合は謀略を用いてでも軍に引き込み、シリウスの地位に据える。
その編成は軍組織としては変則的で、地位と階級がリンクしていない。現在12人いる隊長の内6人が大尉だが、残りの6人は現総隊長と同じく少佐の階級である（ただし、隊長の階級が総隊長より上回るケースは今までない）。隊員の階級は表のとおり
USNA軍の魔法師全員がスターズに配属されるわけではなく、スターズにならなかった魔法師は、国内外の基地や、スターズ同様に統合参謀本部直属の魔法師部隊である「スターダスト」などに配属される。
| 名前                           | 特徴                           |
| ------------------------------ | ------------------------------ |
| 一等星（スター・ファースト）級 | 正規の戦闘員                   |
| 二等星（スター・セカンド）級   | 正規の戦闘員                   |
| 星座（コンストレーション）級   | 正規の戦闘員                   |
| 惑星（プラネット）級           | 後方スタッフまたは非合法工作員 |
| 衛星（サテライト）級           | 後方スタッフまたは非合法工作員 |

マクシミリアン・デバイス
Maximilien Device、通称は「マクシミリアン」。世界トップメーカーの座をローゼン・マギクラフト社と争う、USNAの大手CADメーカー。
ローゼン・マギクラフト
Rosen Magicraft、通称は「ローゼン」。ドイツにある大手のCADメーカーで、日本にも支社を持つ。ローゼン家が経営する同族会社であり、新しく日本支社長となったエルンスト・ローゼンも本家の出身。エルンストのおじは親族の反対を押して日本に移住しており、千葉エリカの祖父（母親のアンナ・ローゼン・鹿取の父親）でもある。この事件以降ローゼン家は日本への印象を悪くし、長い間本家の人間を日本支社に送ってこなかった。
国際魔法協会
第三次世界大戦の勃発から一年後、2046年に設立された国際的な魔法師の団体である。放射能により地球環境を回復不能なまでに汚染する熱核兵器の使用阻止が、世界中の魔法師にとって最優先される義務とする「国際魔法協会憲章」を軸としている。
下部組織として、日本には「日本魔法協会」がある。本部を京都に構え、副本部的な位置づけの関東支部が横浜ベイヒルズタワーにある。
ブランシュ
世界各国で魔法師排斥運動を行う反魔法組織。七賢人であるジード・ヘイグを総帥とし、日本支部のリーダーを司一が務めていた。いくつかの下部組織を持ち、そのうちの一つである「エガリテ」に司一の義弟・司甲や彼に誘われた多くの一高生が所属していた。2095年4月に第一高校襲撃を実行し、達也たちによって阻止される。さらに達也たちによる掃討戦において日本支部は崩壊した。
無頭竜（ノー・ヘッド・ドラゴン）
魔法による犯罪を行う華僑の犯罪シンジケートで、首領はリチャード=孫。対抗組織や認められた部下以外には、粛清の際にも首領が姿を見せない様子から「頭の無い竜」と呼ばれ今の組織名がつけられた。
九校戦の最中、独立魔装大隊によって日本拠点が崩壊し、同時にリチャードの情報を入手したことで日本の国防軍が首領を抹殺した。現在は彼の養女である孫美鈴が新たな首領となっている。さらに、彼の甥の従兄弟であるロバート=孫が少数の兄弟分を連れて別グループを率いている。
後に大漢出身の魔法師である顧傑が自分の手駒として利用するため、リチャードを支援して作らせた組織であることが発覚し、ジェネレータやソーサリーブースタなども顧傑が提供するなど、リチャードの背後で黒幕として君臨していた。
七賢人
エシュロンIIIに潜む、追加拡張システム「フリズスキャルヴ」へのアクセス権を持つ7人のオペレーターの総称だが、実際はオペレーターのひとりであるレイモンドが勝手につけただけであり、七賢人を自称しているのも彼のみである。
フリズスキャルヴはバックドアを利用するためにエシュロンIIIのメインシステムよりも情報収集効率が極めて高いが、7人のうち誰かがそれで情報を収集すれば、検索履歴がフギンとムニンという検索効率化のためのシステムである二種類のエージェントのうちのムニンに記録され残ってしまい、他の6人にそれが知られるというリスクがある。アクセス権を得る基準は完全にランダムであり、学生であるレイモンドやブランシュのリーダーである顧傑が持ったりと極めてバラバラである。このように一つの組織というわけではなく、各個人が別個の考えで動いている。
フリズスキャルヴのアカウントを管理する「システムアドミニストレータ」が存在し、その人物によりオペレーターのアカウントの削除を行うこともできる。アドミニストレータの正体を知るのもオペレーターの中でレイモンドのみである。

### 行事

#### 九校戦
正式名称は全国魔法科高校親善魔法競技大会。毎年夏に全国九つの魔法科高校が選りすぐりの魔法科高生たちを集め、学校単位で競い合う魔法の競技大会。政府関係者や魔法関係者だけでなく、一般企業や海外からも大勢の観客やスカウトを集める。大会の主催や会場の提供は軍が行う。
1校当たり現地に45名内外の生徒を公式に動員し、サポートを含めればその倍に達し、負傷者が続出する10日余りに及ぶ競技会にも拘わらず、引率の教職員などは付かない。
世界的な反魔法運動の広がりと同時に、世界的に戦略級魔法を含む大規模魔法使用のエスカレーションが背景としてある中、2095年度九校戦で初披露された魔法アクティブ・エアー・マインが単発大量虐殺魔法として実戦投入された事件が日本時間2097年5月4日朝より報道され、その後直ぐに恐らくは何らかの意図の元に2096年度九校戦種目が軍事的色彩を帯び過ぎたことを非難する世論が喚起された結果、2097年5月10日に公式には「健全な競技用に生徒が工夫した魔法が武装勢力に利用された」ことに九校戦大会委員会が遺憾の意を表明し、魔法大学との間で情報管理体制見直しを行うことを名目に、九校戦大会委員会は2097年度九校戦中止を決定公表し、各魔法科高校に通達した。

##### 競技種目
各校から一つの競技にエントリーできるのは三名で、一人の選手が出場できるのは二種目までと決められている。大会の開催期間は十日間で、うち四日目から八日目は一年生のみが出場する競技「新人戦」に割り当てられている。本戦は学年制限はない。
九校戦の勝敗/順位は各競技のポイントの合計で決まる。一位が50ポイント、二位が30ポイント、三位が20ポイントという配分である。スピード・シューティング、バトル・ボード、ミラージ・バットは四位が10ポイント。クラウド・ボールとアイス・ピラーズ・ブレイクは三回戦敗退の四位三チームにそれぞれ5ポイントが与えられる。九校戦の花形競技、モノリス・コードは一位チームに100ポイント、二位チームに60ポイント、三位チームに40ポイントが与えられ、ポイント上で最も比重の大きな競技になっている（「新人戦」のポイントは二分の一にして総合順位点に加算される）。個人戦出場選手は6校が3名、3校が2名の24名で、前年度同一種目で下位に入った3校が2名枠という逆シードになる。
2095年度からは新人戦がそれまで男女分けなしだったものが、それぞれ男子と女子に分かれる。
2096年度は軍事色の強い3種目へと入れ替えが行わる。出場できるのが「スティープルチェース・クロスカントリー」を除き一種目のみで、一種目の出場者は「ミラージ・バット」と「モノリス・コード」以外は、ソロ1名（本戦）とペア1組2名（本戦&新人戦）になった。スティープルチェース・クロスカントリーは2年生以上が全員参加可能で、実質2年生以上は全員2種目出場になる。ペアの1位が60点、2位が40点とソロよりも高い、3位は20点と同じ配点。
| 名前                                   | 通称                      | 備考 |
| -------------------------------------- | ------------------------- | --- |
| スピード・シューティング               | 早撃ち                    | クレー射撃のように空間に射出された標的を魔法で破壊する。 紅白の標的が百個ずつ用意され、自分の色の標的を破壊した数を競う。 予選は五分の制限時間内に破壊した標的の数を競う、各個人のスコア型。準々決勝以降は対戦型。 そのため通常は予選とトーナメントで使用魔法を切り替える。 |
| クラウド・ボール                       | クラウド                  | 圧縮空気を用いたシューターから射出された直径6センチの低反発ボールを、ラケットまたは魔法を使って制限時間内に相手コートへ落とした回数を競う競技。 1セット3分の試合時間で、透明な箱にすっぽり覆われたコートの中へ20秒ごとにボールが追加射出され、最終的には9個のボールを選手は休みなく追いかける。女子は3セットマッチ、男子は5セットマッチで行われる。 |
| バトル・ボード                         | 波乗り                    | もとは海軍の魔法師訓練用に考案されたもので、選手はサーフィンのような一枚のボードに乗り、加速魔法などを駆使して全長三キロの人工水路を三周する。 他の選手への魔法による直接的な干渉は禁じられているが、水面を介した間接的な妨害は許可されている。 予選を一レース四人で六レース、準々決勝を一レース三人で二レース、三位決定戦を四人で、決勝レースを一対一で競う。 |
| アイス・ピラーズ・ブレイク             | 棒倒し ピラーズ・ブレイク | 自陣の櫓の上から、相手の櫓の周囲にある12本の氷柱を倒すか、破壊した方が勝利。 選手は純粋に遠隔系魔法のみで競うという性質上、公序良俗に反しなければどのようなユニフォームで参加してもよい。 3ブロックに分け8名のトーナメント、各ブロックで残った者でリーグ戦。2096年度からはソロとペアに分かれ、ソロ1名にペア2名。新人戦はペアのみとなった。 |
| ミラージ・バット                       | ミラージ フェアリーダンス | 空中に投影されたホログラム球体目掛け、魔法を使って飛び上がりスティックで打つ競技。 女子のみの種目で、凝った衣装を身にまとい空中を飛び回る女子たちの姿が妖精のようだと評され、九校戦の花形競技のひとつといわれている。 九校戦で試合が最も少ない競技だが、試合時間は最長である。 2095年度の決勝で全員が飛行魔法を使用し棄権が続出、保有想子量（とその消費効率）で勝敗が決まる様相になったため、翌年の2096年度においては「離床後1分以内に着地しなければならない」というルールが追加された。 |
| モノリス・コード                       | モノリス                  | 男子のみの競技。「ステージ」と呼ばれる試合会場で、敵味方各々三名の選手によって「モノリス」を巡り魔法で争う。相手チームを試合続行不能にするか、敵陣にあるモノリスを二つに割り隠されたコードを送信することで勝敗が決まる。 相手チームの直接戦闘行為（魔法攻撃除く）は禁止されている一方、質量体を魔法で飛ばして相手にぶつけることは許可されている。 モノリスを割りコードを読み取るためには、無系統の専用魔法式をモノリスに打ち込まなければならない。専用魔法式は十メートル以内で打たなければ効果を発揮せず、一度分割されたモノリスを再びくっつけることは禁止されているが、分割そのものを魔法で防ぐことは許可されている。 その内容から、九校戦の中でもっとも人気があり、白熱する競技である。 |
| ロアー・アンド・ガンナー               | ロアガン                  | 2096年度からの種目。エントリーはソロ1名にペア2名だが新人戦はペアのみ。 ボート上から水路に設置された的を破壊しながらゴールするタイムを競う。ペアは一人がボートを走らせ、一人が的を撃つ。ソロはこれを一人で行う。水路はバトル・ボードのものを使う。的は水路の脇と頭上に設置され、水上をミニチュアボードの標的が走り回る 同時に複数の選手（ペア）が出走する競技ではなく、一人（一組）ずつ走る完全なタイムトライアル方式で、出走順による有利・不利をなくすため、一週目は練習走行に当てられ、二週目が本番となる。 ゴールタイムから破壊した的の個数に応じた時間（破壊1個につき、最短ゴールチーム時間を最多命中チーム命中数で割った時間）を差し引き、差引合計時間が最も短いチームが優勝。 |
| シールド・ダウン                       |                           | 2096年度からの種目。エントリーはソロ1名にペア2名。新人戦はペアのみ。 プレーヤーは盾を持つかあるいは腕に付け、相手の盾を攻撃する。盾の装着位置は肩から先。 先に相手選手を失格させると勝利。ペアの場合は先に相手チームを2名とも失格させると勝利。 失格条件は盾の破壊（総面積3割以上喪失）、場外落下、盾を5秒以上放す、反則。盾は一枚の板でなければならないが、二つ以内のハンドルを付けることは許可されている。 盾の形状に制限なく、曲面も可だが、波打っていたり曲げの方向が逆転しているものは使えない 盾は男子0.5平方メートル。女子0.3平方メートル以上で、重さ、厚さに制限なし。材質は木材であれば圧縮や魔法による強化は認められている一方、樹脂その補強材の注入は禁止されている。 |
| スティープルチェース・クロスカントリー |                           | 2096年度からの種目。林間コースに障害物を配置して行う、クロスカントリー競技。コースは2040年代に建設が始まった富士東演習場人工林を使用。 障害物は岩壁や落とし穴といった古典的な物から自動射撃装置や国防軍魔法師による妨害といったこの競技ならではの物も取り揃えられている。 幅4キロ、長さ4キロのコース内であればどこを通っても良く、スタート地点もゴール地点も横に4キロのライン上であればどこから出発、どこに到着しても有効。選手は成層圏プラットフォームを利用した広域測位システム（WPS: Wide area Positioning System）連動の発信機を身に着け、審判はその信号をトレースすることで各選手の位置を把握する 。コースを逸脱したり、木の高さより上に飛び上がることも反則で失格となる。また、木と木の間にネットが数多く張り巡らされ、障害物を避けて不用意に飛び上がるとネットに衝突したり絡まったりする。 得点配分は男女別に1位:50点、2位：30点、3位：20点、4 - 6位：5点となっているほか、1時間以内にゴールした選手全員に1点が与えられる。この競技は全選手（男女各12名）エントリー可能であることから、最高で男女各121点が獲得できることになり、モノリスコードを上回る逆転勝利の可能性を秘めた最終競技となっている。 |

#### 全国高校生魔法学論文コンペティション
全国の高校生が魔法学、魔法工学の研究成果を発表する場であり、「論文コンペ」と飛ばれている。発表チームの代表が魔法研究機関からスカウトされたり、発表された論文がそのまま魔法大全に収録され大学や企業に利用されるなど、注目度が高い。魔法理論を教える高校は実質魔法大学付属高校の九校のみなので、九校戦と同じく魔法科高校九校で行われる。
九校戦とは異なり、コンペ参加者に引率教員が付く。また、非魔法科高校を対象とした弁論大会や研究発表会との最大の違いは、発表内容の実演がプレゼンテーションに含まれることである。その実演のためには、魔法装置の設計から術式補助システムの製作、それを制御するためのソフト、搭載するためのボディなど、高度かつ手間のかかる準備が必要となる。コンペ直前の時期ともなれば、各高校総じて、技術系クラブや美術系クラブに加え、純理論系のクラブや実技の成績上位者も本番の成功へ向けて総動員される。
開催日は毎年十月の最終日曜日と決められており、開催地は日本魔法協会の設置されている京都と横浜で交互に開催される。開催地によって論文の評価の傾向が異なり、横浜では技術的なテーマが評価され、京都では純理論的なテーマが評価される。
第一高校では、論文コンペの出場者は校内の論文選考会で決定され、論文の作成とプレゼンの準備は選出された三人が共同で取り組む。基本的には、方向性の統一のため、メインの執筆者一名とサブ二名の役割分担をしたチーム構成となる。論文コンペには魔法大学関係者を除き非公開とされる貴重な資料が使われるため、産学スパイの標的になりやすい。置き引きや引ったくりなどが頻発し、実際にプレゼンターが襲われて怪我をした実例があるため、各校はコンペ開催の前後数週間、参加メンバーに護衛をつけている。会場では魔法協会が手配したプロの魔法師たちや、九校から集められた共同警備隊も警備に参加している。なお、警備隊の総責任者は九校戦のモノリス・コードの優勝校から出すという不文律がある。

### 戦争・戦闘
二十年世界群発戦争
2045年から2065年にかけて20年続いた第三次世界大戦。年数から二十年戦争とも呼ばれ、世界的な寒冷化による食糧難を主要原因として始まった。
USNAや大亜連合、新ソ連などが国土を拡大し、欧州連合は東西に分裂し、アフリカや南米では国家が消滅ないし分立するなどの激変を世界にもたらし、地球総人口は2024年の90億人から1/3の30億人に激減した。
大漢崩壊（2062年の悪夢）
発端は2062年4月に台湾で行われていた「少年少女魔法師交流会」に出席していた当時12歳であった真夜が何者かに誘拐される。真夜は3日後に大漢の魔法師開発機関「崑崙方院」の研究所から救助されたが非人道的な実験の実験体にされ、心身ともに深い傷を負っていた。真夜の父で四葉家当主・元造は即座に一族を召集し、大漢への報復を決定する。事件から半年間で四葉家中の戦闘魔法師が次々と大漢へ侵入、大漢の政府・軍関係者、魔法研究者および各種施設などへの暗殺・破壊工作が行われた。この一連のテロ活動により大漢側は4000人あまりの犠牲と現代魔法研究の成果をことごとく喪失、国家機能を麻痺させ内部崩壊の果てに翌2063年に北部の大亜細亜連合に併合された。
一方、四葉側も一連の活動で大きな被害を出しており、当主である元造をはじめ一族内の有力魔法師30名が戦死し一族内に癒えぬ傷跡を残し、以後は全世界の魔法関係者からは「触れてはならない者たち（アンタッチャブル）」と忌避されるようになる。四葉家中では、この一連の事件のことは「復讐戦」と呼称されている。

### その他
人間主義
「人間は人間に許された力だけで生きよう」と主張する反魔法主義、魔法師排斥運動の総称。これらを煽る大本が“ジード・セイジ・ヘイグ”こと「顧 傑」であり、代表格が反魔法組織「ブランシュ」であった。「ブランシュ」は各国政府の締め付けにより弱体化が著しいが、人間主義は着実に各国へ浸透し始めており、各国政府にも賛同する勢力が相当数いると言われている。USNAは最も活動が激しく、日本でも東京から地方へ広がり始めており、各国魔法関係者による対策が急務となっている。
HAR（ハル）
先進国で普及している自動家事システムで、正式名称はホーム・オートメーション・ロボットである。セキュリティ管理を始めとして料理、食器洗浄などを行い、移動マニピュレーターや人型端末（後述の3H）があれば配膳・食器の片付けも可能である。
3H（Humanoid Home Helper）
「人型家事手伝いロボット」であるピクシーは、本来HARの遠隔制御端末（音声認識型インターフェース）として開発されている。「手伝いロボット」としての単体の性能はあくまでHARのオプションであり、サイズ的制約から高度なセンサーは搭載されておらず、精密作業には向いていない。現在は家庭への普及が始まったばかりの技術で、第一高校のピクシー（3H-P94）も、HARの大手メーカーからモニター目的で第一高校に貸し出されていた。
キャビネット
電車線を利用した2095年の日本で主流の公共交通機関。中央管制されたリニア式小型車両で、通常2人乗りと4人乗りが運行している。高度に発達した交通管制システムによって満員電車は解決されており、短距離路線だけでなく都市間路線もキャビネットに置き換えられている。

## 作風と世界観
体系化された魔法を扱う職業「魔法師」を養成する架空の教育機関「魔法科高校」を舞台とした学園バトルアクション。公式サイトなどでは「スクールマギクス」と呼称されている。
タイトルに魔法と名は付いているが、ジャンルはSFエンターテイメントの一形態である「（魔法とは違う）超能力もの」だと作者は明かしている。また、敵が運良く見逃してくれたり「潜在能力が覚醒した」などのご都合展開をタブーとし、最初に設定したことから逸脱しないよう心がけているという。その御都合主義のタブーを踏まえ、「幸運に頼らず自分の力でトラブルを踏み越えていく現実的な物語」を綴りたいと語っている。加えて英題に込められた「Irregular」は、「劣等生」および「優等生」双方におけるイレギュラー（異端者）を表している。
西暦1995年から歴史が分岐した、架空の近未来を舞台にしている。歴史が分岐する以前からも、表に出ない形で超能力者や忍術使いなどは存在しており、歴史の分岐後、科学的な超能力開発によって普及・体系化されたものが本作における「魔法」である。物理法則を操ることで現象を起こすため、物理学のような表現を意識している。
先述した通り、ライトノベルよりもSFジュブナイル小説を意識して書かれている。また、魔法学園ものという点では『ハリー・ポッター』と『魔術士オーフェン』からの影響を受けており、特に魔法競技大会である「九校戦」は、『ハリー・ポッターと炎のゴブレット』における三大魔法学校対抗試合やクィディッチにインスパイアされていると文庫3巻のあとがきで仄めかされている。

## 制作背景
元々はWebサイト「小説家になろう」にて2008年10月12日から連載されていたオンライン小説で、同サイトで累計3000万PVを超え（書籍化後は累計5000万PVも達成している）、累計ランキング1位を長らく独占していた。
2011年12月13日、「横浜騒乱編」の大幅な加筆修正などを理由とし、Web掲載していた「魔法科高校の劣等生 初年度の部」の削除が作者から告知される。その「初年度の部」は11巻まで文庫化され、『電撃文庫MAGAZINE』 Vol.28（2012年11月号）からVol.33（2013年9月号）にかけて「魔法科高校の劣等生 二年度の部 ダブルセブン編」が完全新作として連載された（後に加筆されて文庫12巻に収録）。
KADOKAWAの編集者・三木一馬は第16回電撃小説大賞にて一次審査で落選した佐島勤（当時は別ペンネーム）の作品を偶然読む機会があり、「売れなさそうだが面白くて熱いSF作品（後に大幅改稿を経て、『ドウルマスターズ』というタイトルで電撃文庫から刊行された）」という印象を抱いていた。その1年後に三木は川原礫の担当に就いていたことからネット小説を多く閲覧しており、その中で「小説家になろう」に投稿されていた本作を発見する。本作を読み始めた三木は「考えが読めない最強主人公」「そんな主人公にしか眼中にないヒロイン」という自身が作り上げてきた常識（三木は「自分ルール」と呼んでいる）からは考えられないようなキャラクターが登場しているにもかかわらず、とても面白くて魅力のある作品だと感じた。そして、本作が以前読んだ佐島の作品（後の『ドウルマスターズ』）とSF設定が酷似していることから、両者の作者が同じであることに気付いた三木は以下のように考えた。
そして三木は佐島に声をかけることを決意し、結果的に本作は電撃文庫にて刊行されることとなった。

## 既刊一覧

### 原作文庫（本編）
| 巻数   | タイトル                                           | 初版発行日（発売日）   | ISBN              |
| ------ | -------------------------------------------------- | ---------------------- | ----------------- |
| 1      | 魔法科高校の劣等生（1） 入学編〈上〉               | 2011年7月10日（同日）  | 978-4-04-870597-4 |
| 2      | 魔法科高校の劣等生（2） 入学編〈下〉               | 2011年8月10日（同日）  | 978-4-04-870598-1 |
| 3      | 魔法科高校の劣等生（3） 九校戦編〈上〉             | 2011年11月10日（同日） | 978-4-04-870998-9 |
| 4      | 魔法科高校の劣等生（4） 九校戦編〈下〉             | 2011年12月10日（同日） | 978-4-04-870999-6 |
| 5      | 魔法科高校の劣等生（5） 夏休み編+1                 | 2012年4月10日（同日）  | 978-4-04-886522-7 |
| 6      | 魔法科高校の劣等生（6） 横浜騒乱編〈上〉           | 2012年7月10日（同日）  | 978-4-04-886700-9 |
| 7      | 魔法科高校の劣等生（7） 横浜騒乱編〈下〉           | 2012年9月10日（同日）  | 978-4-04-886701-6 |
| 8      | 魔法科高校の劣等生（8） 追憶編                     | 2012年12月10日（同日） | 978-4-04-891158-0 |
| 9      | 魔法科高校の劣等生（9） 来訪者編〈上〉             | 2013年3月10日（同日）  | 978-4-04-891423-9 |
| 10     | 魔法科高校の劣等生（10） 来訪者編〈中〉            | 2013年6月7日（同日）   | 978-4-04-891609-7 |
| 11     | 魔法科高校の劣等生（11） 来訪者編〈下〉            | 2013年8月10日（同日）  | 978-4-04-891610-3 |
| 12     | 魔法科高校の劣等生（12） ダブルセブン編            | 2013年10月10日（同日） | 978-4-04-866003-7 |
| 13     | 魔法科高校の劣等生（13） スティープルチェース編    | 2014年4月10日（同日）  | 978-4-04-866507-0 |
| 14     | 魔法科高校の劣等生（14） 古都内乱編〈上〉          | 2014年9月10日（同日）  | 978-4-04-866860-6 |
| 15     | 魔法科高校の劣等生（15） 古都内乱編〈下〉          | 2015年1月10日（同日）  | 978-4-04-869167-3 |
| 16     | 魔法科高校の劣等生（16） 四葉継承編                | 2015年5月9日（同日）   | 978-4-04-865116-5 |
| 17     | 魔法科高校の劣等生（17） 師族会議編〈上〉          | 2015年8月8日（同日）   | 978-4-04-865313-8 |
| 18     | 魔法科高校の劣等生（18） 師族会議編〈中〉          | 2015年11月10日（同日） | 978-4-04-865512-5 |
| 19     | 魔法科高校の劣等生（19） 師族会議編〈下〉          | 2016年3月10日（同日）  | 978-4-04-865809-6 |
| 短編集 | 魔法科高校の劣等生 SS                              | 2016年5月10日（同日）  | 978-4-04-865952-9 |
| 20     | 魔法科高校の劣等生（20） 南海騒擾編                | 2016年9月10日（同日）  | 978-4-04-892318-7 |
| 21     | 魔法科高校の劣等生（21） 動乱の序章編〈上〉        | 2017年2月10日（同日）  | 978-4-04-892669-0 |
| 22     | 魔法科高校の劣等生（22） 動乱の序章編〈下〉        | 2017年6月9日（同日）   | 978-4-04-892949-3 |
| 23     | 魔法科高校の劣等生（23） 孤立編                    | 2017年8月10日（同日）  | 978-4-04-893281-3 |
| 24     | 魔法科高校の劣等生（24） エスケープ編〈上〉        | 2018年3月10日（同日）  | 978-4-04-893686-6 |
| 25     | 魔法科高校の劣等生（25） エスケープ編〈下〉        | 2018年4月10日（同日）  | 978-4-04-893792-4 |
| 26     | 魔法科高校の劣等生（26） インベージョン編          | 2018年8月10日（同日）  | 978-4-04-893970-6 |
| 27     | 魔法科高校の劣等生（27） 急転編                    | 2018年11月10日（同日） | 978-4-04-912163-6 |
| 28     | 魔法科高校の劣等生（28） 追跡編〈上〉              | 2019年4月10日（同日）  | 978-4-04-912560-3 |
| 29     | 魔法科高校の劣等生（29） 追跡編〈下〉              | 2019年6月8日（同日）   | 978-4-04-912571-9 |
| 30     | 魔法科高校の劣等生（30） 奪還編                    | 2019年9月10日（同日）  | 978-4-04-912738-6 |
| 31     | 魔法科高校の劣等生（31） 未来編                    | 2020年4月10日（同日）  | 978-4-04-913067-6 |
| 32     | 魔法科高校の劣等生（32） サクリファイス編 / 卒業編 | 2020年9月10日（同日）  | 978-4-04-913253-3 |

| 巻数 | タイトル                        | 初版発行日（発売日）    | ISBN              | 収録 |
| ---- | ------------------------------- | ----------------------- | ----------------- | --- |
| 1    | 魔法科高校の劣等生 Appendix (1) | 2022年6月10日（同日）   | 978-4-04-914334-8 | ドリームゲーム                                                                                            |
| 2    | 魔法科高校の劣等生 Appendix (2) | 2022年9月10日（9月9日） | 978-4-04-914526-7 | 夏の休日 十一月のハロウィンパーティ 美少女魔法戦士プラズマリーナ IF 続・追憶編 メランコリック・バースデー |

| 巻数 | タイトル                                            | 初版発行日（発売日）    | ISBN              |
| ---- | --------------------------------------------------- | ----------------------- | ----------------- |
| 1    | 続・魔法科高校の劣等生 メイジアン・カンパニー       | 2020年10月10日（同日）  | 978-4-04-913254-0 |
| 2    | 続・魔法科高校の劣等生 メイジアン・カンパニー（2）  | 2021年4月10日（4月9日） | 978-4-04-913623-4 |
| 3    | 続・魔法科高校の劣等生 メイジアン・カンパニー（3）  | 2021年11月10日（同日）  | 978-4-04-913931-0 |
| 4    | 続・魔法科高校の劣等生 メイジアン・カンパニー（4）  | 2022年5月10日（同日）   | 978-4-04-914340-9 |
| 5    | 続・魔法科高校の劣等生 メイジアン・カンパニー（5）  | 2022年11月10日（同日）  | 978-4-04-914527-4 |
| 6    | 続・魔法科高校の劣等生 メイジアン・カンパニー（6）  | 2023年5月10日（同日）   | 978-4-04-915009-4 |
| 7    | 続・魔法科高校の劣等生 メイジアン・カンパニー（7）  | （2023年12月8日）       | 978-4-04-915113-8 |
| 8    | 続・魔法科高校の劣等生 メイジアン・カンパニー（8）  | （2024年5月10日）       | 978-4-04-915648-5 |
| 9    | 続・魔法科高校の劣等生 メイジアン・カンパニー（9）  | （2024年12月10日）      | 978-4-04-915977-6 |
| 10   | 続・魔法科高校の劣等生 メイジアン・カンパニー（10） | （2025年6月10日）       | 978-4-04-916399-5 |

### 文庫未収録外伝
- 外伝・魔法科高校の少年少女 美少女と野獣（著：佐島勤、Webサイト「小説家になろう」）
- 魔法科高校の劣等生×ソードアート・オンライン ドリームゲーム - くろすおーばー -（電撃文庫MAGAZINE Vol.39 2014年9月号） ※著：佐島勤/監修：川原礫
  - 『ソードアート・オンライン IF 公式小説アンソロジー』（電撃文庫 2023年11月）に収録。
- ソードアート・オンライン×魔法科高校の劣等生 バーサスII（電撃文庫MAGAZINE Vol.40 2014年11月号） ※著：川原礫/監修：佐島勤
- ノベライズ版『劇場版 魔法科高校の劣等生 星を呼ぶ少女』（著：佐島勤、劇場版 魔法科高校の劣等生 星を呼ぶ少女 BD/DVD完全生産限定版特典小説）

### 原作文庫（スピンオフ）
| 巻数 | タイトル                               | 初版発行日（発売日）   | ISBN              |
| ---- | -------------------------------------- | ---------------------- | ----------------- |
| 1    | 魔法科高校の劣等生 司波達也暗殺計画(1) | 2018年10月10日（同日） | 978-4-04-912021-9 |
| 2    | 魔法科高校の劣等生 司波達也暗殺計画(2) | 2019年2月9日（同日）   | 978-4-04-912265-7 |
| 3    | 魔法科高校の劣等生 司波達也暗殺計画(3) | 2020年1月10日（同日）  | 978-4-04-913002-7 |

| 巻数 | タイトル                                      | 初版発行日（発売日）    | ISBN              |
| ---- | --------------------------------------------- | ----------------------- | ----------------- |
| 1    | 新・魔法科高校の劣等生 キグナスの乙女たち     | 2021年1月10日（1月9日） | 978-4-04-913262-5 |
| 2    | 新・魔法科高校の劣等生 キグナスの乙女たち (2) | 2021年7月10日（7月9日） | 978-4-04-913728-6 |
| 3    | 新・魔法科高校の劣等生 キグナスの乙女たち (3) | 2022年2月10日（同日）   | 978-4-04-913932-7 |
| 4    | 新・魔法科高校の劣等生 キグナスの乙女たち (4) | 2022年8月10日（同日）   | 978-4-04-913932-7 |
| 5    | 新・魔法科高校の劣等生 キグナスの乙女たち (5) | 2023年2月10日（同日）   | 978-4-04-914528-1 |
| 6    | 新・魔法科高校の劣等生 キグナスの乙女たち (6) | （2024年2月9日）        | 978-4-04-915114-5 |
| 7    | 新・魔法科高校の劣等生 キグナスの乙女たち (7) | （2025年3月7日）        | 978-4-04-915978-3 |

| 巻数 | タイトル                               | 初版発行日（発売日）  | ISBN              |
| ---- | -------------------------------------- | --------------------- | ----------------- |
| 1    | 魔法科高校の劣等生 夜の帳に闇は閃く    | 2023年8月10日（同日） | 978-4-04-915115-2 |
| 2    | 魔法科高校の劣等生 夜の帳に闇は閃く(2) | 2024年9月10日（同日） | 978-4-04-915854-0 |

### オーディオドラマ
- オーディオドラマDVD 『魔法科高校の劣等生』（2012年12月20日発売、ASIN:B0098RH28Y）

「魔法科高校の劣等生 追憶編」（佐島勤脚本）を収録。また、佐島勤書き下ろしの短編小説「十一月のハロウィンパーティ」が同梱されている。

## 漫画
当初は『月刊Gファンタジー』（スクウェア・エニックス）で原作本編を、『月刊コミック電撃大王』（KADOKAWA）ではスピンオフ、短編集、過去編といった比較的独立性の高いエピソードを連載していたが、スティープルチェース編以降は『電撃大王』でも本編のエピソードを連載するようになった。さらに両誌とも原作「〇〇編」の連載が完結する前に、別の作画家が並行してその後のエピソードを連載するようになり、雑誌連載でストーリーの流れを追うのではなく、長大な原作のコミカライズを2誌で分担しつつ完結させることを優先した体制となっている。

### 本編
魔法科高校の劣等生 入学編
作画はきたうみつな、構成は林ふみの。原作の「入学編」（1・2巻）に相当する。『月刊Gファンタジー』2012年1月号から2013年10月号 まで連載された。
1. 2012年9月10日初版発行（同日発売）、978-4-7575-3722-4
2. 2013年1月26日初版発行（同日発売）、978-4-7575-3869-6
3. 2013年7月27日初版発行（同日発売）、978-4-7575-4019-4
4. 2013年12月27日初版発行（同日発売）、978-4-7575-4191-7

魔法科高校の劣等生 九校戦編
作画はきたうみつな、構成は林ふみのと長岡千秋。原作の「九校戦編」（3・4巻）に相当する。『月刊Gファンタジー』2013年11月号 から2016年6月号まで連載。
1. 2014年4月10日初版発行（同日発売）、ISBN 978-4-7575-4272-3
2. 2014年9月10日初版発行（同日発売）、ISBN 978-4-7575-4408-6
3. 2015年3月27日初版発行（同日発売）、ISBN 978-4-7575-4597-7
4. 2015年10月27日初版発行（同日発売）、ISBN 978-4-7575-4785-8
5. 2016年7月27日初版発行（同日発売）、ISBN 978-4-7575-5067-4

魔法科高校の劣等生 夏休み編
作画は柚木N'。原作の「夏休み編+1」（5巻）の夏休み編に相当する。本編にナンバリングされているが、エピソードごとに主人公が変わる短編集。『月刊コミック電撃大王』2016年12月号から2018年2月号まで連載。
1. 2017年2月10日発売、ISBN 978-4-04-892722-2
2. 2017年8月10日発売、ISBN 978-4-04-892980-6
3. 2018年2月10日発売、ISBN 978-4-04-893538-8

魔法科高校の劣等生 会長選挙編
作画は柚木N'。原作の「夏休み編+1」（5巻）の「+1」に相当する。『月刊コミック電撃大王』2018年6月号から11月号まで連載。
1. 2018年10月10日初版発行（同日発売）、ISBN 978-4-04-912147-6。

魔法科高校の劣等生 横浜騒乱編
作画は天羽銀。原作の「横浜騒乱編」（6・7巻）に相当する。『月刊Gファンタジー』2013年11月号から2015年9月号まで連載。
1. 2014年4月10日初版発行（同日発売）、ISBN 978-4-7575-4273-0
2. 2014年9月10日初版発行（同日発売）、ISBN 978-4-7575-4409-3
3. 2015年1月10日初版発行（同日発売）、ISBN 978-4-7575-4532-8
4. 2015年6月27日初版発行（同日発売）、ISBN 978-4-7575-4681-3
5. 2015年11月27日初版発行（同日発売）、ISBN 978-4-7575-4816-9

魔法科高校の劣等生 追憶編
作画は依河和希。原作の「追憶編」(8巻）に相当する。『月刊コミック電撃大王』2014年4月号から2015年9月号まで連載。
1. 2014年6月10日初版発行（同日発売）、ISBN 978-4-04-866615-2
2. 2014年12月10日初版発行（同日発売）、ISBN 978-4-04-869058-4
3. 2015年9月10日初版発行（同日発売）、ISBN 978-4-04-865302-2

魔法科高校の劣等生 来訪者編
作画はマジコ！。原作の「来訪者編」（9 - 11巻）に相当する。『月刊Gファンタジー』2016年1月号から2019年7月号まで連載。
1. 2016年7月27日初版発行（同日発売）、ISBN 978-4-7575-5068-1
2. 2016年12月27日初版発行（同日発売）、ISBN 978-4-7575-5208-1
3. 2017年6月9日初版発行（同日発売）、ISBN 978-4-7575-5367-5
4. 2018年3月10日初版発行（同日発売）、ISBN 978-4-7575-5619-5
5. 2018年8月10日初版発行（同日発売）、ISBN 978-4-7575-5803-8
6. 2019年9月10日初版発行（同日発売）、ISBN 978-4-7575-6279-0
7. 2019年9月10日初版発行（同日発売）、ISBN 978-4-7575-6280-6

魔法科高校の劣等生 ダブルセブン編
作画はきたうみつな、構成は林ふみのと長岡千秋。原作の「ダブルセブン編」（12巻）に相当する。『月刊Gファンタジー』2016年11月号より2019年8月号まで連載。
1. 2017年9月27日初版発行（同日発売）、ISBN 978-4-7575-5491-7
2. 2018年7月27日初版発行（同日発売）、ISBN 978-4-7575-5798-7
3. 2019年9月27日初版発行（同日発売）、ISBN 978-4-7575-6323-0

魔法科高校の劣等生 スティープルチェース編
作画は蒼和伸。原作の「スティープルチェース編」（13巻）に相当する。『月刊コミック電撃大王』2019年5月号から2021年1月号まで連載。
1. 2019年11月9日初版発行（同日発売）、ISBN 978-4-04-912864-2
2. 2020年6月10日初版発行（同日発売）、ISBN 978-4-04-913235-9
3. 2020年12月10日初版発行（同日発売）、ISBN 978-4-04-913568-8

魔法科高校の劣等生 古都内乱編
作画は柚木N'。原作の「古都内乱編」（14・15巻）に相当する。『月刊コミック電撃大王』2019年5月号から2022年3月号まで連載。
1. 2019年11月9日初版発行（同日発売）、ISBN 978-4-04-912865-9
2. 2020年6月10日初版発行（同日発売）、ISBN 978-4-04-913236-6
3. 2020年12月10日初版発行（同日発売）、ISBN 978-4-04-913569-5
4. 2021年7月9日初版発行（同日発売）、ISBN 978-4-04-913891-7
5. 2022年3月10日初版発行（同日発売）、ISBN 978-4-04-914256-3

魔法科高校の劣等生 四葉継承編
作画はきたうみつな、構成は林ふみのと長岡千秋。原作の「四葉継承編」（16巻）に相当する。『月刊Gファンタジー』2020年1月号から2022年4月号まで連載。
1. 2020年9月10日初版発行（同日発売）、ISBN 978-4-7575-6840-2
2. 2021年6月25日初版発行（同日発売）、ISBN 978-4-7575-7339-0
3. 2022年5月27日初版発行（同日発売）、ISBN 978-4-7575-7936-1

魔法科高校の劣等生 師族会議編
作画は竹田羽角。原作の「師族会議編」（17 - 19巻）に相当する。『月刊Gファンタジー』2020年4月号より2024年10月号まで連載。
1. 2020年9月10日初版発行（同日発売）、ISBN 978-4-7575-6839-6
2. 2020年12月26日初版発行（同日発売）、ISBN 978-4-7575-7017-7
3. 2021年6月25日発売、ISBN 978-4-7575-7338-3
4. 2021年12月27日発売、ISBN 978-4-7575-7655-1
5. 2022年6月27日発売、ISBN 978-4-7575-7993-4
6. 2023年3月27日発売、ISBN 978-4-7575-8491-4
7. 2023年9月27日発売、ISBN 978-4-7575-8815-8
8. 2024年3月27日発売、ISBN 978-4-7575-9127-1
9. 2024年11月27日発売、ISBN 978-4-7575-9536-1

魔法科高校の劣等生 一条将輝転校編
作画は竹田羽角。「師族会議編」を一条将輝の視点から描く原作19巻収録の短編「一条将輝転校日記」のコミカライズ。『月刊Gファンタジー』2024年12月号から2025年5月号まで連載。第2話が雑誌掲載される前に最終話までを先行収録した単行本が発売された。
1. 2024年11月27日発売、ISBN 978-4-7575-9537-8

魔法科高校の劣等生 南海騒擾編
作画は蒼和伸。原作の「南海騒擾編」（20巻）に相当する。『月刊コミック電撃大王』2021年4月号から2022年10月号まで連載。
1. 2021年9月10日初版発行（同日発売）、ISBN 978-4-04-913991-4
2. 2022年3月10日初版発行（同日発売）、ISBN 978-4-04-913991-4
3. 2022年10月7日初版発行（同日発売）、ISBN 978-4-04-914654-7

魔法科高校の劣等生 動乱の序章編
作画は飛口芽衣。原作の「動乱の序章編」（21・22巻）に相当する。『月刊コミック電撃大王』2023年3月号から連載中。
1. 2023年8月10日発売、ISBN 978-4-04-915187-9
2. 2024年2月9日発売、ISBN 978-4-04-915501-3
3. 2024年10月25日発売、ISBN 978-4-04-915972-1
4. 2025年3月10日発売、ISBN 978-4-04-916256-1

魔法科高校の劣等生 孤立編
作画はきたうみつな、構成は林ふみのと長岡千秋。原作の「孤立編」（23巻）に相当する。『月刊Gファンタジー』2023年3月号から2025年8月号まで連載。
1. 2023年11月27日発売、ISBN 978-4-7575-8922-3
2. 2024年9月27日発売、ISBN 978-4-7575-9445-6

魔法科高校の劣等生 エスケープ編
作画は柚木N'。原作の「エスケープ編」（24・25巻）に相当する。『月刊コミック電撃大王』2023年3月号から連載中。
1. 2023年3月25日発売、ISBN 978-4-04-914963-0
2. 2024年2月9日発売、ISBN 978-4-04-915502-0
3. 2024年10月25日発売、ISBN 978-4-04-915973-8

魔法科高校の劣等生 インベージョン編
作画は竹田羽角。「インベージョン編」（26巻）に相当する。『月刊Gファンタジー』2025年6月号から連載中。

### 番外編・スピンオフ
魔法科高校の優等生（まほうかこうこうのゆうとうせい、The Honor at Magic High School）
司波深雪を主人公とした、森夕作画によるスピンオフ漫画。原作の「入学編」「九校戦編」を深雪の視点から描いている。『月刊コミック電撃大王』2012年6月号より 2020年8月号まで連載された。
なお、1巻については、発行レーベルの変更により、電撃コミックスの旧版と電撃コミックスNEXTの新装版がある。内容は同一でカバーイラストが異なる。
- 電撃コミックス
  1. 2012年10月27日初版発行（同日発売）、ISBN 978-4-04-891103-0

- 電撃コミックスNEXT
  1. 2013年6月7日初版発行（同日発売）、ISBN 978-4-04-891781-0
  2. 2013年7月10日初版発行（同日発売）、ISBN 978-4-04-891782-7
  3. 2014年2月8日初版発行（同日発売）、ISBN 978-4-04-866303-8
  4. 2014年9月27日初版発行（同日発売）、ISBN 978-4-04-866916-0
  5. 2015年3月10日初版発行（同日発売）、ISBN 978-4-04-869309-7
  6. 2015年12月10日初版発行（同日発売）、ISBN 978-4-04-865706-8
  7. 2016年8月10日初版発行（同日発売）、ISBN 978-4-04-892176-3
  8. 2017年6月10日初版発行（6月9日発売）、ISBN 978-4-04-892909-7
  9. 2018年4月10日初版発行（同日発売）、ISBN 978-4-04-893646-0
  10. 2019年3月27日初版発行（同日発売）、ISBN 978-4-04-912417-0
  11. 2020年9月10日初版発行（同日発売）、ISBN 978-4-04-913253-3

魔法科高校の優等生 2nd Season
作画はおだまさる。原作の「来訪者編」を深雪の視点から描く。『月刊コミック電撃大王』2021年4月号から連載中。
1. 2021年9月10日発売、ISBN 978-4-04-913992-1
2. 2022年6月10日発売、ISBN 978-4-04-914468-0
3. 2023年3月10日発売、ISBN 978-4-04-914962-3
4. 2024年2月9日発売、ISBN 978-4-04-915499-3
5. 2024年10月25日発売、ISBN 978-4-04-915969-1

魔法科高校の劣等生 司波達也暗殺計画
作画は一乃ゆゆ。原作の「司波達也暗殺計画」に相当する。『月刊コミックアライブ』2019年7月号より連載開始。
1. 2019年11月22日初版発行（同日発売）、ISBN 978-4-04-064137-9
2. 2020年6月23日初版発行（同日発売）、ISBN 978-4-04-064713-5
3. 2020年12月23日初版発行（同日発売）、ISBN 978-4-04-680185-2
4. 2021年9月22日初版発行（同日発売）、ISBN 978-4-04-680469-3
5. 2022年9月22日初版発行（同日発売）、ISBN 978-4-04-681518-7

魔法科高校の劣等生 よんこま編
作画はtamago。原作のコミカライズの4コマ漫画である。『コミック電撃だいおうじ』VOL.8（2014年4月28日発売）よりVOL.135（2024年11月28日発売）まで連載された。
1. 2015年3月10日初版発行（同日発売）、ISBN 978-4-04-869308-0
2. 2016年4月9日初版発行（同日発売）、ISBN 978-4-04-865872-0
3. 2017年6月10日初版発行（6月9日発売）、ISBN 978-4-04-892907-3
4. 2018年6月9日発売、ISBN 978-4-04-893844-0
5. 2019年8月26日発売||ISBN 978-4-04-912700-3
6. 2020年9月26日発売、ISBN 978-4-04-913415-5
7. 2021年9月27日発売、ISBN 978-4-04-913978-5
8. 2024年12月26日発売、ISBN 978-4-04-916167-0

劇場版 魔法科高校の劣等生 星を呼ぶ少女
作画はピナケス。同名劇場版アニメのコミカライズ。『月刊コミック電撃大王』2017年10月号から2018年8月号まで連載された。
1. 2018年2月10日初版発行（同日発売）、ISBN 978-4-04-893539-5
2. 2018年8月9日発売、ISBN 978-4-04-893892-1

新・魔法科高校の劣等生 キグナスの乙女たち
作画はLa-na。『月刊コミックアライブ』2021年5月号から連載中。
1. 2021年9月22日発売、ISBN 978-4-04-680833-2
2. 2022年4月21日発売、ISBN 978-4-04-681319-0
3. 2023年1月23日発売、ISBN 978-4-04-681768-6
4. 2023年10月23日発売、ISBN 978-4-04-682848-4
5. 2024年10月22日発売、ISBN 978-4-04-683644-1

魔法科高校の劣等生 夜の帳に闇は閃く
作画は太川善之。同名小説のコミカライズ。『月刊コミック電撃大王』2024年7月号に第1話を掲載後、第2話以降は『カドコミ』にて2024年7月10日から連載中。
1. 2025年3月10日発売、ISBN 978-4-04-916255-4

### 関連書籍
- 石田可奈 『魔法科高校の劣等生 石田可奈画集』 KADOKAWA、2017年8月10日発売[73]、ISBN 978-4-04-892995-0
- 石田可奈 『魔法科高校の劣等生 石田可奈画集② kaleidoscope』 KADOKAWA、2022年5月9日発売[74]、ISBN 978-4-04-914097-2

## アニメ
第1期が2014年4月から9月までTOKYO MXほかにて放送された。第2期『魔法科高校の劣等生 来訪者編』は2020年10月から12月まで放送された。2021年12月31日にはスペシャルアニメ『魔法科高校の劣等生 追憶編』が放送された。追憶編放送後にはシリーズ続編が発表された。2024年4月から6月まで第3期『ダブルセブン編＆スティープルチェース編＆古都内乱編』が放送。
2017年6月17日には原作者原案によるアニメオリジナル劇場版『劇場版 魔法科高校の劣等生 星を呼ぶ少女』が公開された。テレビアニメ第1期と第2期『来訪者編』の間の公開だが、作中時系列は『来訪者編』の終盤（1年目の春休み）となる。
2021年7月から9月までスピンオフテレビアニメ『魔法科高校の優等生』がTOKYO MXほかにて放送された。
アニメ第3期放送終了後に、本編の続編となる劇場版アニメ『劇場版 魔法科高校の劣等生 四葉継承編』の制作の告知が行われた。

## ゲーム
電撃文庫 FIGHTING CLIMAX
2014年3月18日から稼働しているセガのアーケード用と2014年11月13日からPS3/PS Vita用ソフト対戦型格闘ゲーム。
2014夏に司波深雪（プレイヤーキャラクター）、司波達也（サポートキャラクター）の追加参戦が発表された。
魔法科高校の劣等生 スクールマギクスバトル
2014年6月10日よりMobageにて配信されたソーシャルゲーム。アイテム課金制。
中条あずさ役の小笠原早紀が参加している。約1か月に1回チームの募集をしていた（毎回リセットしていた）。2015年6月20日で第10期のメンバーが決まった。
2018年3月30日をもってサービスを終了。
魔法科高校の劣等生 LOST ZERO
2014年9月4日よりiPhone用とAndroid用に配信されたスマートフォンゲーム。アイテム課金制。開発はビサイド、運営・配信はスクウェア・エニックス。2019年10月24日をもってサービスを終了し、2023年8月14日にはオフライン版アプリの配信を終了した。
歴史から抹消された家系・零乃姓を持つ人物を主人公としており、自らが継承する魔法・術師増幅（マギカ・ブースター）の有用性を証明すべく達也たちと交流しつつも、他者に化ける偽装魔法の使い手「零式行列（マイナス・パレード）」との戦いを描いている。
魔法科高校の劣等生 Out of Order
2014年12月25日発売のPS Vita用ソフト。ジャンルは戦略級の魔法対戦アクション。
ファミ通の40点満点のクロスレビューで28点だった。
魔法科高校の劣等生 リローデッド・メモリ
2022年6月28日より配信のスマートフォンゲーム。アイテム課金制。運営・配信はスクウェア・エニックス。
2023年8月14日をもってサービス終了。
制作
スクウェア・エニックス社内では、『魔法科高校の劣等生 LOST ZERO』のサービスが終わる前から後継作を作りたいという話が出ていた。スクウェア・エニックスのマーケティング部門にいた菅野将一郎は一ユーザーとして『魔法科LZ』に親しんでいたため、プロデューサーに立候補して就任した。
当初はプレイヤーが直接操作するアクションゲームにすることも考えられたが、キャラクターゲームであることに加え、操作に熱中するあまりキャラクターにあまり注目しなくなったら本末転倒になるという考えからオートバトルを主体としたシステムが組まれた。

## 備考
アクセル・ワールド
同じ電撃文庫から発売されている『アクセル・ワールド』のアニメ中（6・7・24話）でビルに『魔法科高校の劣等生』の広告がある。
「深雪の秘密がついに達也にばれてしまい……!」「発売! 最新第108巻 20… 電撃文庫」と記載されている。
ラジオ、ニッポン放送ミュ〜コミ+プラス
2014年12月9日放送にて【ミューコミプラス!ポップカルチャー大賞2014】セリフ部門にて『さすがです、お兄様!』がノミネートされた。
電撃文庫朗読してみた
YouTubeの公式電撃文庫チャンネルにおいて、電撃文庫の一部を声優が朗読する企画「電撃文庫朗読してみた」として、2021年1月10日に瀬戸麻沙美による『新・魔法科高校の劣等生 キグナスの乙女たち』、8月4日に早見沙織による『魔法科高校の劣等生 追憶編』の朗読が配信された。